# Zielona Góra
Zielona Góraⓘ (lit. “Monte Verde”; em latim: Thalloris, Prasia Elysiorum; em alemão: Grünberg in Schlesien; em tcheco/checo: Zelená Hora, coloquialmente também Winny Gród) historicamente, é uma cidade da Baixa Silésia com direitos de condado no oeste da Polônia. É a maior cidade da voivodia da Lubúsquia, a sede do governo autônomo da voivodia, do marechal, do conselho e da assembleia da voivodia da Lubúsquia e suas unidades subordinadas. É também a sede dos starostas do condado de Zielona Góra e a capital da diocese de Zielona Góra-Gorzów. Com Sulechów e Nowa Sól, forma a chamada Lubuskie Trójmiasto (abreviatura LT) — uma associação de comunas, onde Zielona Góra é o principal centro e o local da sua sede. Ela pertence à Associação de Cidades polonesas. Em 1 de janeiro de 2015, expandiu-se para a área da comuna de Zielona Góra. Conforme os dados do Escritório Central de Estatística da Polônia (GUS) de 31 de dezembro de 2021, a cidade era habitada por 140 403 pessoas, o que a coloca na 24.ª posição do país em população.

## Localização

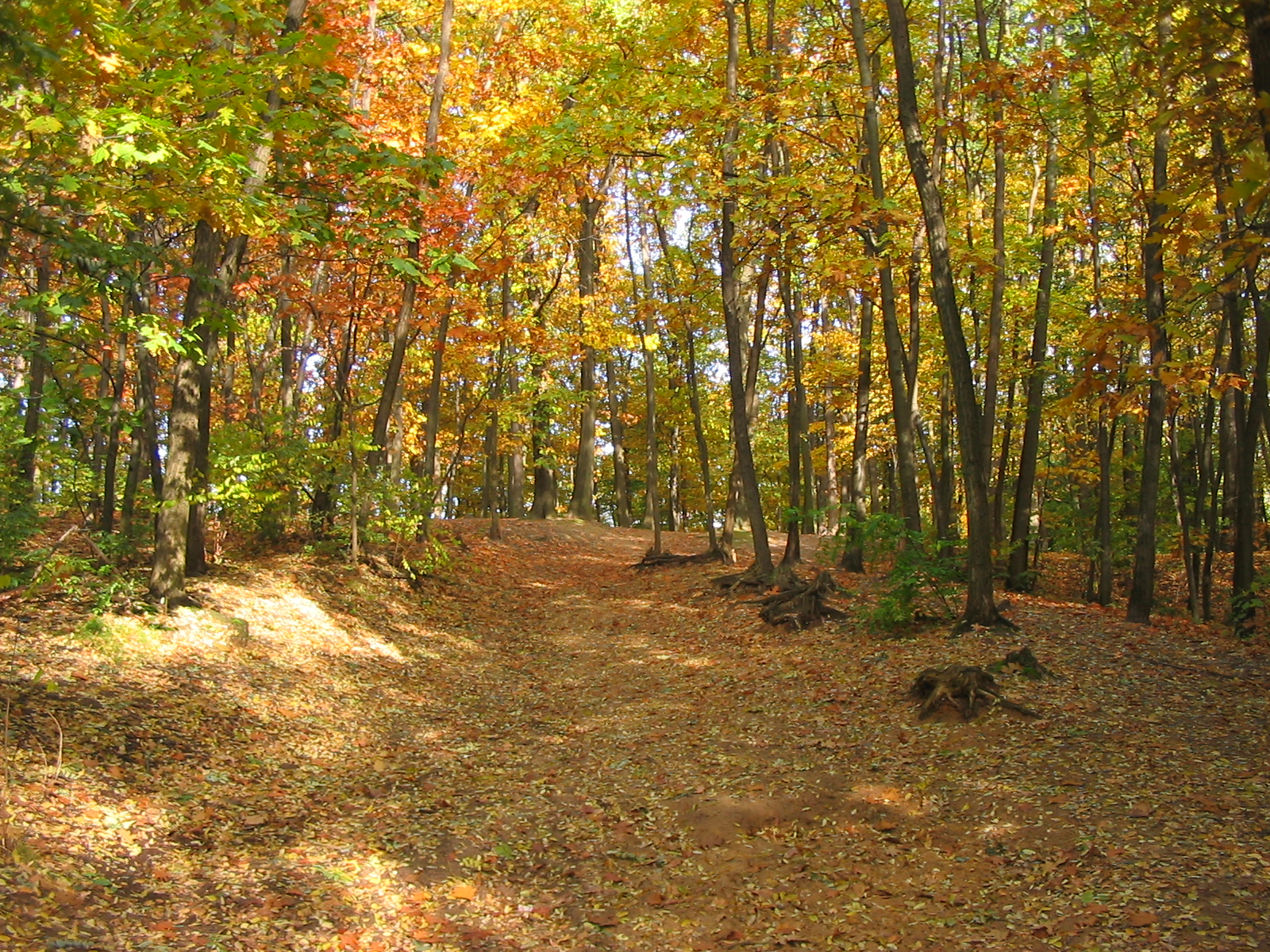
Colinas Piasta

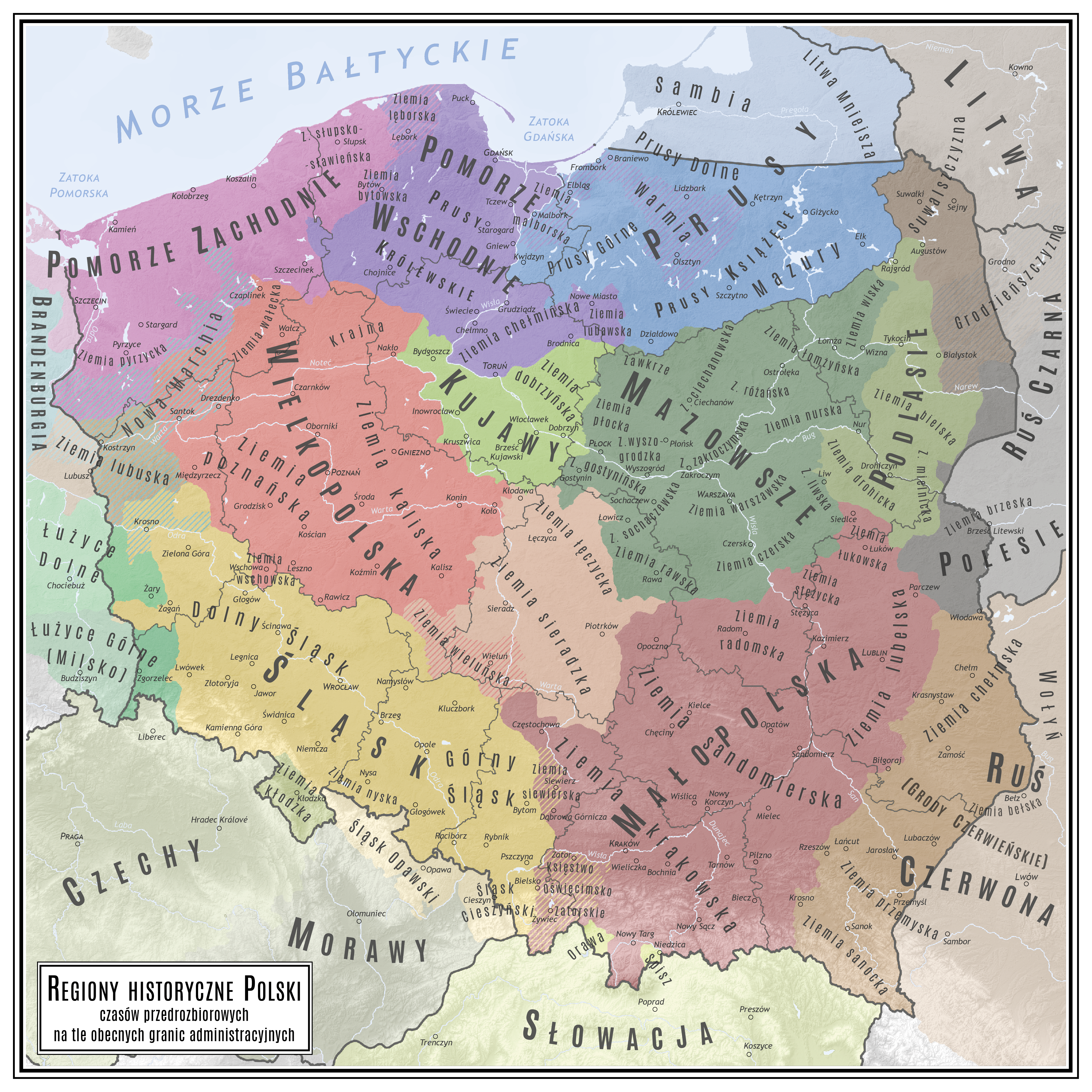
Zielona Góra, Baixa Silésia e outras regiões históricas da Polônia no contexto das fronteiras administrativas contemporâneas

Zielona Góra está localizada no oeste da Polônia, na encosta do vale do rio Óder, onde atravessa a cadeia de colinas conhecida como Aterro de Zielona Góra. Geograficamente, está localizada na subprovíncia da Região dos lagos do sul do Báltico. No noroeste, a cidade faz fronteira com a Bacia do Płotowska, e no nordeste com a Bacia do Chynowska.
A cidade fica na rota rodoviária e ferroviária internacional que liga a Escandinávia ao sul da Europa. Fica a 130 km de Poznań, 160 km de Breslávia, 160 km de Berlim, 290 km de Praga e 413 km de Varsóvia.
Historicamente, a cidade faz parte da Baixa Silésia (situada em sua fronteira norte). Nos anos 1950–1998, a cidade foi a capital da voivodia de Zielona Góra, moldada durante as reformas em 1950 e 1975.
Em 18 de maio de 2014, na comuna rural de Zielona Góra, foi realizado um referendo sobre a conexão da comuna rural com a cidade de Zielona Góra. A maioria dos habitantes apoiou tal solução. Segundo a decisão do Conselho de Ministros, a fusão ocorreu em 1 de janeiro de 2015.
Segundo dados de 1 de janeiro de 2015, a área da cidade é de 278,32 km².
Historicamente, o nome da cidade foi registrado em vários idiomas e sob vários nomes. Em latim Thalloris, Prasia Elysiorum, em alemão Grünberg em Schlesien e em polonês Zielona Góra.
O nome polonês de Zielona Góra no livro Um breve esboço da geografia da Silésia para a ciência inicial, publicado em Głogówek em 1847, foi mencionado por um escritor polonês da Alta Silésia, Józef Lompa. Em 1945, a forma Zielonogóra foi usada temporariamente, em sua forma atual oficialmente a partir de 1946.

## História

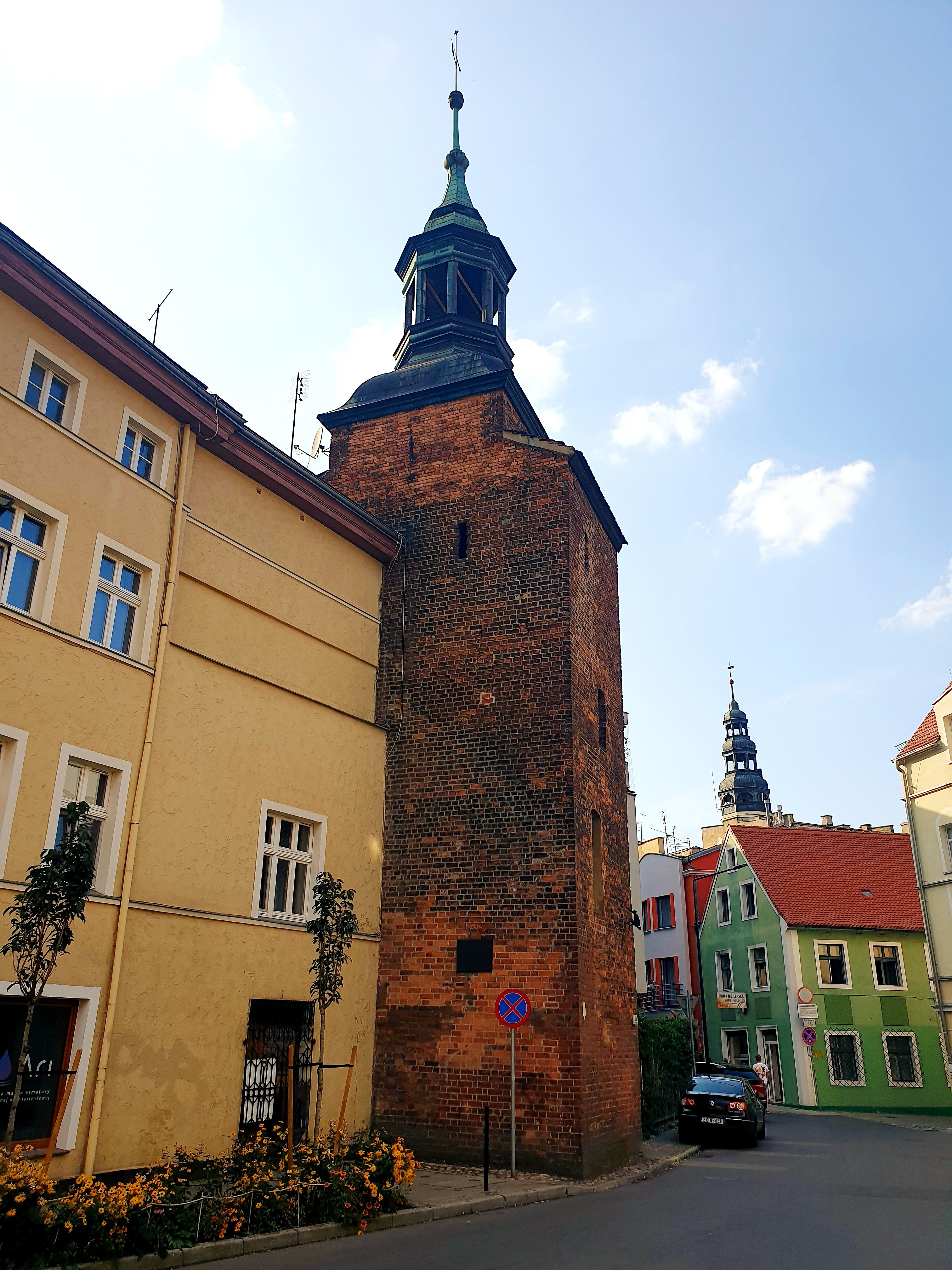
Torre do Banho (Głodowa) — um dos monumentos mais antigos da cidade

### Tempos dos piastas e jaguelônicos
As origens da cidade não são conhecidas com precisão, pois nenhum documento de fundação sobreviveu até os dias atuais Inicialmente, existia um povoado agrícola localizado nos limites do reino de Miecislau I, no sopé do monte Ceglana Góra (atualmente Winne Wzgórze). Nela viviam os a tribo eslava dos dadosesani. Estava situada na área onde hoje se encontram as ruas Podgórna, Kupiecka e praça Matejki. Presume-se que a data do início de Zielona Góra seja 1222, durante o reinado do duque Henrique I, o Barbudo, que trouxe colonos para cá. Uma das fontes que permite determinar a existência de Zielona Góra no tempo é um documento emitido por Henrique III de Głogów, datado de 5 de março de 1302, onde a área foi descrita como teritorio Grunenbergensi. Este local situava-se no então rápido e eficiente fluxo de água do Złota Łącza, um canal com uma extensão de cerca de 7 km, com a sua nascente em Zielona Góra e fluindo através da cidade a noroeste e que durante os séculos seguintes foi fonte de água e energia para os habitantes e a indústria que aqui operava. Zielona Góra é mencionada como cidade no documento de 28 de fevereiro de 1312, referindo-se ao legado de Henrique III. A cidade foi fundada sob a Lei de Magdeburgo em 1320. Em 1323, Henrique IV, o Fiel, duque de Głogów-Żagań, concedeu a Zielona Góra plenos direitos de cidade (embora as crônicas apenas digam que ela recebeu direitos de cidade logo após Kożuchów, localizada no atual condado de Nowosolski). A concessão de direitos cívicos resultou na permissão para a colonização dos alemães e na liberação dos colonos de taxas e aluguéis, portanto o processo de despolonização começou lentamente no século XIII. Em 1335, a cidade perdeu a ligação com a Coroa. Sob o tratado celebrado por Casimiro, o Grande com João de Luxemburgo em Visegrado, a Silésia foi cedida aos tchecos, Zielona Góra e toda a Baixa Silésia passou para a soberania formal tcheca, mas os piastas governaram aqui até as últimas décadas do século XV. Então, após o episódio húngaro, Zielona Góra e o principado de Głogów foram governados pelos futuros reis da Polônia, João I Alberto e Sigismundo I, o Velho, e então em 1508 ficou sob domínio tcheco (até 1526 os jaguelônicos, depois os Habsburgos).
Ao longo de sua história, a cidade foi associada à Baixa Silésia e, mais especificamente, ao Ducado de Głogów. Zielona Góra nunca fez parte da terra histórica de Lebus, com sua capital na cidade (agora alemã) de Lebus. A fortaleza tinha fortificações e um castelo (provavelmente, porém, de madeira, daí não restar nenhum vestígio dele. Uma indicação é, entre outros, o antigo nome da rua Zamkowa perto do centro da cidade) — no entanto, apresentava pouco valor estratégico e, muito provavelmente, por ordem de João de Luxemburgo, que visitou estas terras, foi demolido.

### Do século XVI a 1939

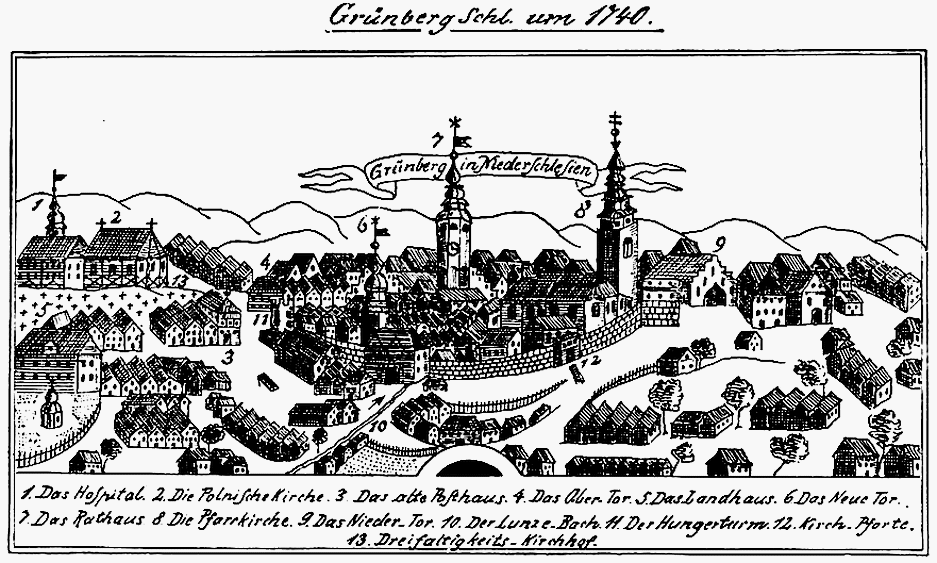
Panorama da cidade em meados do século XVIII

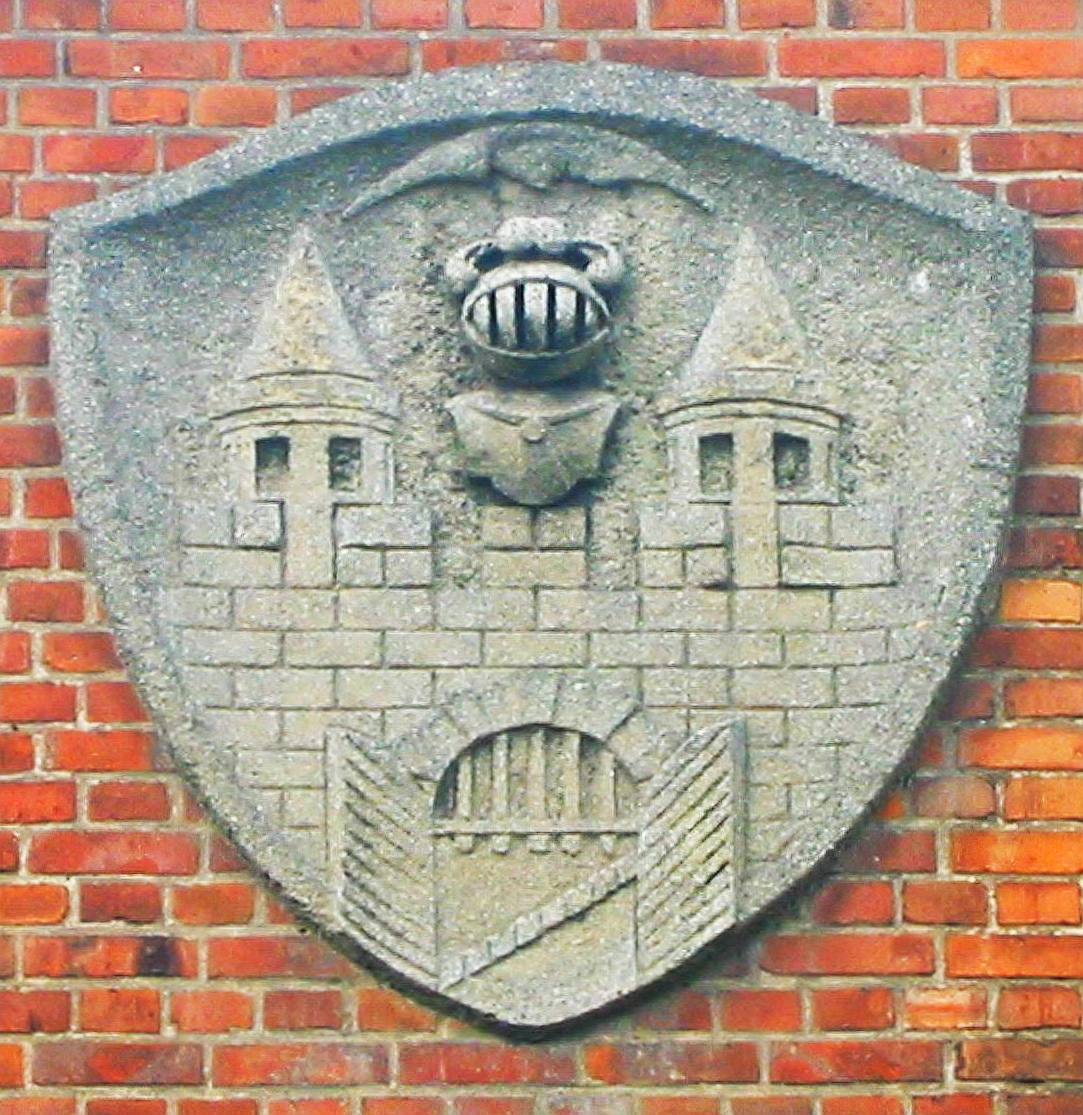
Brasão da cidade do período entre guerras

O primeiro mapa conhecido onde o nome Grunberg apareceu é o mapa da Silésia por Martin Helwig de 1561.
Nos séculos XVI e XVII, Zielona Góra foi um forte centro do movimento calvinista. O teólogo Abraham Scultetus, o matemático Bartholomaeus Pitiscus e em 1727, o pintor polonês Tadeusz Konicz nasceram da cidade.
Em 15 de dezembro de 1740, a cidade foi tomada pelo exército de Frederico II, dado que Zielona Góra e a Silésia foram entregues às autoridades prussianas. No início do século XIX, houve uma transição da produção artesanal para a produção em escala industrial, que o próprio rei Frederico II tentou popularizar e, por volta de 1797, doou uma máquina de fiar construída pelo mecânico Hoppe, de Berlim, para a guilda de costureiros de Zielona Góra. Nos anos 1815–1945, a cidade fazia parte da regência Legnica, que fazia parte da província prussiana da Silésia com a capital em Breslávia.
Em 1871, foi inaugurada uma linha férrea em Zielona Góra, graças à qual a cidade se conectou com os principais centros do Estado prussiano. Em 1873, havia 11 fábricas em Zielona Góra movidas por 26 motores a vapor com uma potência total de 792 hp.
Em 1898, a Sociedade de Artesãos poloneses foi fundada em Zielona Góra. Seu fundador, Kazimierz Lisowski, foi assassinado pela Gestapo em 1935.
Em 1939, a cidade tinha 26 076 habitantes, incluindo cerca de 350 pessoas de nacionalidade polonesa. Era um grande centro industrial e um importante entroncamento ferroviário.

### Segunda Guerra Mundial
Durante a Segunda Guerra Mundial, havia mais de uma dúzia de campos de trabalhos forçados e uma ramificação do campo de concentração alemão de Groß-Rosen. Em 28 de janeiro de 1945, um grupo de caminhada de cerca de 1 700 mulheres judias húngaras do campo de Schlesiersee (atual Sława), anteriormente presas em Auschwitz, chegou a Grünberg. Em 29 de janeiro de 1945, os alemães evacuaram o campo de Grünberg. A mais longa Marcha da Morte da Segunda Guerra Mundial partiu de lá. Ela consistia em cerca de 2 600 prisioneiros, conduzidos por várias centenas de quilômetros; apenas 300 deles sobreviveram.
Em 14 de fevereiro de 1945, Zielona Góra foi tomada sem luta pelo Exército Vermelho (o então pároco, padre Georg Gottwald, foi até o Exército Vermelho que avançava e informou que só havia civis na cidade). Como resultado, a cidade não foi destruída.

### Polônia do Povo

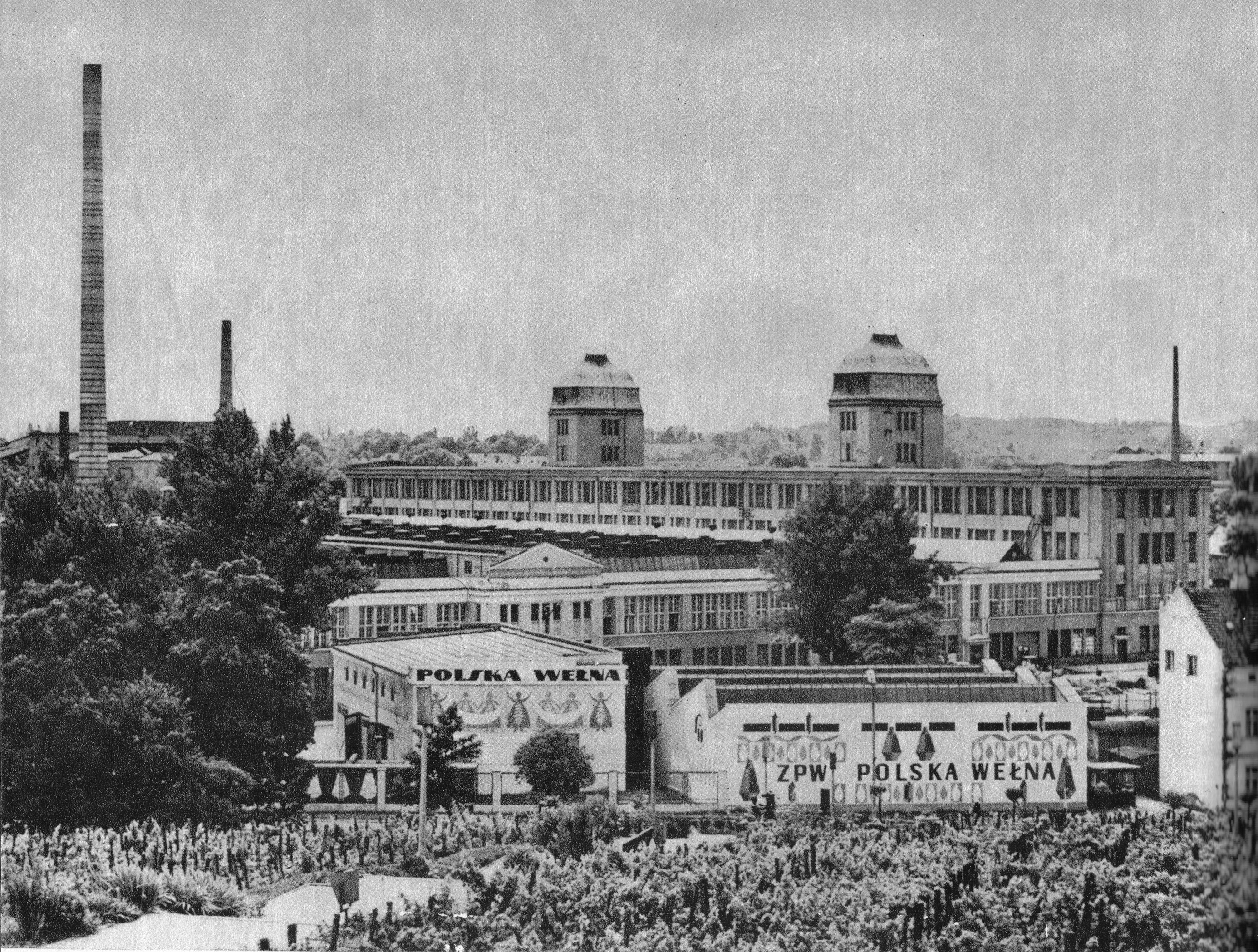
Fábrica da indústria de lã Polska Wełna (década de 1960) - atualmente Centro Comercial Focus

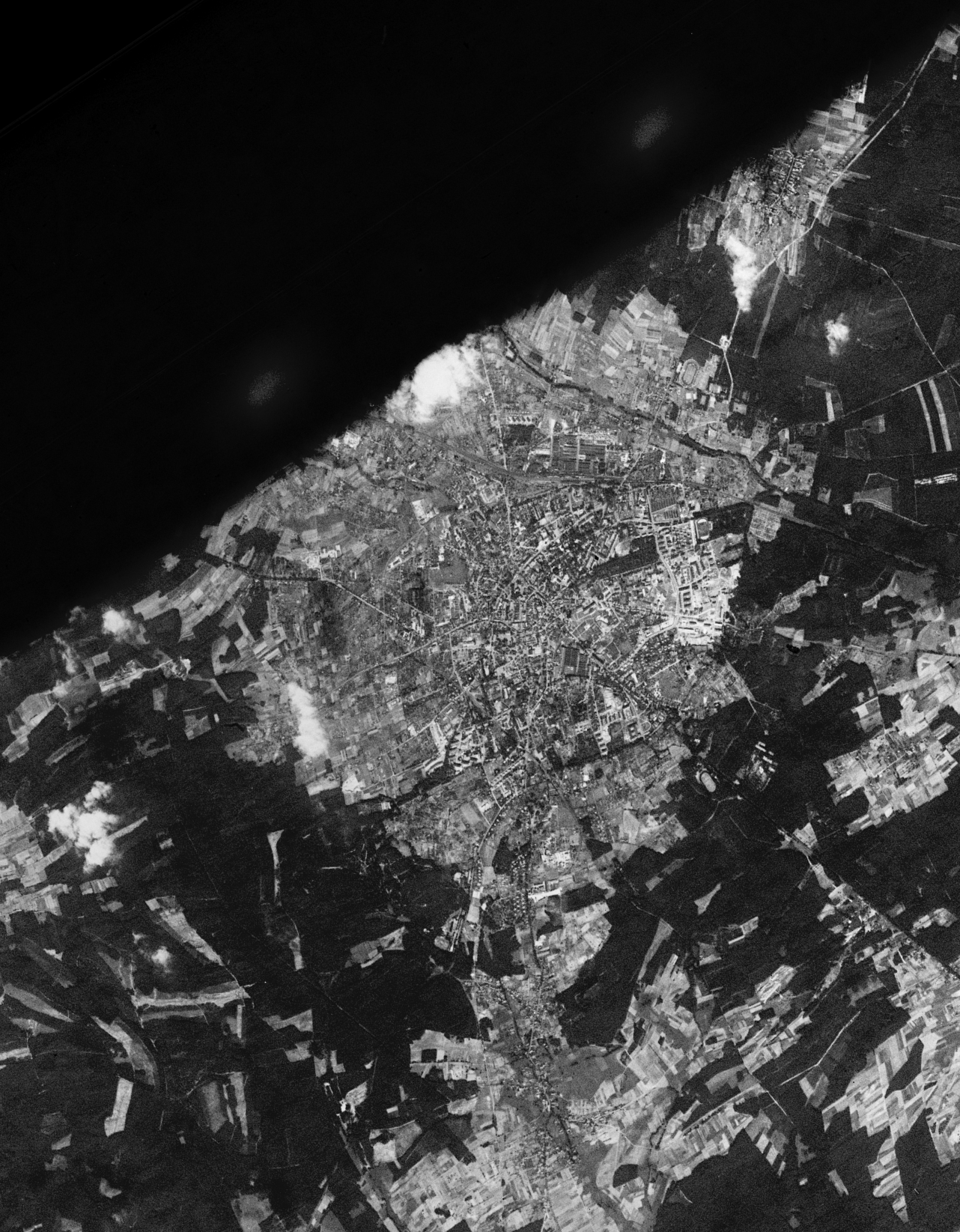
Zielona Góra fotografada pelo satélite de inteligência americano Corona 98 (KH-4A 1023) em 23 de agosto de 1965

Em 6 de junho de 1945, Zielona Góra ficou sob a administração polonesa, tornando-se inicialmente parte da voivodia de Poznań. O primeiro prefeito polonês foi Tomasz Sobkowiak. Os habitantes anteriores da cidade foram deslocados para a Alemanha — Zielona Góra ainda era habitada até o final da década de 1970, principalmente por expatriados das fronteiras orientais e recém-chegados da vizinha Grande Polônia.
Em 6 de julho de 1950, Zielona Góra tornou-se a capital da nova voivodia. A partir desse momento, começou o rápido desenvolvimento da cidade, que se torna um importante centro cultural, turístico, universitário e industrial. O grupo das maiores fábricas incluía, entre outras, metalúrgica Zastal, fábrica de aparelhos elétricos Lumel, fábrica Zgrzeblarek em Zielona Góra, fábricas da indústria de lã Polska Wełna, adega Lubusz e vodca Polmos, fábricas de móveis em Zielona Góra, fábrica de tapetes Novita. O número de habitantes aumentou cinco vezes.
Em 21 de janeiro de 1957, a estação de rádio polonesa foi inaugurada em Zielona Góra.
Em 30 de maio de 1960, ocorreram os primeiros protestos em massa em larga escala contra as autoridades comunistas após a guerra. Deles participaram 5 mil habitantes de Zielona Góra. Foi a objeção dos moradores à ordem de confiscar a casa católica. Esses protestos foram chamados Eventos de Zielona Góra.
Em 22 de julho de 1961, Iuri Gagarin visitou Zielona Góra como uma das quatro cidades da Polônia.
Nos anos 1965–1989, o Festival da Canção soviética foi realizado em Zielona Góra.
Em 1965, foi fundada a Escola Superior de Engenharia, que passou a se chamar Universidade Tecnológica de Zielona Góra. Em 1971, a Universidade Pedagógica Tadeusz Kotarbiński em Zielona Góra. Em 2001, a Universidade de Tecnologia e a Universidade Pedagógica se fundiram para formar a Universidade de Zielona Góra.
Nos dias 5 e 6 de novembro de 1966, a igreja de Nossa Senhora de Czestochowa sediou a celebração do Sacrum Poloniae Millennium em Zielona Góra, presidida pelo Arcebispo Karol Wojtyła de Cracóvia, mais tarde Papa e santo da Igreja Católica, João Paulo II.
Nos anos de 1975–1998 a cidade foi sede da chamada Voivodia “pequena” de Zielona Góra.
Em 1980, a população da cidade ultrapassou 100 mil habitantes.

### Depois de 1989
Em 1992, com a bula do papa João Paulo II Totus Tuus Poloniae populus, Zielona Góra tornou-se a capital da diocese de Zielona Góra-Gorzów, e a antiga igreja paroquial de Santa Edviges da Silésia foi elevada à dignidade de cocatedral.
Em 1999, a cidade tornou-se a sede das autoridades do autogoverno da então criada voivodia da Lubúsquia.
Em 2015, após a fusão da comuna de Zielona Góra com a cidade, Zielona Góra tornou-se a maior cidade da voivodia da Lubúsquia e a sexta maior da Polônia em área.
De 2022 a 2023, Zielona Góra comemorou o 800.º aniversário da fundação da cidade e o 700.º aniversário da obtenção dos direitos de cidade.

### Tradições vinícolas

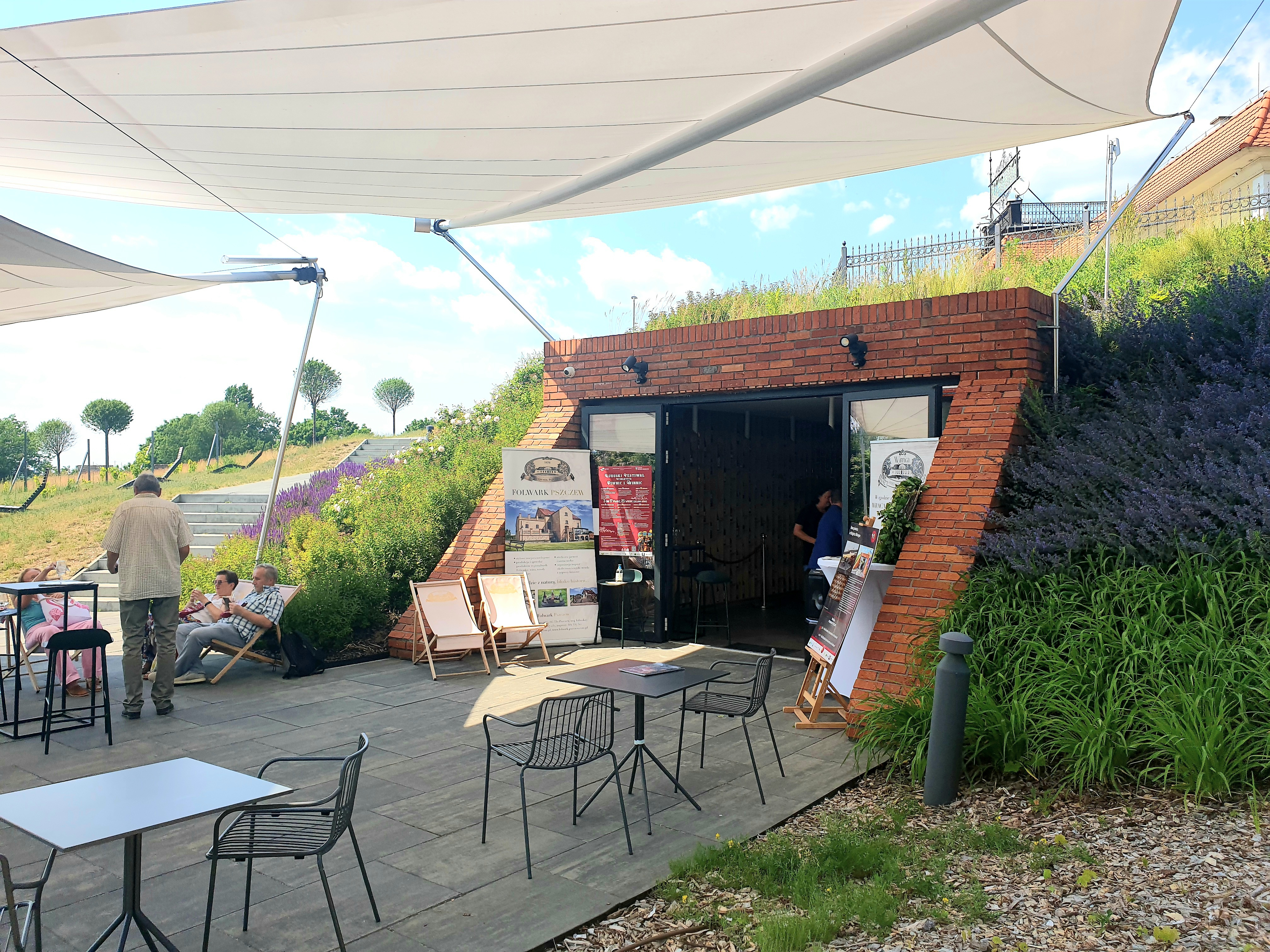
Adega contemporânea em Winny Wzgórze

Zielona Góra é conhecida como a capital do vinho polonês. Costumava ser a área mais setentrional da Europa para a viticultura. O provável início das tradições vitivinícolas da cidade remonta a 1150, quando colonos da Francônia chegaram a Zielona Góra, trazendo as mudas e a habilidade da viticultura. A primeira menção à viticultura data de 1314, quando se refere à Capela na Vinha. Com o tempo, muitos vinhedos foram criados em Zielona Góra e seus arredores. Em 1890, as videiras eram cultivadas em uma área de 1 400 hectares. No período entre guerras, havia aproximadamente 300 hectares de vinhedos próximo de Zielona Góra. Em Zielona Góra, durante o período de industrialização, foram instaladas sete vinícolas significativas, incluindo a famosa fábrica Grempler. Em 1826 August Grempler, juntamente com dois sócios, fundou a primeira fábrica de espumantes na Alemanha em Zielona Góra. Com base nesta fábrica, foi criada a Lubuska Wytwórnia Win após 1945, que foi fechada em 1999, encerrando assim a produção industrial de vinho em Zielona Góra.
Em 1945, a vinha em Winny Wzgórze foi adquirida por Grzegorz Zarugiewicz — um instrutor de viticultura de Zalishchyky. Ele também foi responsável pelas plantações pertencentes à Vinícola Lubuska. Após a Segunda Guerra Mundial, muitas vinícolas em Zielona Góra se concentraram principalmente na produção de vinhos de frutas. No entanto, a última vinha — para a produção de vinho — foi cultivada até 1977. O renascimento da vinificação começou na década de 1980, quando foram fundadas a Vinha “Kinga” e a Vinha “Jędrzychów”. Hoje, existem 101 vinhedos em toda a região da Lubúsquia (2021), a maioria dos quais foram estabelecidos após 2001.
As ricas tradições vitivinícolas do passado estiveram presentes na economia e na paisagem espacial, como evidenciam as antigas adegas e residências dos vinicultores, enormes adegas e motivos vitivinícolas nas fachadas dos edifícios. Existem várias adegas bem preservadas em Zielona Góra, como a localizada na rua Wodna, uma adega única de 1786. É a única adega deste tipo na Polônia, característica da região de Bordeaux na França. Não foi construída sob o edifício ou nas instalações da fábrica, mas foi construída na encosta sul das vinhas. As tradições centenárias da viticultura em Zielona Góra deram origem a vários costumes. A manifestação mais espetacular delas é a Festa da Vindima celebrada na primeira quinzena de setembro. Além disso, aqui acontecem o Festival de Adegas e Vinhedos Abertos (junho) e os Dias das Adegas Abertas (junho), e o Festival do Vinho Jovem (dezembro), bem como a tradicional colheita de uvas no museu ao ar livre como parte do evento “No Limiar do Outono” (setembro). O enoturismo também está se tornando cada vez mais popular. Em 2022, foi criada a Trilha do Vinho de Zielona Góra.
Desde 2006, o Museu da Região da Lubúsquia acolhe o Museu do Vinho, é a única exposição permanente na Polónia que mostra tanto a história da vinificação como questões relacionadas com a cultura do vinho. Em 2015, um vinhedo autônomo de 33 hectares — o maior vinhedo da Polônia foi estabelecido em Zabór. Bem ao lado dele fica o Centro Vinícula da Lubúsquia. A Trilha do Vinho e do Mel da Lubúsquia também passa por Zielona Góra.

### Incêndios na cidade
O primeiro grande incêndio registrado nas fontes ocorreu em 1456, o maior em 1582 destruiu toda a cidade, e os seguintes ocorreram nos anos: 1608, 1627, 1631, 1651, 1689, 1735, 1793, 1834, 1893, 1902, 1903; o último dos grandes incêndios eclodiu em 1948.

### Patrono da cidade

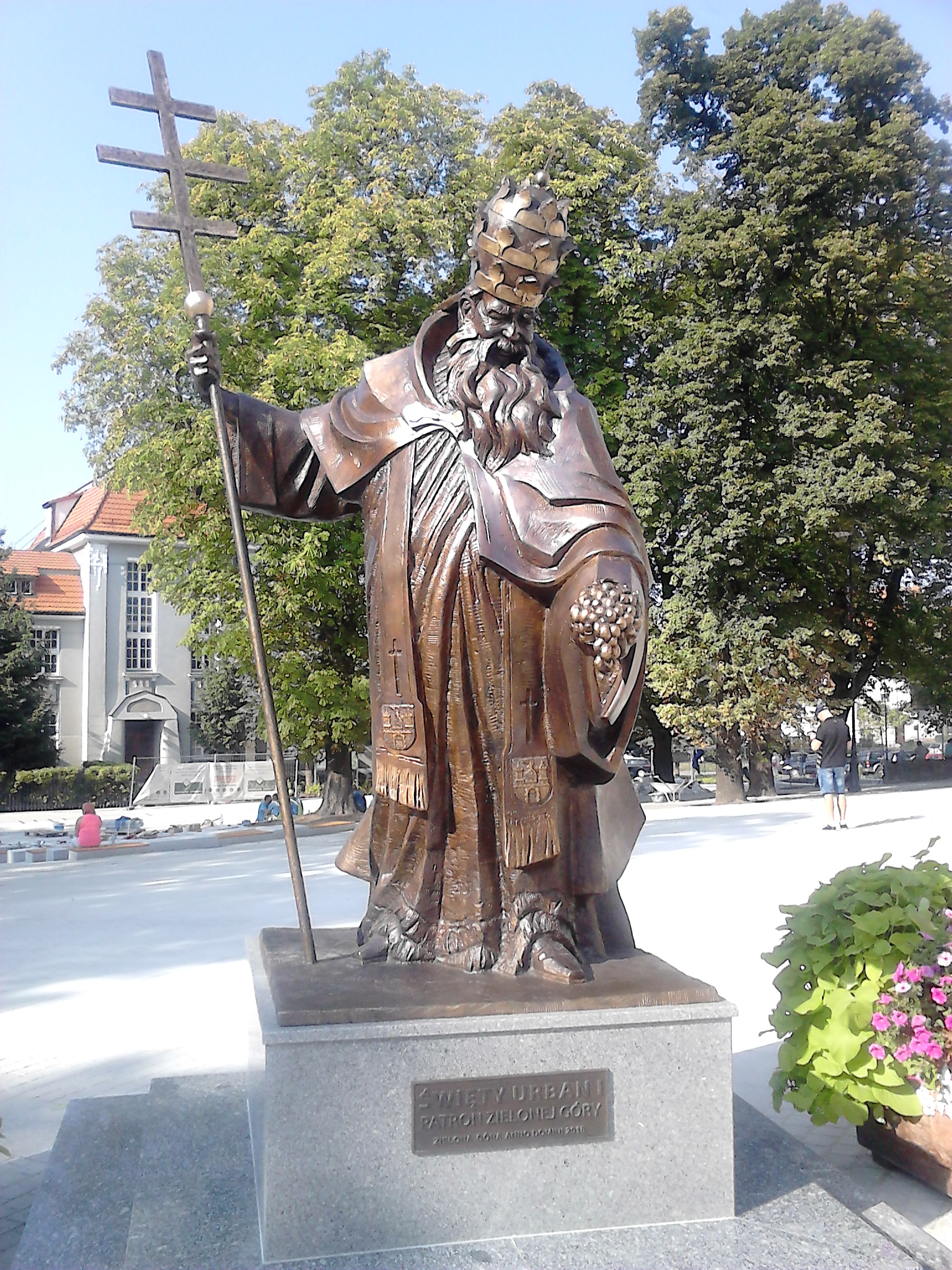
Imagem de Santo Urbano I na praça Powstańców Wielkopolskich

O padroeiro de Zielona Góra é Santo Urbano I (papa e mártir), que na tradição cristã é considerado o santo padroeiro dos vinicultores, jardineiros, lavradores, videiras e boas colheitas. Em 24 de novembro de 2009, a Prefeitura (a pedido dos moradores reunidos no Comitê Social do Edital de Santo Urbano I e Padroeiro da Cidade de Zielona Góra, que recolheu cerca de 2 mil assinaturas, de quatrocentas necessárias) emitiu uma declaração na qual expressava sua vontade de receber Santo Urbano I como patrono de Zielona Góra. Em 2 de dezembro de 2009, o presidente da Câmara Municipal, implementando a declaração, em nome dos órgãos legislativos e executivos da cidade de Zielona Góra, pediu às autoridades eclesiais — Bispo Stefan Regmunt — para o reconhecimento pela Santa Sé de Santo Urbano I como patrono da cidade de Zielona Góra.
Em 22 de junho de 2010, a Congregação para o Culto Divino e Disciplina dos Sacramentos emitiu um decreto aprovando Santo Urbano I como patrono de Zielona Góra. O decreto pode ser constatado no Museu da Região da Lubúsquia em Zielona Góra na seção dedicada à cidade. Esta eleição foi adicionalmente confirmada por uma resolução da Câmara Municipal em 31 de agosto de 2010.
A aceitação solene do patrocínio ocorreu em uma sessão especialmente convocada da Câmara Municipal no domingo, 5 de setembro de 2010. No mesmo dia, na praça do Mercado Velho, durante a celebração das Jornadas de Zielona Góra — Winobranie, foi efetuado o anúncio público do padroado de Santo Urbano I em Zielona Góra. A 11 de setembro de 2011, durante a vindima da uva, ocorreu a cerimônia de introdução das relíquias de Santo Urbano I.
Desde então, os Dias de Zielona Góra começam com uma celebração em homenagem ao santo padroeiro da cidade, Santo Urbano I. No dia do início da Festa da Vindima (sempre aos sábados) acontece a chamada “Noite de Santo Urbano”, que começa com uma missa noturna pela intenção dos habitantes e convidados da Festa da Vindima na igreja patronal de Santo Urbano I, na Colina Braniborski. A missa é seguida por uma procissão colorida com a imagem e as relíquias do santo padroeiro da cidade para a cocatedral de Santa Edviges da Silésia em Zielona Góra. No dia seguinte (domingo), após uma missa solene pela intenção da cidade com a participação de autoridades locais e residentes, uma procissão com as relíquias de Santo Urbano I dirige-se à Prefeitura, onde ocorrem outras celebrações em homenagem ao santo padroeiro.
Desde 2018, a procissão a caminho da prefeitura para no monumento ao santo padroeiro da cidade, onde é recitada uma oração por Zielona Góra. Em 30 de agosto de 2018, uma estátua de Santo Urbano I foi inaugurada na praça Powstańców Wielkopolskich.

## Monumentos históricos

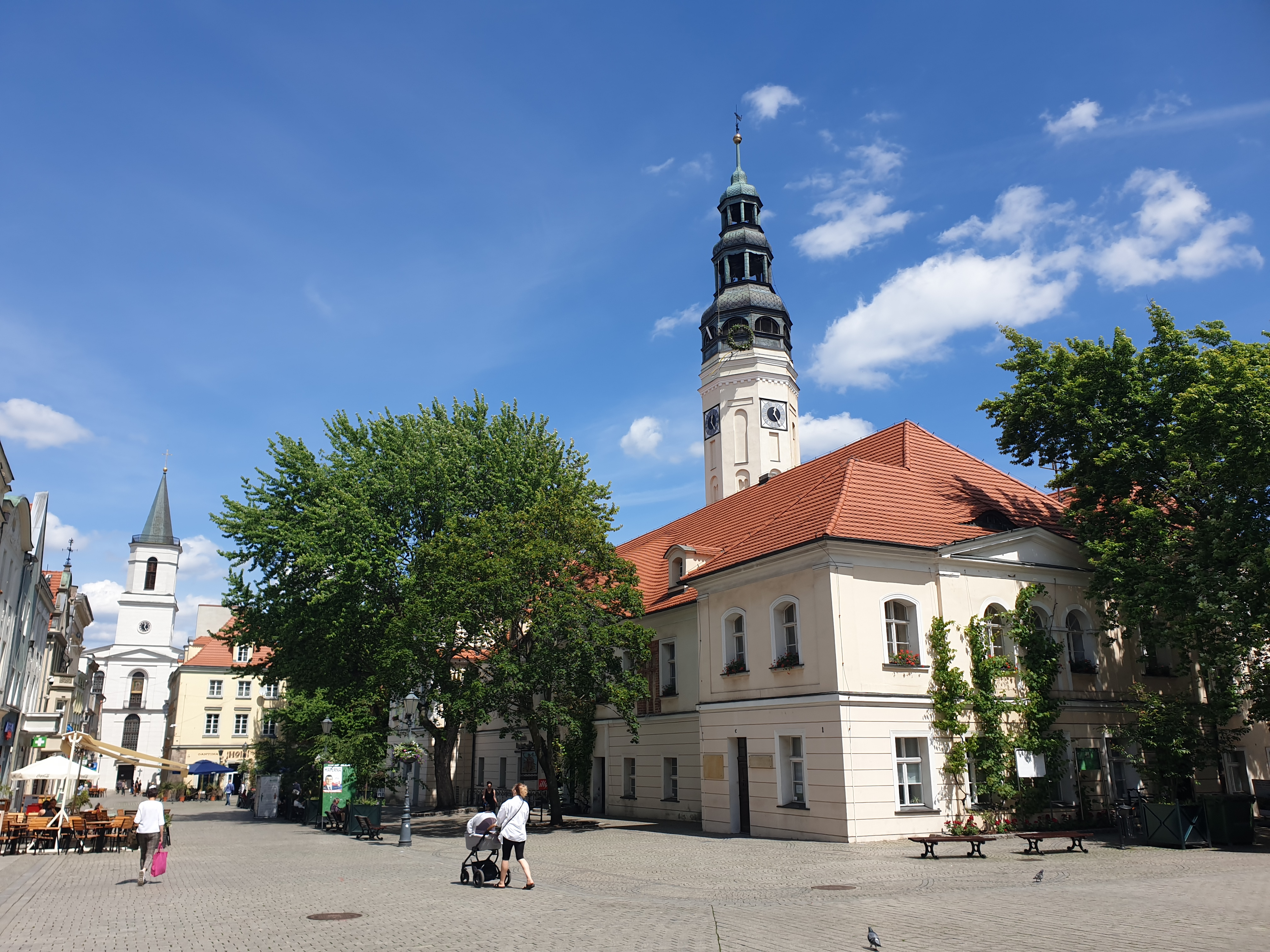
Prefeitura — do lado esquerdo pode-se ver a entrada sul da igreja de Nossa Senhora de Częstochowa

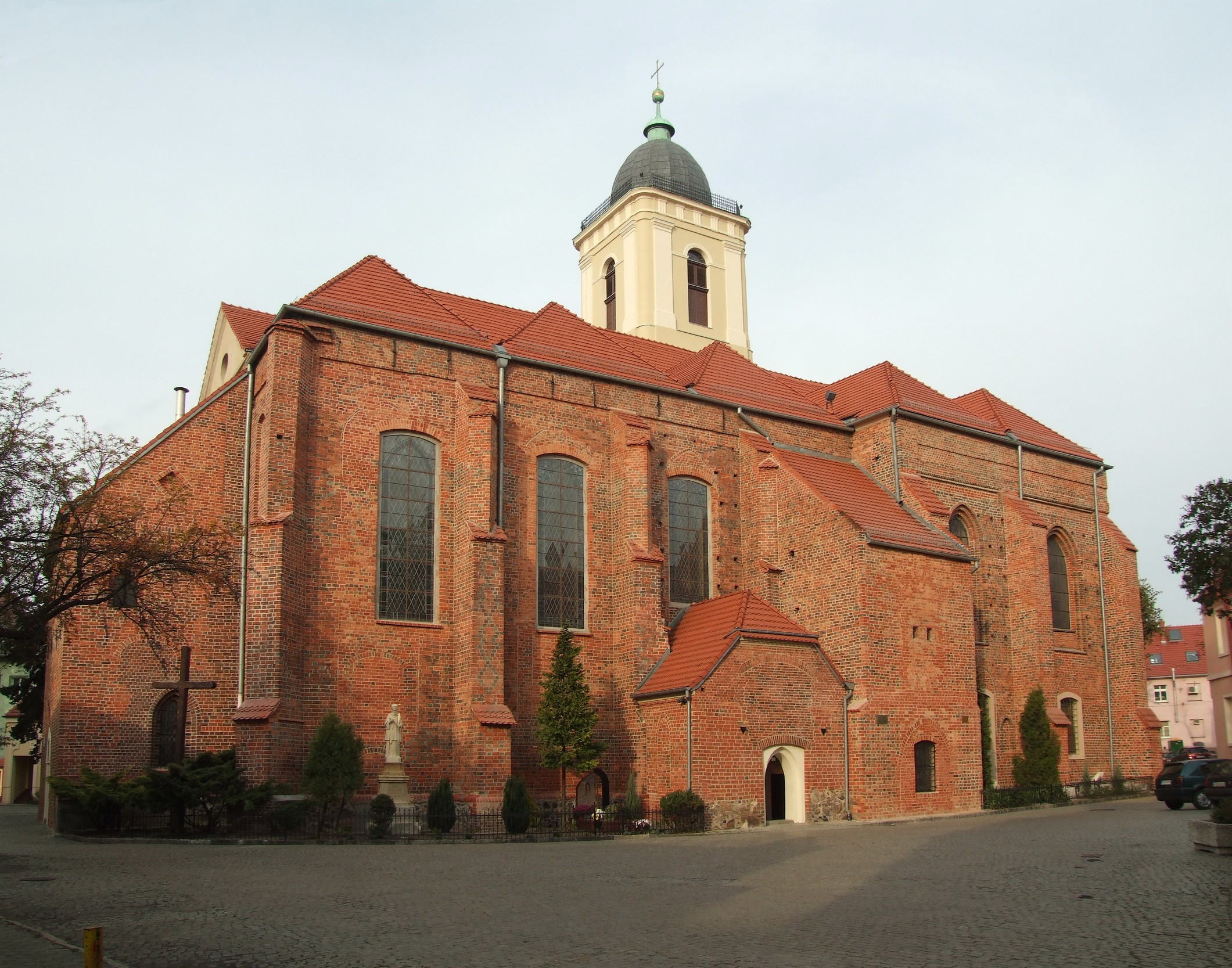
Cocatedral de Santa Edviges da Silésia

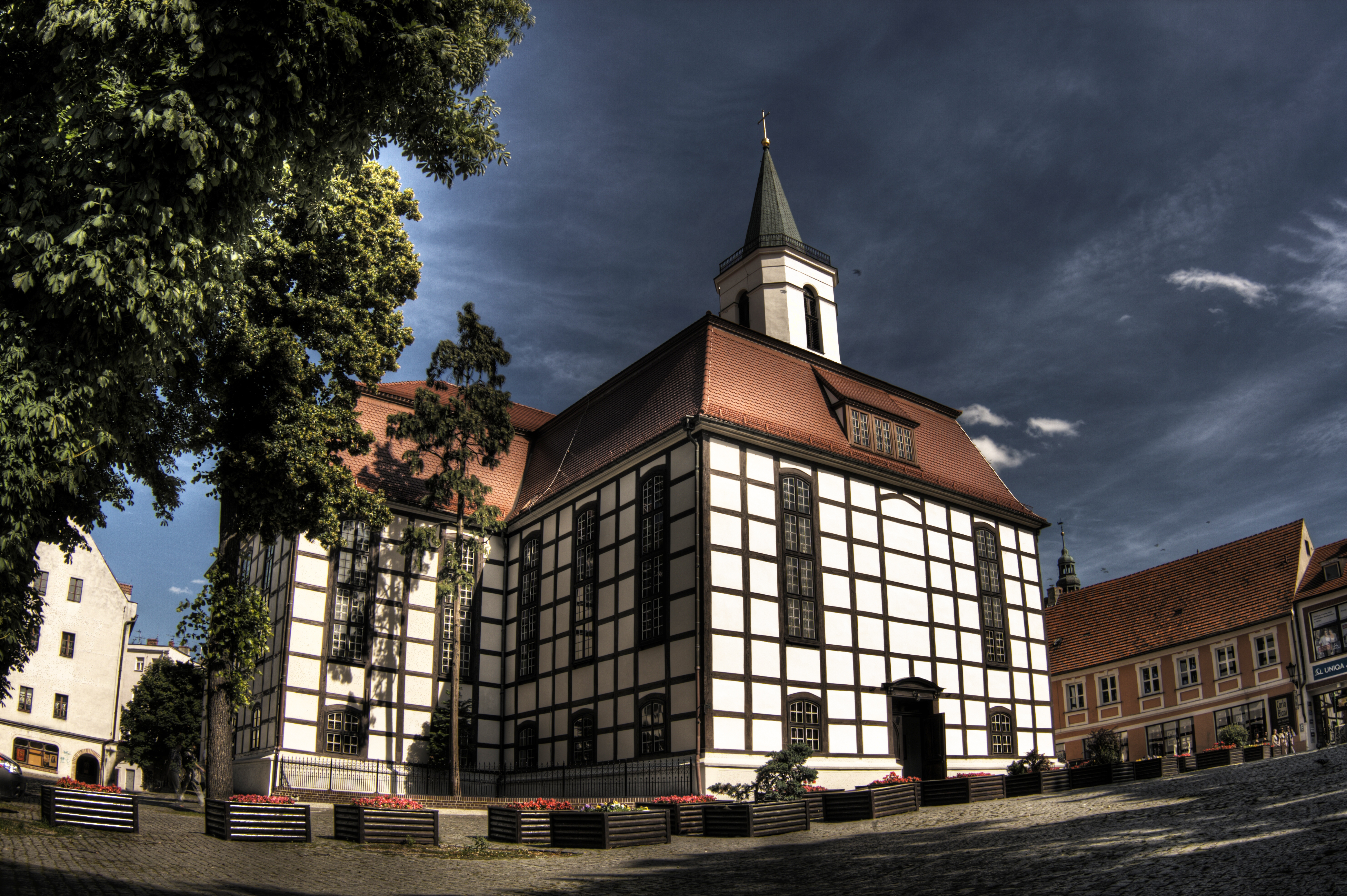
Igreja de Nossa Senhora de Częstochowa (antiga igreja evangélica)

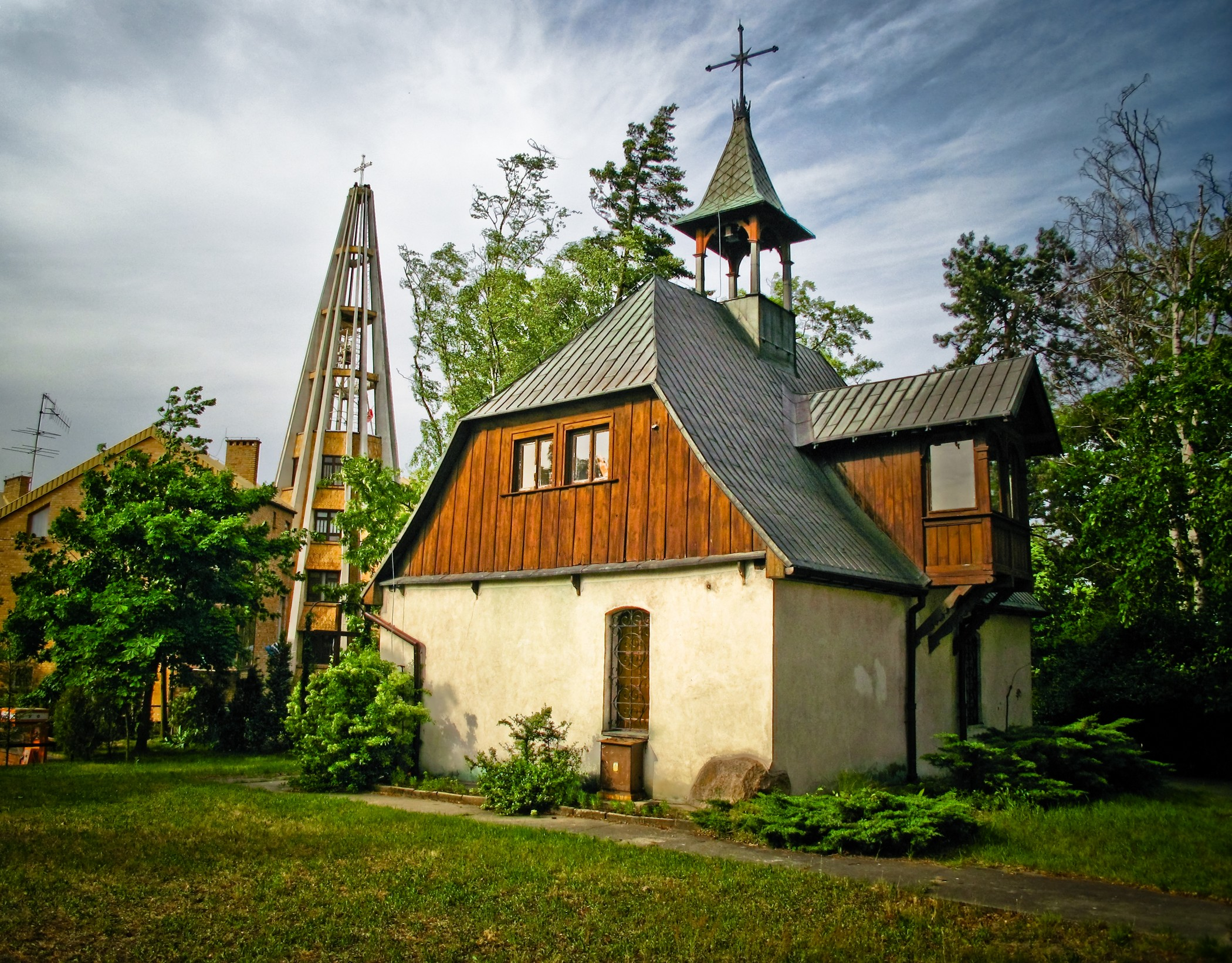
Capela no vinhedo

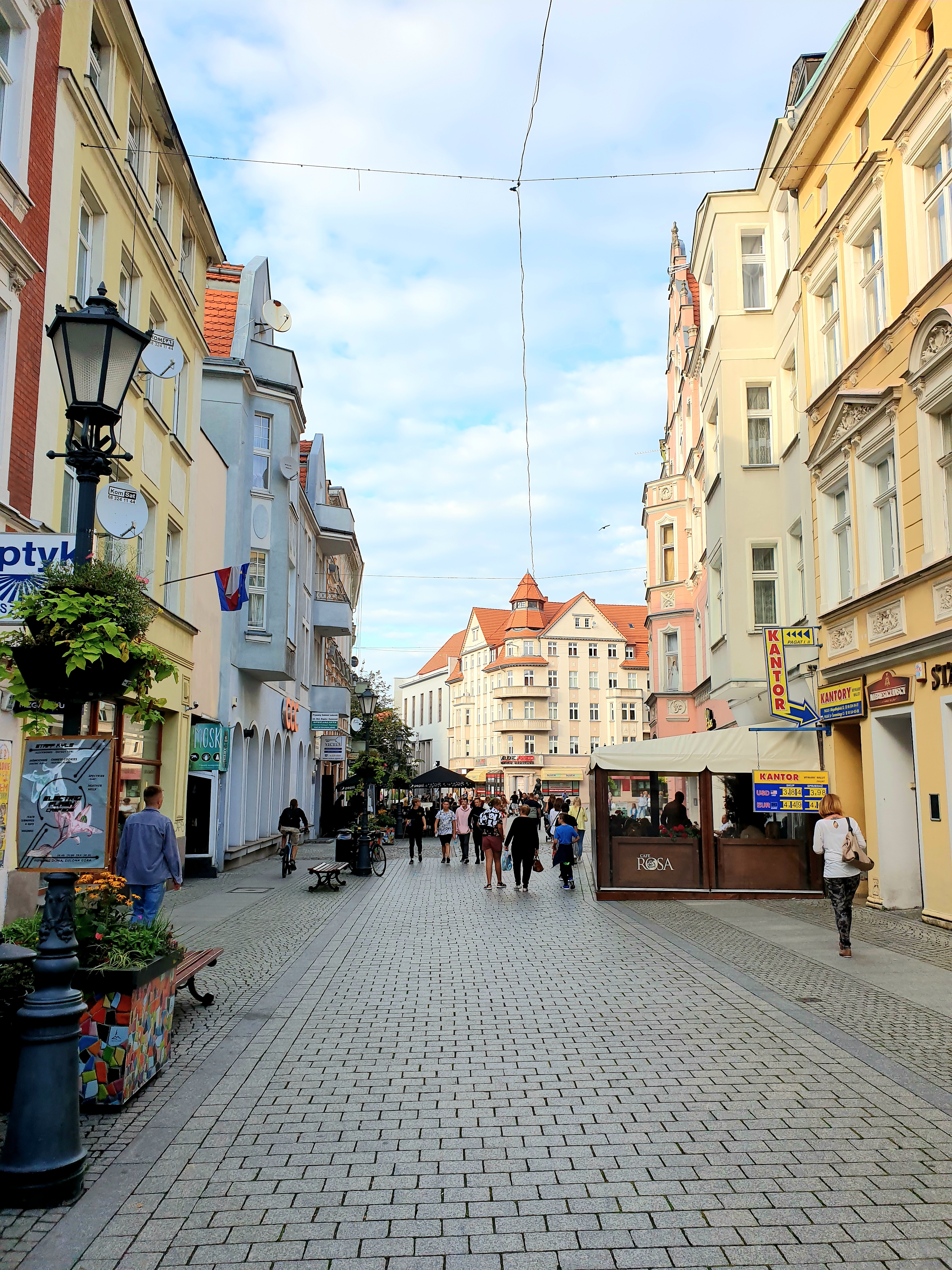
Calçadão da rua Żeromskiego

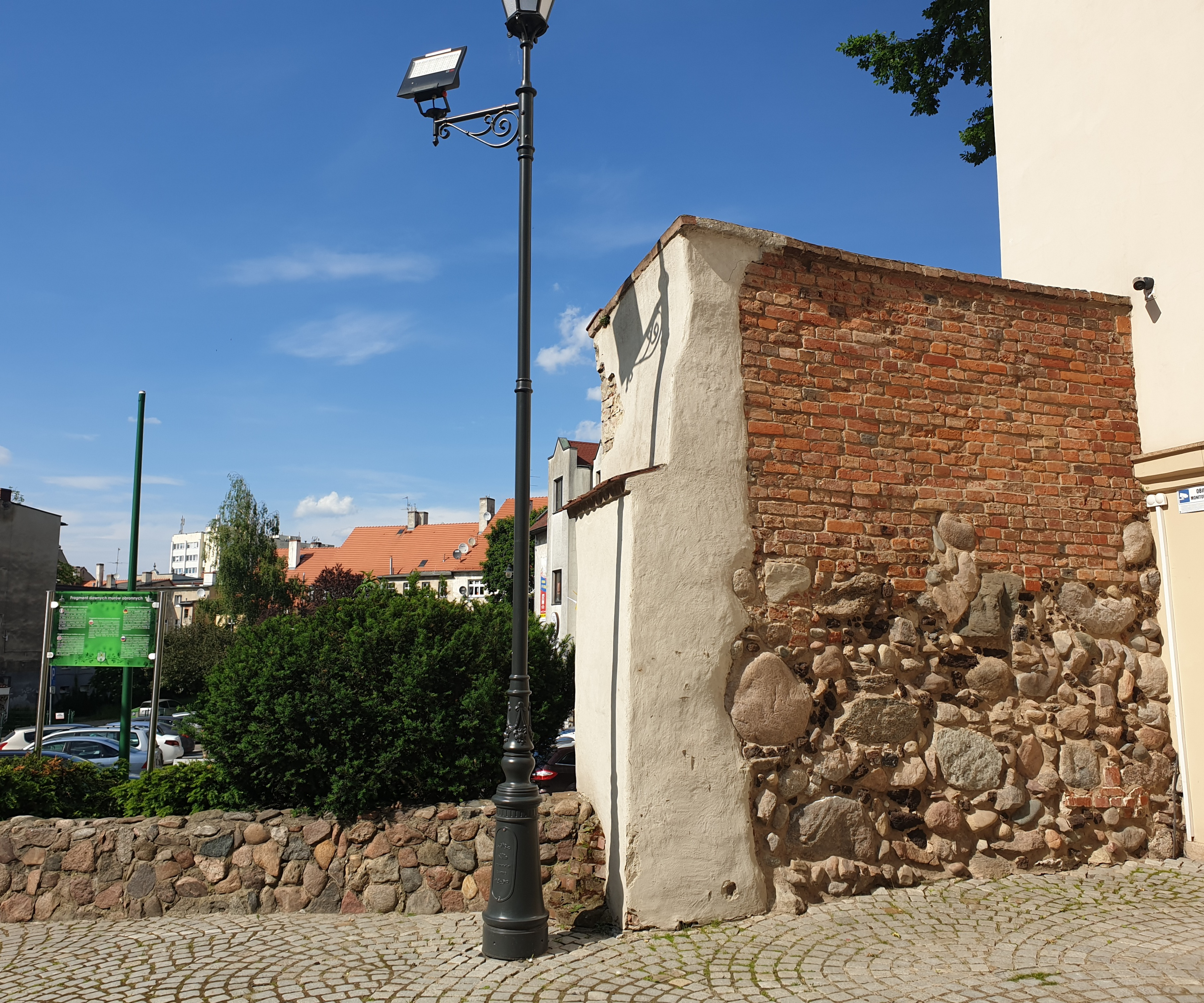
Fragmento das muralhas defensivas

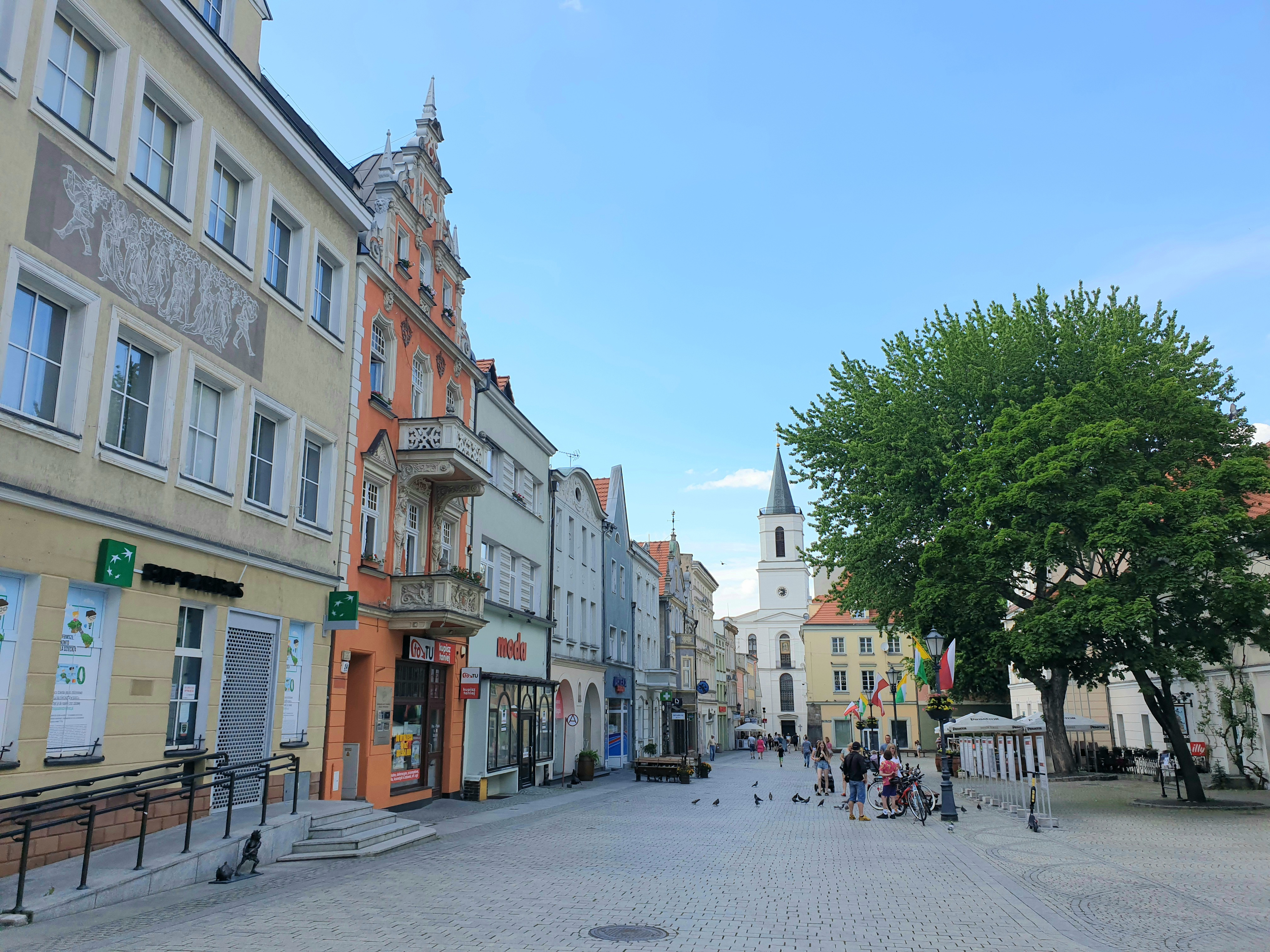
Praça principal

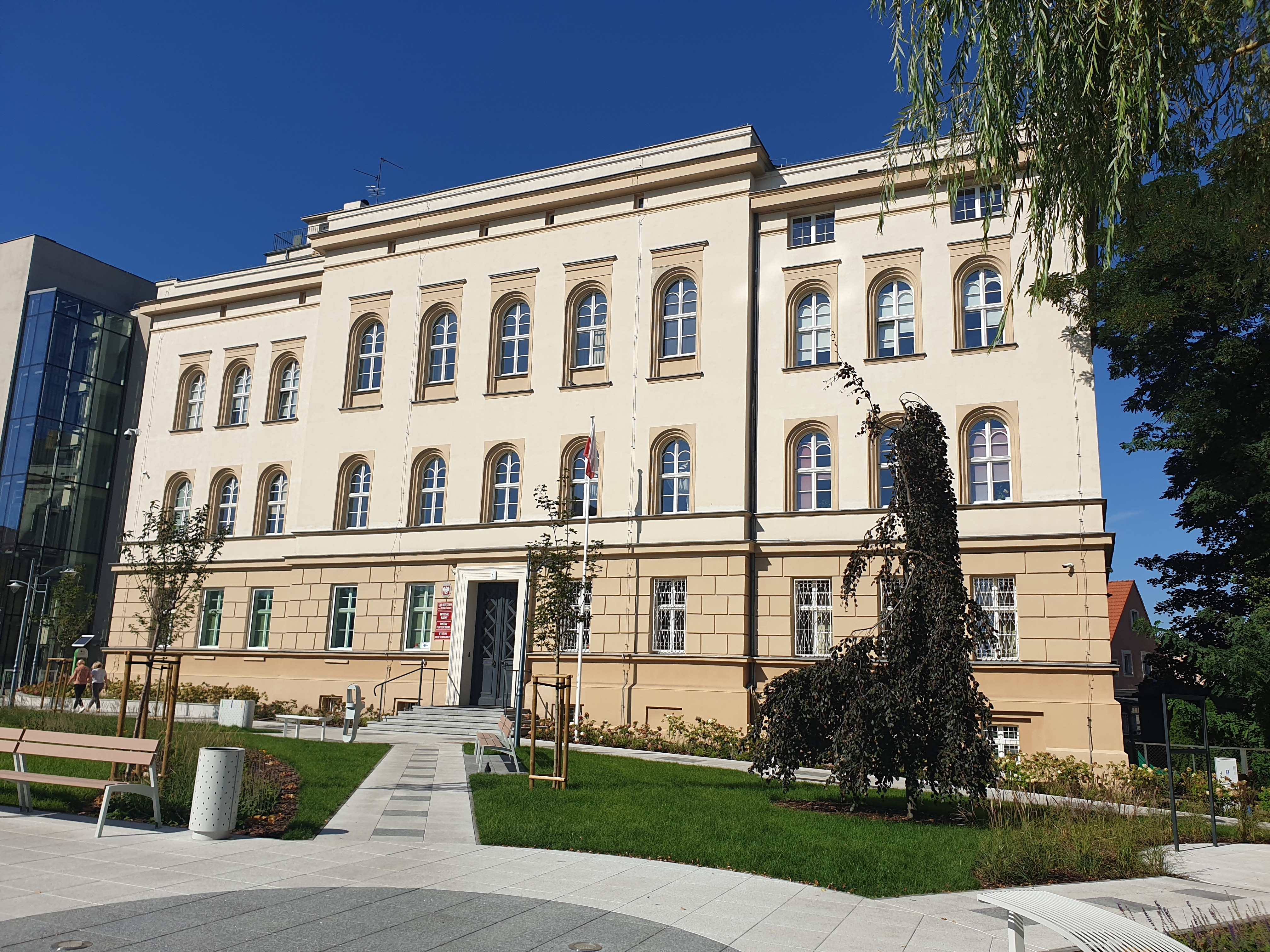
Prédio do Tribunal distrital

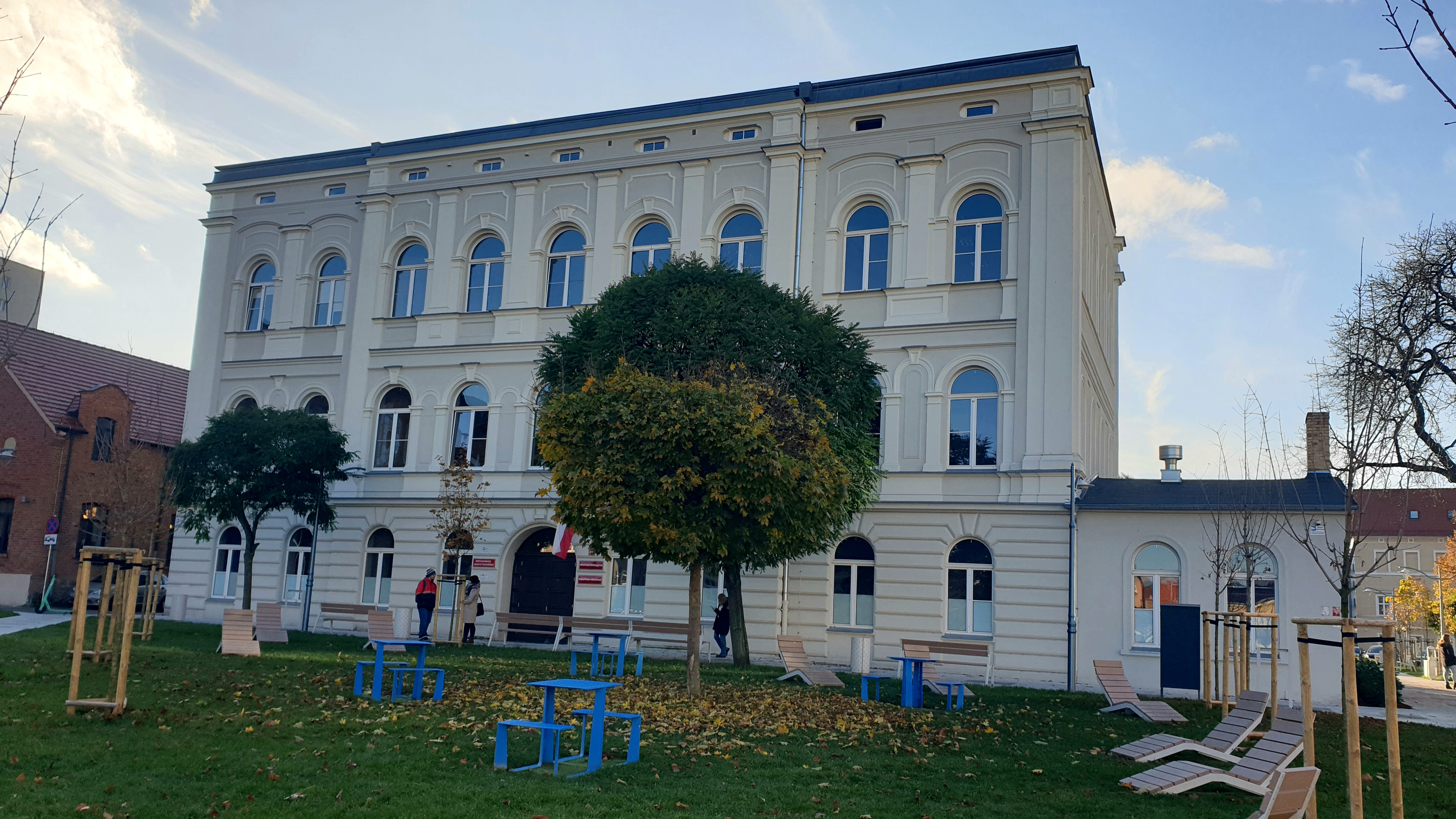
Faculdade de Direito e Administração da Universidade de Zielona Góra (anteriormente Resursa Kupiecka)

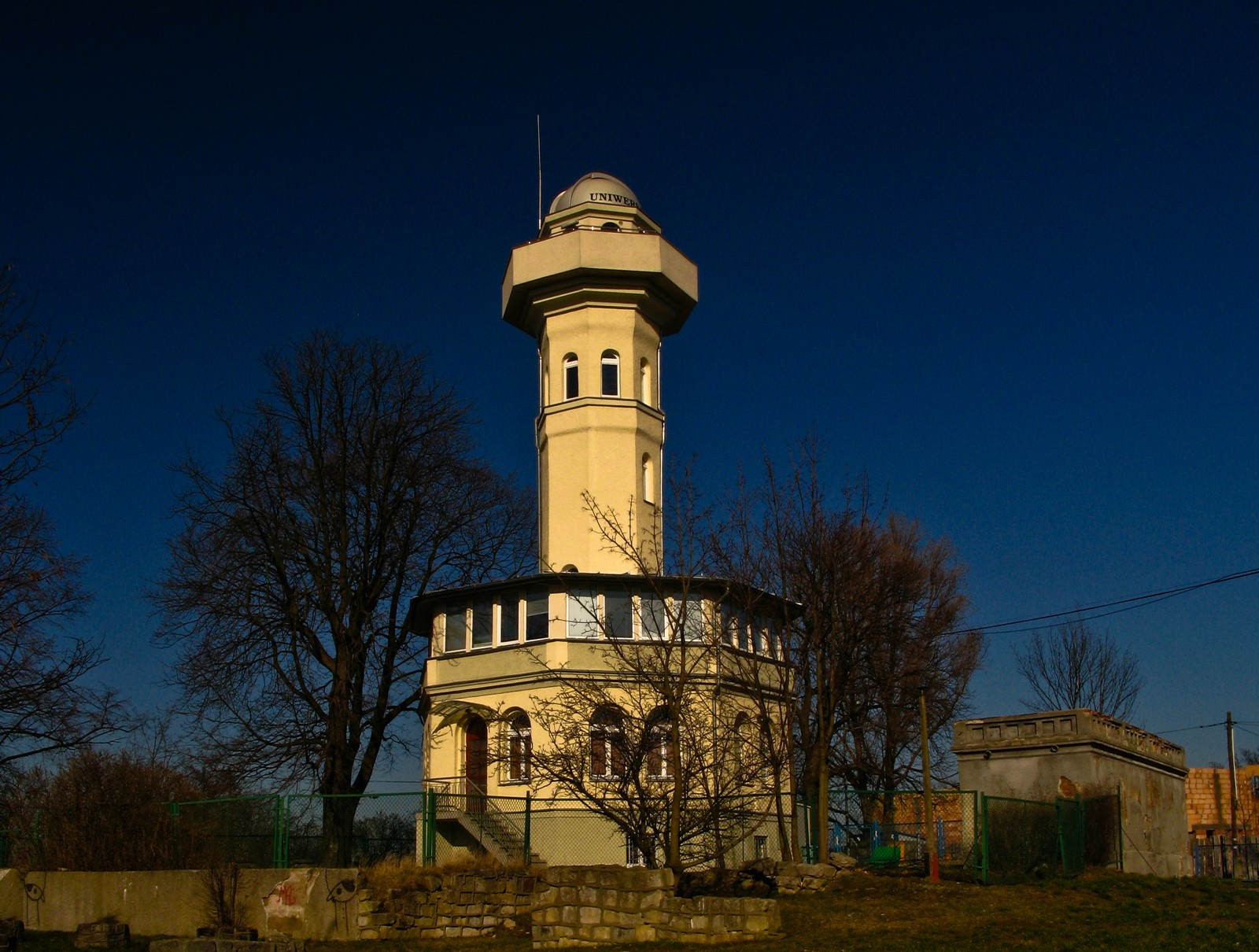
Torre Braniborska

Zielona Góra é uma cidade histórica e, devido a pequenos danos de guerra, todo o desenvolvimento urbano pré-guerra permaneceu aqui. A Cidade Velha e as vilas pré-guerra ao longo da avenida Niepodległości, a rota representativa da cidade, têm valores estéticos especiais. Há também muitos edifícios com arquitetura única — obras de arquitetos de Berlim, como o teatro projetado por Oskar Kaufmann. Além de belos edifícios residenciais na parte mais antiga da cidade, também existem muitos edifícios pós-industriais adaptados a novas funções, por exemplo, lofts nas proximidades da rua Fabryczna ou alguns dos edifícios da Fabryka Wełna convertidos em centros comerciais.
Estão inscritos no registro provincial de monumentos:
- Cidade — traçado histórico arquitetônico e urbano
- Cocatedral — igreja paroquial católica de Santa Edviges da Silésia, datada da segunda metade do século XIII, de 1372–1394, 1572, de meados do século XIX, é o monumento arquitetônico mais antigo da cidade; igreja-salão, Bispo Wilhelm Pluta
- Capela da Natividade da Virgem Maria conhecida como a capela na Vinha. Construída na primeira metade do século XIV como sinal de agradecimento pelos sobreviventes de Zielona Góra da peste que prevaleceu em 1314, foi substituída no século XV por uma construção de pedra. Na década de 1870, o edifício era propriedade de um enólogo de Zielona Góra, que, após a reconstrução da capela, nele funcionou um bar de vinhos, rua Alina 17
- Fragmentos das muralhas defensivas feitas de tijolo e pedra de campo, do século XIV, praça Powstańców Wielkopolskich
- Torre do Banho (Głodowa) de 1487, construída em planta retangular, é um resquício do sistema medieval de fortificações da cidade. Tem 35 m de altura e três andares. Edifício gótico, coberto com uma cúpula barroca. Seu nome vem do banho municipal nas proximidades. Também é chamada — Torre da Fome como resultado da demolição da Torre da Fome original, que ficava a várias dezenas de metros de distância. Nos tempos medievais, a torre serviu como prisão, praça Pocztowy[68]
- Prefeitura, construída no século XV em estilo gótico, como mostra o nicho na fachada exposto sob o reboco. A torre da prefeitura de 54 metros está levemente inclinada em relação à vertical devido a erros de construção.[68] Diariamente às 12 horas, o toque da corneta da cidade é tocado da torre da prefeitura. “Hino Ziemia Lubuskiej”,[69] Praça principal
- Antiga casa Stanów Ziemskich, construída nos anos 1690–1692, foi a sede do governo autônomo distrital e da autoridade tributária distrital. Foi visitada, entre outros, pelos reis da Prússia, Frederico Guilherme I e Frederico II, o Grande, bem como pelo rei da Polônia e príncipe da Saxônia, Augusto II, o Forte, rua Gen. Sikorskiego 6
- Antiga estalagem dos Correios de 1740, a estação de correios e diligências era composta por vários edifícios: estábulos, cocheira, ferraria e oficina de rodas, além de quartos de hóspedes, sala de recepção para viajantes e correio, rua Jedności 78[70]
- Antiga igreja evangélica, agora igreja paroquial católica dedicada a Nossa Senhora de Częstochowa, em enxaimel, construída nos anos 1743–1777 como uma igreja evangélica; a torre foi adicionada vários anos depois. Inclui, entre outros, altar barroco, pia batismal rococó em pedra e vários epitáfios esculpidos, rua Adam Mickiewicz
- Antiga escola evangélica de 1770, destinava-se a 200 alunos, inicialmente apenas para pessoas da denominação protestante, rua Kazimierz Lisowski 1-3[71]
- Capela votiva, construída em 1780 em estilo classicista para comemorar as vítimas da peste, que 100 anos antes causou a morte de três quartos dos habitantes de Zielona Góra, Osiedle Pomorskie[72]
- Casa do enólogo em Winny Hill de 1818, agora parte da estufa de Zielona Góra, rua Ceglana 12a
- Antigo Serviço Mercante de 1829 e 1901, agora Faculdade de Direito e Administração da Universidade de Zielona Góra, praça Słowiański 9
- Antigo ginásio Frederick William IV de 1846, atualmente Tribunal distrital, praça Słowiański 6
- Tribunal distrital, praça Słowiański 1 / Jedności 6, de 1855 a 1856
- Torre Braniborsk, foi criada nos anos 1859–1860 como um restaurante e bar de vinhos com uma torre de vigia, atualmente é o observatório astronômico da Universidade de Zielona Góra, rua Lubuska 2[73]
- Antiga capela luterana, construída em estilo neogótico em 1866, atualmente igreja católica polonesa de Nossa Senhora Rainha da Polônia, rua Doutor Monetário 25b[74]
- Complexo produtivo e agrícola de antigas adegas do século XIX/XX, rua Ceglana 2
- Complexo de antigas tecelagens do século XIX: edifício, agora um edifício de produção e habitação, armazém, rua Fabryczna 13
- Edifícios da adega de 1870 — século XX: edifício da administração, edifício da produção com adegas, rua Moniuszko 16
- Complexo de fábricas têxteis de 1872 — século XX: duas fábricas, um armazém, uma fábrica de tecidos, rua Fabryczna 14
- Antiga “escola vermelha” de 1882–1883, atualmente Tribunal Distrital, praça Słowiański 12
- Centro de cuidados e tratamento das Irmãs de Santa Isabel com uma capela e uma casa religiosa de 1885–1908, praça Powstańców Wielkopolskich 4
- Antiga igreja luterana de 1909–1911, agora igreja evangélica-Augsburgo de Jesus, rua Kazimierza Wielkiego[75]
- Antiga escola secundária feminina de 1909–1911, atual reitoria da Universidade de Zielona Góra, rua Licealna 9[76]
- Antiga igreja evangélica, agora igreja paroquial católica do Santo Salvador, construída em 1915–1917 para a paróquia evangélica-Augsburgo. Em 1946 assumida pelos católicos. Devido à excelente acústica, concertos são realizados no templo. Em 1926, o famoso oratório Quo vadis de Feliks Nowowiejski foi realizado aqui com o compositor. Seu fundador foi Georg Beuchelt, um conhecido industrial, avenida Niepodległości 28
- Complexo fabril “Polska Wełna”, de 1920 a 1937: fábrica de acabamento de tecidos, tecelagem, fiação, armazém e escritórios, sala de caldeiras, tinturaria, estação de tratamento de água, atualmente centro comercial Focus Mall, rua Wrocławska 17
- Antiga Prefeitura com um edifício administrativo e o edifício do Teatro da Ópera, agora Teatro Lubuski, um edifício modernista construído em 1931 segundo o projeto de Oskar Kaufmann, era uma instalação multifuncional, adaptada à encenação de drama, musical, balé, filmes e, sobretudo, óperas, reconstruída nos anos 1974–1978, avenida Niepodległości 3/5
- Antigo cemitério judeu fundado em 1814, destruído na década de 1960, uma casa funerária, cerca de tijolos, rua Wrocławska 60a[77]
- Parte da antiga linha da Ferrovia Szprotawska ("Kleinbahn Grünberg-Sprottau") — uma linha ferroviária não estatal entre duas cidades industriais da Baixa Silésia: Zielona Góra e Szprotawa. Não está em operação desde a segunda metade da década de 1940, a maioria foi desmontada
- Adega, rua Wodna, do século XIX
- Pavilhão esportivo, antiga igreja católica, rua Moniuszki 14, de 1850, 1870
- Pavilhão esportivo, rua Chopin 19, por volta de 1930
- Casas, rua Bankowa 1, 4, 5, 6, séculos XIX/XX
- Mansão, rua Batory 53, de meados do século XIX: jardim, cerca, conheci.
- Casas, rua Bohaterów Westerplatte 32, 45, do século XIX
- Casas, rua Bolesława Chrobrego 1, 2, 3, 4, 5, 6, 12, 15, 18, 20, 21, 23, 24, 25, 28, 30, 44, 46-48, 50, do século XIX / século XX
- Casas, rua Drzewna 1, 20, 24, do século XVIII, século XIX
- Mansão, rua Dworcowa 33, 41, do século XIX
- Casa, rua Fabryczna 15, do século XIX
- Casas, rua Głowackiego 2/4, 3/5, 6/8, 7, 10, dos séculos XIX/XX
- Casas, rua Grottger 1, 3, 5, 7, 9, 11, 19, dos séculos XVIII/XIX
- Casas, rua Jedności 1, 3, 4 com anexo, 5, 12, 14, 15, 17, 19, 33, 38 com anexo, 46, 76 estábulo postal, 80, 100, do século XVII, século XIX
- Casa, rua Kasprowicza 1
- Casas, rua Kazimierza Wielkiego 6, 8, 10, 13, 14, dos séculos XIX/XX
- Casas, rua Kopernika 1, 13, dos séculos XVIII/XIX
- Casas, rua Kościelna 1, 2, 4, 5, 9, 11, casa do vigário, 13, escola católica, atualmente o escritório do vigário da paróquia de Santa Edviges da Silésia do século XVII, séculos XVIII/XIX
- Casas, rua Kożuchowska 1, 2, 3, dos séculos XIX/XX
- Casa, rua Krasickiego 25, do século XIX
- Casa, rua Krawiecka 5, de 1906
- Casas, rua Kupiecka 2, 3, 5, 12, 13, 20, 22, 23, 32, 38, 40, 43, 70, 72, dos séculos XVIII/XIX/XX
- Casas, rua Lisowskiego 2, 4, 5, 10, 14, 15, 18, dos séculos XVIII e XIX
- Casas, rua Mariacka 2, 3, 5, 7, do século XIX
- Casas, rua Masarska 2, 3, 4, 5, 6, 8, 9, 11, 13, do século XVII, século XIX, século XX
- Casas, rua 1 de maio, 21, 23, 19, séculos XIX/XX
- Casas, praça Matejki 10, 11, 12, 17, dos séculos XVIII/XIX/XX
- Casas, rua Mickiewicza 1, 3, 13, 14 presbitério dos séculos XVIII/XIX
- Casas, rua Moniuszki 3 com anexo, 7, 11, do século XIX
- Casas, avenida Niepodległości 1, 2, 4, 6, 7, 8, 13, 15, 16, 18, 19 portal do século XVI, 21, 22, 24, 25, 28, 29 mansão, agora um jardim de infância, 33, 35, 36, dos séculos XIX/XX
- Casa, rua Ogrodowa 12
- Casas, praça Pocztowy 1, 3, 4, 5, 6, 7, 9, 10, 11, 16, 17, dos séculos XVIII/XIX
- Casa, rua Pod Filarami 1, 2/4, 3, dos séculos XIX/XX
- Casa, praça Powstańców Wielkopolskich 7, de 1800
- Casas, rua Reja 2, 3, 4 com dois anexos, 5, 6, 7 com anexo e carpintaria, 8 com anexo, 9, 10, 11, 13, do século XX
- Casas, rua Sienkiewicza 2/4, 6, 10, 11 complexo de mansões: mansão, jardim, cerca, 14, 16/18, 21, 22, 24, 26, 27, 29, 30, 33, 38, 54 não existe, dos séculos XIX/XX
- Casas, rua Sikorskiego 1, 2, 15, 18, 18–20, 24, 25, 29, 33, 36, 47a, 49, 52, 53, 55, 62, 63, 66-76 loja de tecidos, 71, 84, dos séculos XVIII/XIX/XX
- Casas, rua Skargi 7, 12, dos séculos XVIII/XIX
- Casas, rua Sobieskiego 2, 3, 4/6, 5, 8/10, 9, 9a, 12, 14, dos séculos XVIII/XIX
- Casa, rua Sowińskiego 2, do início do século XX
- Casas, rua Stary Rynek 3, 4, 5, 6, 7, 8, 10, 11, 13, 16, 17, 18, 19, 20, 21, 22, 23, 24, 28 porões das casas dos séculos XVII, XVIII, XIX e XX; a praça do mercado é o ponto focal da cidade desde o século XIV até hoje. Durante séculos, foi a principal praça de comércio, por onde também corria a principal via de comunicação
- Casas, rua Strzelecka 3, 4, 12, 14, 16, 18, 22, dos séculos XVIII/XIX
- Casa, rua Świętojańska 6, dos séculos XVIII/XIX
- Casa, rua Tylna 31, de 1796
- Mansão, rua Ułańska 7, de 1926
- Casa, rua Wandy 46, dos séculos XVIII/XIX
- Casa, avenida Wojska Polskiego 1, 1929–1930
- Casas, rua Wrocławska 7, 12 com um edifício agrícola, 24 não existe, 26, 27, 28, 29, 30, 31, 35, 37, 40, dos séculos XIX/XX
- Casas, rua Wyspiańskiego 2, 4, 5, 8, 10, 12, 16, dos séculos XIX/XX
- Adega, atualmente prédio residencial, rua Zakręt 2, de meados do século XIX
- Casa, rua Zamkowa 11, tijolo e enxaimel, de meados do século XIX, não existe
- Casas, rua Żeromskiego 1, 2, 4, 6, 10, 13, 14, 15, 16, 17, 18, 19, 21, 23, dos séculos XVIII/XIX/XX

Outros monumentos:
- Casa das palmeiras — foi fundada em 1961, adicionada à adega de August Grempler a partir de 1818. Abriga um restaurante com refeitórios em meio à vegetação tropical, um café e dois terraços panorâmicos. Nas imediações da Casa das palmeiras existe uma vinha reconstruída, referente às antigas plantações extensas que cobrem todas as encostas suburbanas, um parque infantil, um labirinto verde, a inscrição “I <3 Zielona” e uma adega, que oferece apenas vinhos da voivodia da Lubúsquia.
- Estátua de São João Nepomuceno na cocatedral, base de 1740, imagem de 1900.
- Escultura de Hans Krückeberg Menino com um potro da década de 1930[78]

Monumentos históricos no distrito de Nowe Miasto:
- Igreja da Santíssima Trindade em Ochla da primeira metade do século XIV, reconstruída nos séculos XVII-XVIII
- Igreja de São Nicolau em Racula do século XIV, reconstruída no século XVIII com campanário de madeira
- Ruínas da igreja de São João em Zatonie da segunda metade do século XIV
- Complexo do palácio no distrito de Zatonie, incluindo:

Ruínas do palácio em Zatonie de 1685–1689, reconstruído em 1842–1843, incendiado em 1945, atualmente, após a revitalização, funciona como uma ruína permanente situada numa parte de um vasto parque paisagístico, ruínas de um laranjal dos séculos XVIII/XIX, uma casa senhorial da primeira metade do século XIX e um parque de meados dos séculos XVII/XIX.
- Complexo palaciano no distrito de Stary Kisielin dos séculos XVIII-XIX, incluindo: palácio, parque, estábulo
- Palácio no distrito de Nowy Kisielin dos séculos XVII/XVIII
- Palácio no distrito de Kiełpin do século XVIII
- Complexo palaciano e fazendas no distrito de Ochla dos séculos XVII-XIX, incluindo: um palácio do século XVII, duas dependências ligadas ao palácio, fazenda, parque
- Capela de madeira do cemitério com campanário em Łężycy de 1727
- Antiga igreja evangélica, agora católica de Santo Antônio em Jarogniewice, enxaimel de 1749–1750 e uma reitoria da primeira metade do século XIX
- Necrotério no cemitério em Jeleniowie dos séculos XVIII/XIX
- Mansão em Jeleniów dos séculos XVIII/XIX
- Casa senhorial em Drzonków dos séculos XVIII/XIX
- Antiga igreja evangélica, agora católica de São Martinho em Sucha, de 1821
- Antiga escola em Jarogniewice do 1.º semestre do século XIX
- Campanário em Nowy Kisielin de 1840
- Campanário de madeira no cemitério em Jeleniów do século XIX
- Fábrica de tecidos em Krępa dos séculos XIX/XX
- Moinho de água em Krępa
- Casas em Łężyca n.º: 4, 56 (não existe), 75, 83, 85 dos séculos XVIII-XIX
- Casa n.º 11 em Ługowo
- Casa n.º 27 em Zatonie do século XVIII
- Casa em Drzonków n.º 56 do século XIX (não existe)
- Alojamento e área do guarda-florestal no museu ao ar livre em Ochla

## Cultura

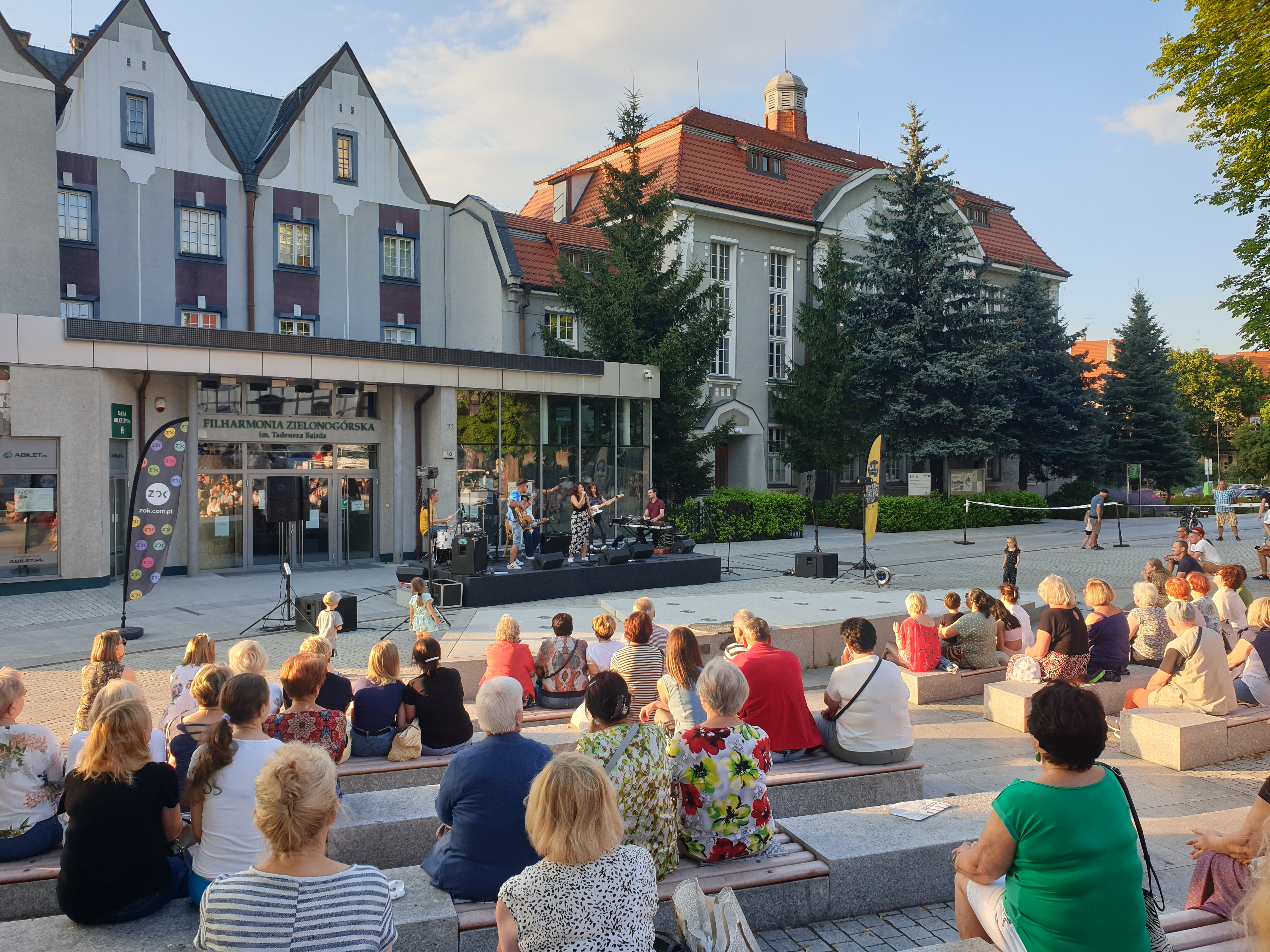
Concerto como parte do “Verão de Todas as Musas”

A cultura em Zielona Góra é principalmente a Winobranie no início de setembro — um grande evento ao ar livre, durante o qual o centro da cidade se enche de moradores e turistas. Além disso, existem vários museus e galerias de arte na cidade, a Filarmônica de Zielona Góra, o Teatro Lubuski, cinemas e vários clubes de música. Diversos festivais de música e cultura acontecem na cidade, entre eles, o Festival Internacional do Folclore, Festival de Cabaré, CORNO Brass Music Festival, Festival de Cinema e Teatro — Festival de Cinema Kozzi e “Quest Europe”.
Na avenida Niepodległości, há a Galeria de Exposições de Arte, que abriga exposições de arte contemporânea, concertos e reuniões de discussão. A comunidade de pintura está concentrada no distrito de Zielona Góra da Associação de Artistas e Designers poloneses. Um lugar ativo no mapa cultural da cidade nos anos 1998–2018, sob a liderança de Bruno Aleksander Kien e Aneta Szlachetka, foi o “Klub Muzyczny 4 Róże dla Lucienne”, onde mais de 4 mil eventos artísticos foram realizados em cooperação com a Fundação para o Desenvolvimento da Cultura “Kombinat Kultury” incluindo concertos, exibições de filmes, slams de poesia, festas, exposições, apresentações de teatro e cabaré. O clube coorganizou os festivais “Rock Nocą”, Róże Jazz Festival e “KinoPozaKinem Filmowa Góra”..
Em Zielona Góra, encontra-se o Centro Cultural Zielonogórski, cuja sede está localizada no parque dos Montes Piastowskie, o anfiteatro Anna German. A instalação pode acomodar cerca de 5 mil espectadores. Sua extensa atividade iniciou na década de 1970. Foi então que o novo prédio foi construído pelos moradores em um esforço comunitário. O primeiro concerto ocorreu em 1973 durante o 9.º Festival da Canção soviética. Mais tarde, o edifício foi reconstruído. Houve, por exemplo, palco moderno, salas de fundos, salas para acústica. Desde 1987, o anfiteatro recebeu o nome de Anna German.
No verão, em julho e agosto, o Centro Cultural Zielona Góra organiza o “Verão de Todas as Musas” na cidade, que inclui todo um espectro de concertos ao ar livre, atuações, exposições e espetáculos.
A cidade conta ainda com:
- Centro Regional de Animação da Cultura,[86] que funciona como um instituto da cultura, onde atua na área da educação cultural, proteção do patrimônio cultural e pesquisa em cultura.[87] O Centro Regional é responsável pelo Centro Cultural Criativo, inaugurado em 2021, possuindo uma moderna sala multimídia — estúdio de fotografia e vídeo. No Centro Regional opera o Conjunto de Canto e Dança Ludwik Figas.[88]
- Centro Juvenil de Cultura e Educação “Dom Harcerza”,[89] onde funciona o Grupo de Dança “Maki”, fundado em 1973.[90]

### Teatros, sala filarmônica

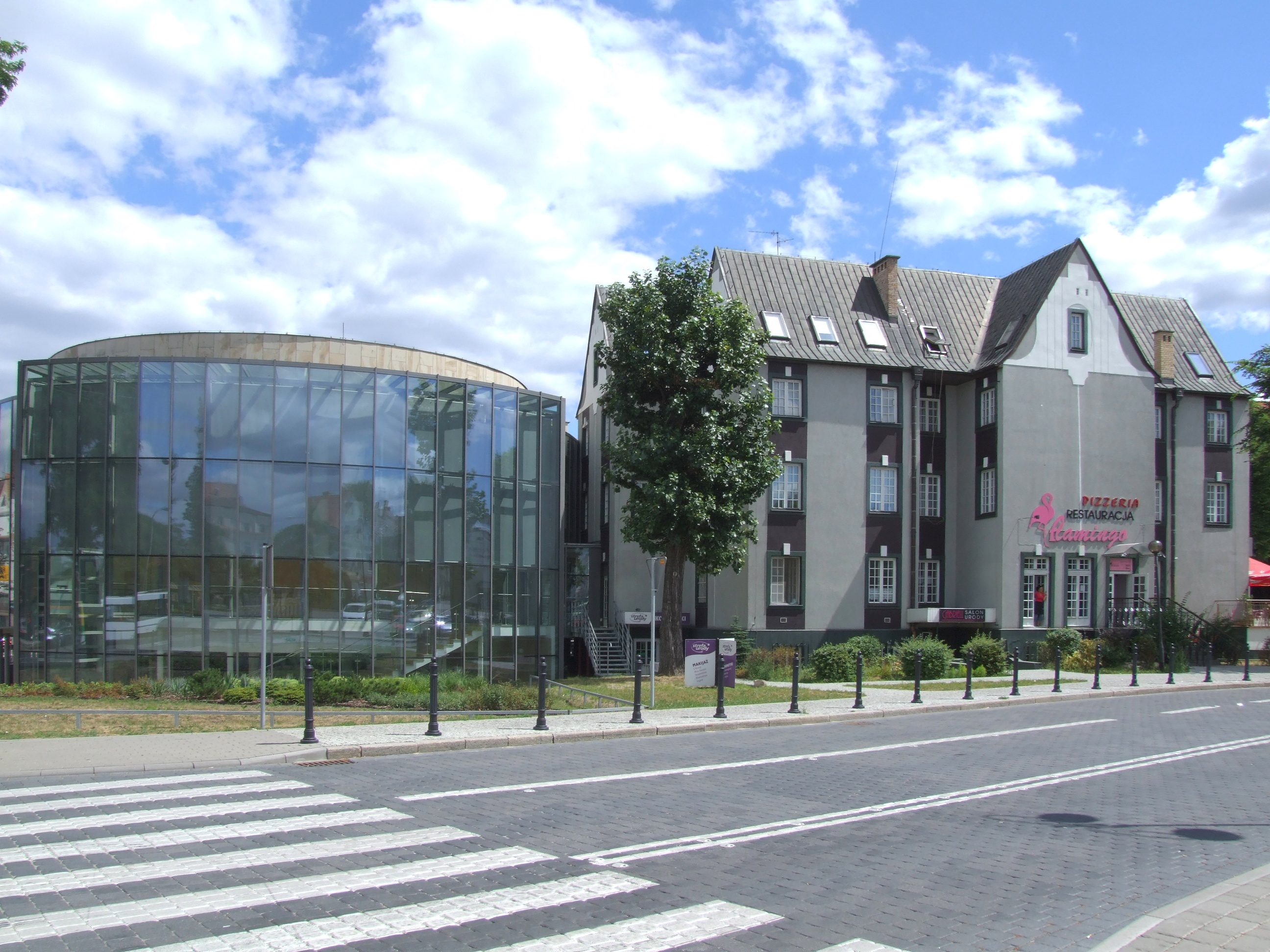
Filarmônica Zielona Góra

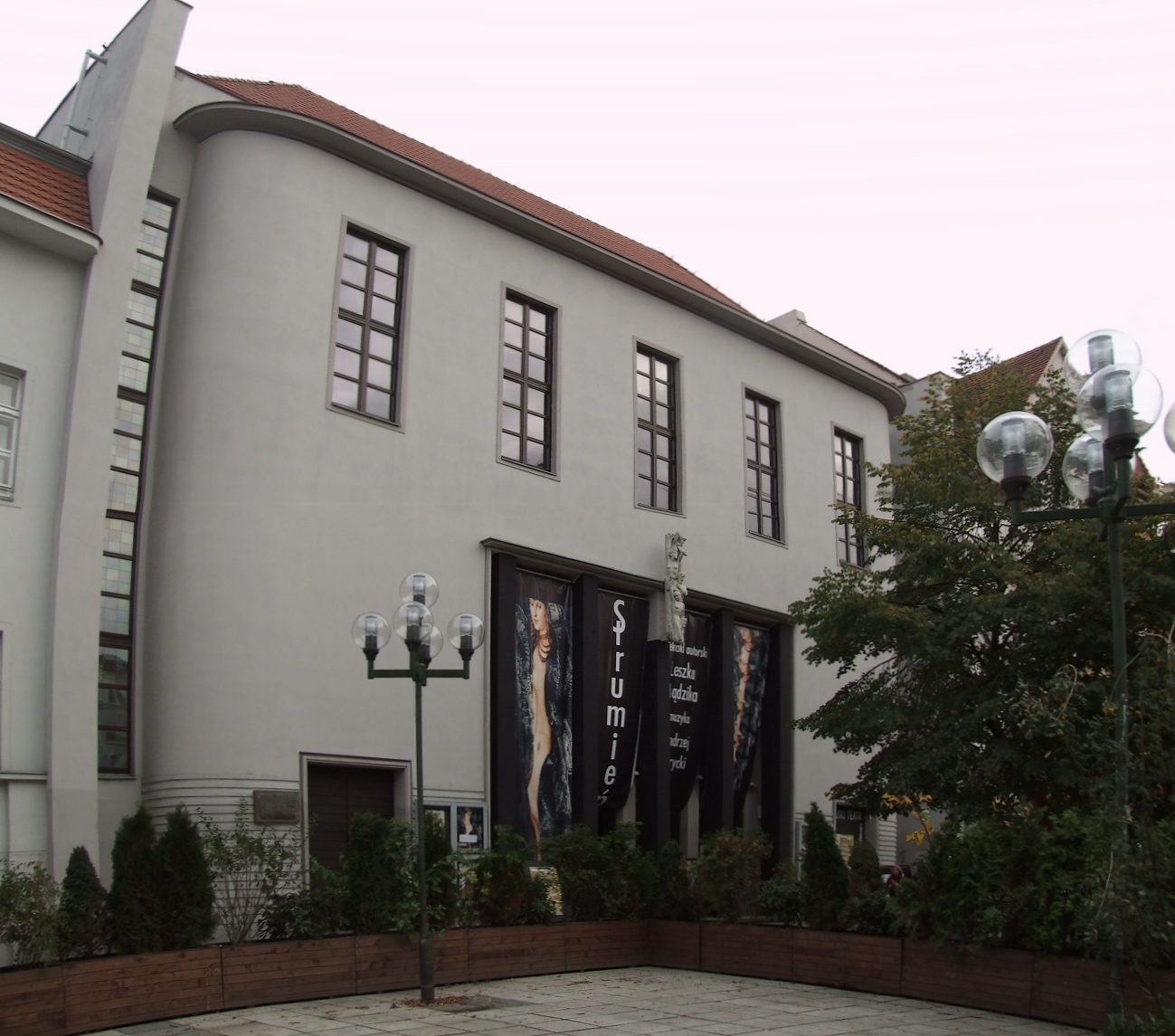
Edifício do Teatro Lubuski

O primeiro teatro de ópera municipal foi inaugurado em 1 de abril de 1931 com a ópera Madama Butterfly. O autor do projeto do edifício foi Oskar Kaufmann, criador de, entre outros, da Volksbühne e o Teatro Renascentista em Berlim. O edifício abrigava um palco multifuncional, adaptado para encenar obras dramáticas, musicais e balé, além de óperas e filmes. O público tinha 730 lugares. Após a Segunda Guerra Mundial, as óperas foram abandonadas, enquanto o teatro se desenvolveu fortemente, a cidade adquiriu um grupo teatral permanente (antes da guerra, o teatro funcionava por um empresário). Após a guerra, grupos de teatro amador operaram na cidade, dois dos quais se tornaram os mais famosos: o Amatorski Teatr Kolejarza e o Reduta, centrado em torno de Polska Wełna. Foi a partir das criações desses grupos amadores que surgiu a forma profissional do então Teatro Estatal da Região da Lubúsquia em Zielona Góra. O teatro foi inaugurado por Zemsta e dirigido por Róża Gelli-Czerska (24 de novembro de 1951, estreia não oficial em 19 de novembro de 1951). Depois de 1990, o Palco de Marionetes, cocriado por Halina Lubicz, a lendária atriz do teatro, foi fechado. O Teatro Lubuski em Zielona Góra (o nome está em uso desde fevereiro de 2019) tem duas etapas: Stanisław Cynarski e o Palco da Câmara Stanislaw Hebanowski.
A Filarmônica de Zielona Góra, operando na cidade, organiza concertos de música clássica e, às vezes, também de música popular. No verão, a filarmônica pode ser ouvida no palco ao ar livre em frente ao edifício da Filarmônica durante os concertos de passeio. Há também uma sociedade de canto Cantores Viridimontani na cidade, que organiza concertos de música antiga nas igrejas locais.
A cidade também tem um Teatro Musical — o Teatro Droshkoov. e o Teatro Triangular de Entretenimento.

### Museus e galerias

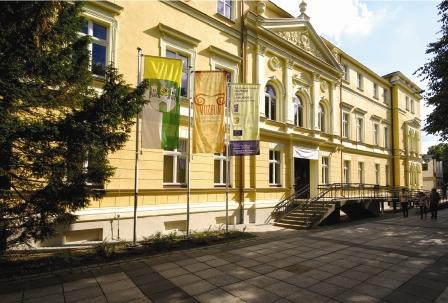
Museu da região da Lubúsquia

A cidade tem vários museus e galerias, localizados em parte no centro da cidade e em mansões e palácios suburbanos.
- Museu da região da Lubúsquia, que consiste em:
  - Museu municipal de Zielona Góra
  - Museu de Torturas Antigas
  - Museu do Vinho
- Museu Etnográfico em Ochla
- Museu Arqueológico do Médio Nadodrze em Świdnica
- Museu Militar da Lubúsquia em Drzonów
- Gabinete de Exposições de Arte, uma galeria de arte contemporânea, que também armazena a coleção do Centro de Belas Artes Lubuska Zachęta
- Museu da Boneca em Zielona Góra no Teatro Lubuski
- Museu do Livro do Médio Nadodrze em Zielona Góra na Biblioteca Pública Provincial e Municipal C. Norwida.

Outros locais incluem a Galeria PWW (rua Ogrodowa), Galeria Pro Arte ZPAP (Stary Rynek) e o Salão Sztuki Dawnej (rua Moniuszki).

### Cinemas
- Cinema Newa — um estúdio de cinema localizado perto da estação ferroviária, na rua K. Wielkiego 21. Audiência para 215 pessoas. O cinema exibe filmes não comerciais.[93] Inaugurado em 17 de dezembro de 1960.
- Cinema City — 9 telas, 1305 lugares. O cinema está localizado no centro comercial Focus Mall. Inaugurado em 17 de outubro de 2008.[94]
- Cinema Nysa — o cinema mais antigo de Zielona Góra, inaugurado em 1921, exibiu filmes continuamente até o final de outubro de 2015, quando foi vendido. Tinha cadeiras para um total de 305 pessoas.[95] O cinema estava localizado na Cidade Velha, em frente ao Teatro Lubuski na avenida Niepodległości.[96]

### Eventos cíclicos

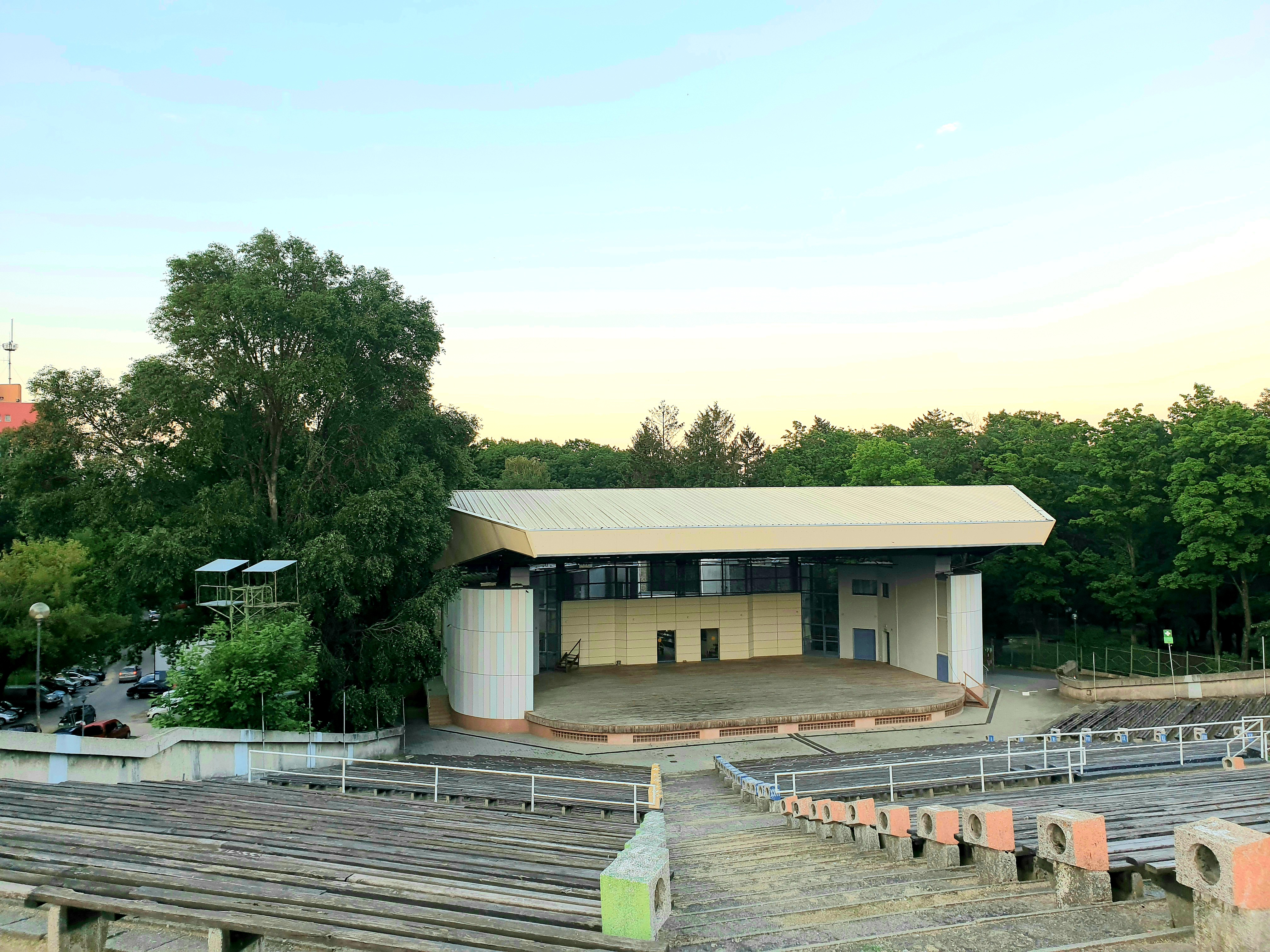
Anfiteatro Anna German

Anos atrás, a cidade sediou o Festival Internacional da Canção soviética, 26 edições dele aconteceram. Em 2008, foi reativado como Festival da Canção russa, mas por motivos políticos, sua 7.ª edição não foi realizada em 2014. Os eventos cíclicos de hoje são:
- Cânticos de Natal em Zielona Góra (janeiro)
- Procissão dos Reis Magos (janeiro)
- Kaziuki no Museu Etnográfico de Ochla (março/abril)
- Festival Internacional de Guitarra (maio)
- Noite dos Museus (maio)
- Festival das Adegas e Vinhedos Abertos (maio)
- Festival Internacional de Curtas-Metragens de Língua Francesa — FrankoFilm Festival (maio/junho)
- Desaparecimento de profissões e habilidades no Museu Etnográfico em Ochla (maio/junho)
- Culto em Zielona Góra (maio/junho)
- Festival Internacional de Talentos Anna German (julho)
- Festival Internacional de Folclore “Rostos da Tradição”
- Festival Internacional de Folclore Infantil (a cada dois anos, alternadamente com o Festival de Folclore, em agosto)
- Festival Nacional de Canções Infantis e Juvenis FUMA (maio)
- Festival de Cinema e Teatro — Kozzi Film Festival (junho)
- Festival das Adegas e Vinhedos Abertos (junho)
- Bom, saboroso, porque é Lubúsquia no Museu Etnográfico de Ochla (junho)
- Caminhada noturna dos pijamas pelas colinas Piasta (junho)
- Verão de todas as musas (julho–agosto)
- Piquenique científico no Center de Ciências Kepler (julho)
- Busker Tour Festival Internacional de Arte de Rua (agosto)
- Noite das estrelas cadentes no Museu Etnográfico de Ochla (agosto)
- CORNO — Brass Music Festival (agosto)
- Festival do Mel no Museu Etnográfico de Ochla (agosto)
- Festival da Colheita da Cidade (agosto)
- Festival Internacional de Cinema “Quest Europe” (agosto/setembro)
- Vindima — Dias de Zielona Góra (setembro)
- Festival Nacional de Dança MOVE Zielona Góra (setembro)
- “Meia Zielonogórska” — Meia Maratona Novita em Zielona Góra (setembro)
- À beira do outono no Museu Etnográfico de Ochla (setembro)
- Bacanalia Fantástica — Festival Nacional dos Amantes da Fantasia (setembro/outubro)
- Jazz Crossing Festival (outubro)
- Bienal de Zielona Góra (outubro–novembro)
- Corrida da Independência de Zielona Góra (novembro)
- Dia da Independência no Museu Etnográfico de Ochla (novembro)
- Jazz Lubúsquia Dia de Finados (novembro)
- Festival do Vinho Jovem da Lubúsquia (novembro)
- Festival Green Town of Jazz (novembro)

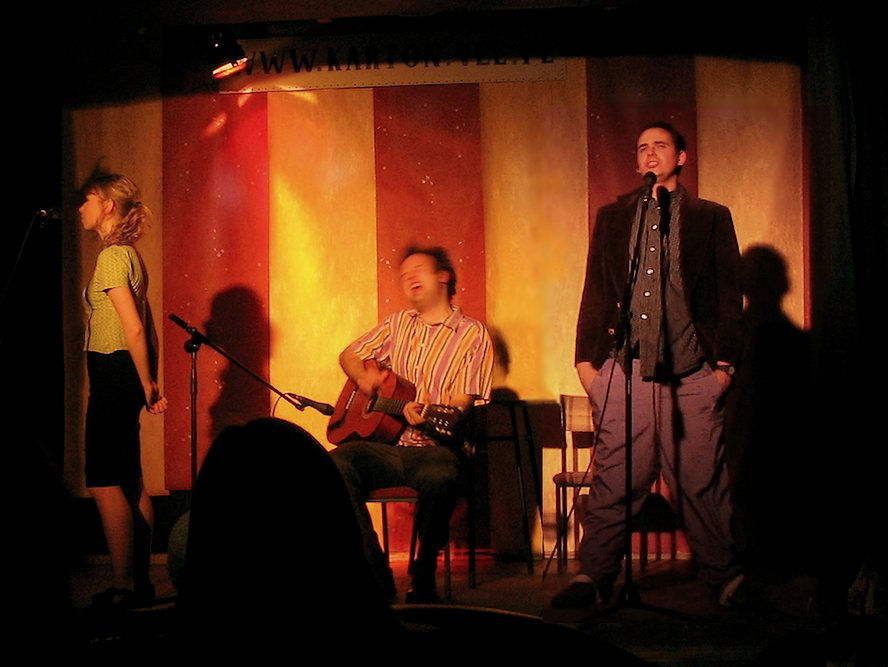
Cabaré no palco do clube Gęba

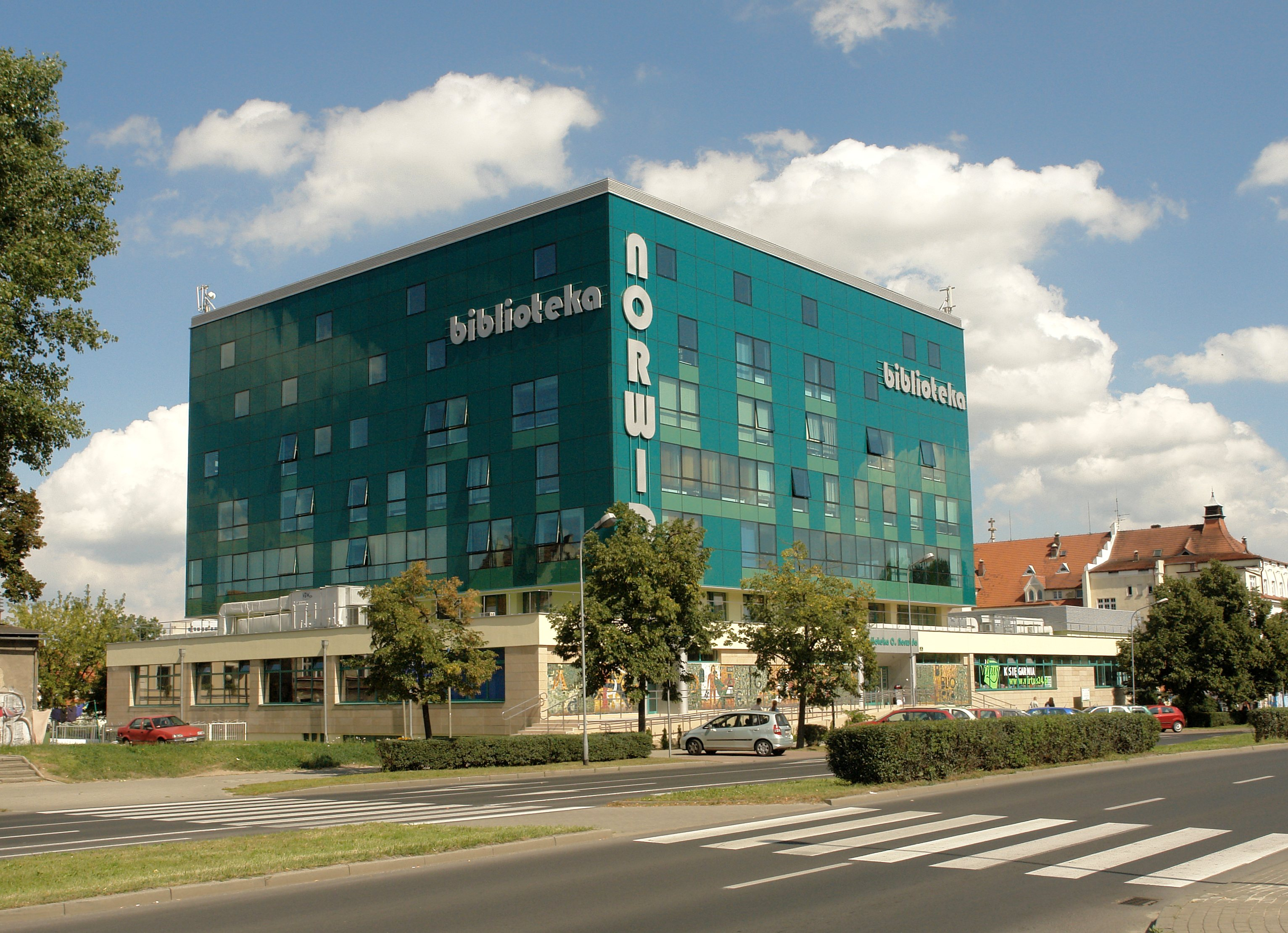
Biblioteca Pública Provincial e Municipal de Zielona Góra

- Festival Literário Anna Tokarska (novembro–dezembro)
- Mercado de Natal no calçadão (dezembro)
- Mercado de Natal no Museu Etnográfico de Ochla (dezembro)

### Vindima
A festa oficial da cidade é a Winobranie (Vindima), anunciada oficialmente pela municipalidade em 1852. Todos os anos, durante nove dias consecutivos na primeira quinzena de setembro, as chaves das portas da cidade são detidas pelo deus romano do vinho, Baco, que, com sua comitiva, orienta os turistas por Zielona Góra. Os hóspedes podem beber uma bebida local, visitar as vinhas locais, ouvir música e aproveitar a rica oferta cultural e de entretenimento.

### Vida estudantil
Mais de 10 mil alunos estudam em Zielona Góra. Foi nos clubes estudantis locais, como o Gęba, que surgiu na década de 1990 o fenômeno dos cabarés. Hoje, esses clubes estão quase todos fechados (Karton, Zatem Highlander). O maior evento é a Bacanália, organizado anualmente em maio, atraindo até 5 mil pessoas para eventos de música ao ar livre.

### Biblioteca Pública Provincial e Municipal
A Biblioteca Pública Provincial e Municipal Cyprian Norwid em Zielona Góra é uma das duas bibliotecas públicas provinciais da Voivodia da Lubúsquia. A sede atual da instalação foi colocada em uso em 1975. A biblioteca tem muitas filiais em toda a cidade. Abriga inúmeras exposições e encontros com escritores (como parte das chamadas “Quintas da Lubúsquia”). A Biblioteca Provincial também tem a sua própria editora — “Pro Libris”. O número de leitores cadastrados em 2003 foi de quase 32 mil pessoas. Em média, o leitor empresta 17 livros por ano.

## Ambiente natural

### Relevo

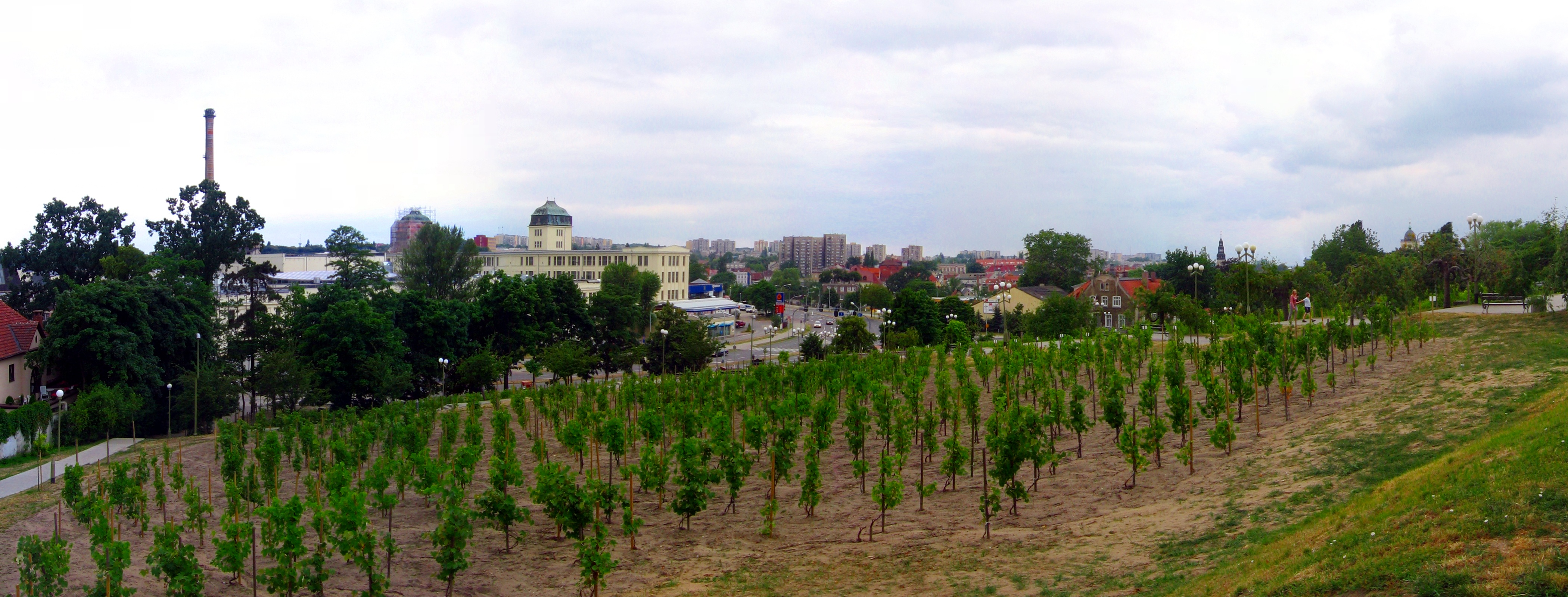
Panorama da cidade vista da colina do Vinho

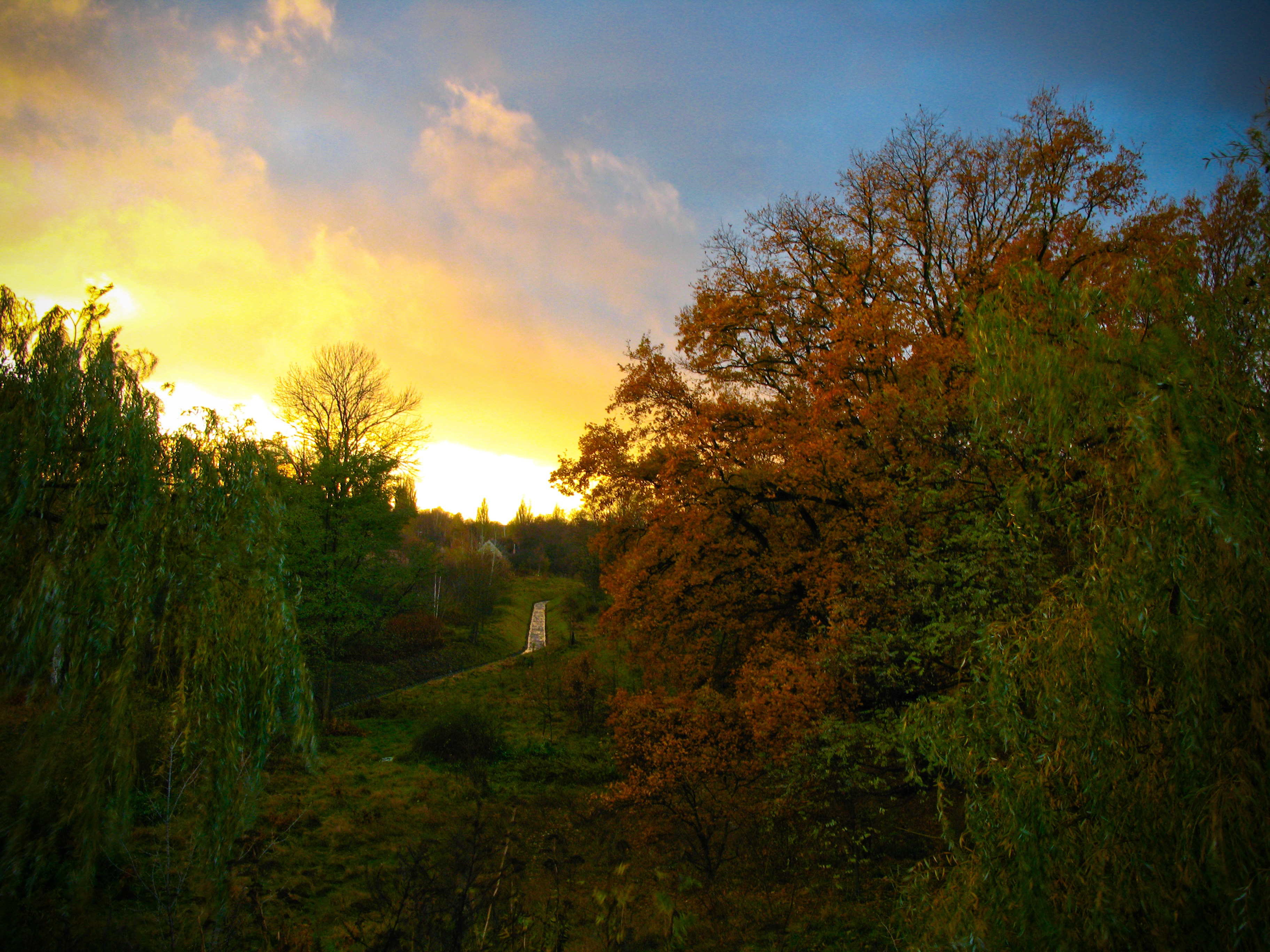
Vale Gęśnik

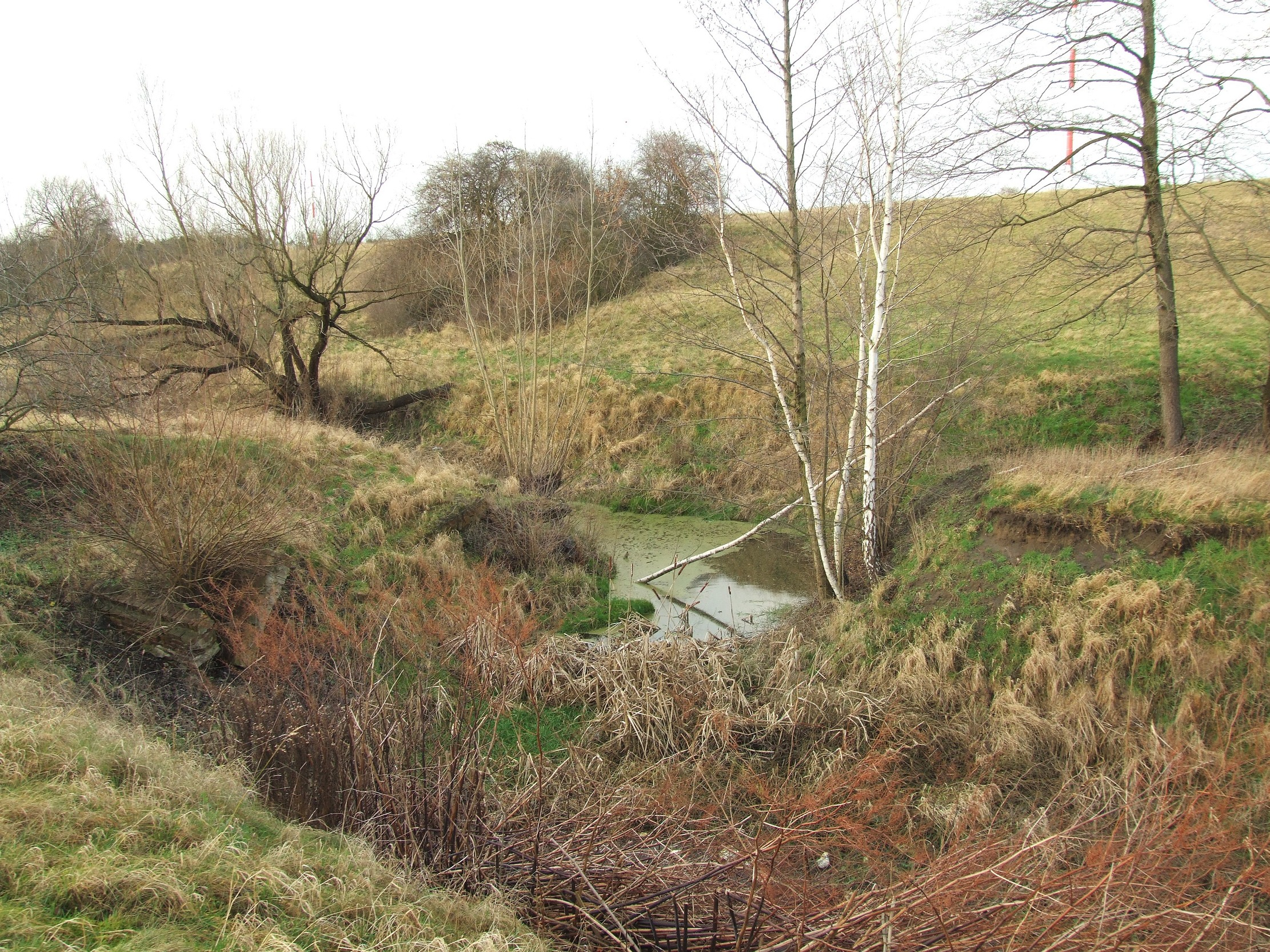
Vale Złotej Łączy

Ao redor da cidade existem morenas, colinas glacitectônicas com uma área de 240 km² na forma do Aterro Zielona Góra. Parte da cordilheira dessas colinas perto da fronteira da cidade é chamada colinas dos Piastas, além disso, essas colinas também incluem a colina Braniborskie com uma torre e uma série de colinas mais baixas na rua Akademickiej na zona leste da cidade.
A cidade está localizada em muitas colinas:
- Colina Braniborskie (Hirtenberg — Góra Pasterska), 202 m acima do nível do mar — uma das colinas mais altas da cidade. O nome Hirtenberg aparece nos livros da cidade de 1722. No cume, nos anos de 1859–1860, foi erguida uma torre de observação, que abriga agora o Observatório Astronômico da Universidade.
- Colina Schiller a oeste da rua Wrocławska (Schillershöhe) 195,5 m acima do nível do mar. Havia um grande vinhedo na sua encosta sul. Anteriormente, a colina era chamada Colina do Cogumelo (Pilzberg). Foi mencionada pela primeira vez nos registros municipais de 1725.
- Aleja Słowackiego (Hirschberg) 175,5 m acima do nível do mar — localizada em frente ao antigo cemitério judeu no cruzamento das ruas Wrocławska e Chmielna. O nome da colina veio do nome do proprietário da praça de entretenimento, que se localizava neste local no século XIX.
- Maślane (Butterberg) 175 acima do nível do mar — ponto de observação da floresta a leste de Osiedle Wazów.
- Góra Ceglana (Ziegelberg) — localizada perto dos edifícios da Cidade Velha entre a rua Wrocławska e a rua Podgórna. Atualmente, no seu topo encontra-se uma estufa com plantas tropicais acrescentada à Casa do Enólogo erguida em 1818. O nome da colina vem da olaria municipal, que se localizou neste local em séculos anteriores. O nome Ziegelberg aparece nos registros da cidade de 1619. No século XIX, toda a colina estava coberta de vinhas. Foi o assentamento estabelecido no sopé da Góra Ceglana que iniciou a formação de Zielona Góra.
- Na rua Kożuchowska (Hohnberg) — na parte sul da cidade, em frente à cervejaria. Já no século XV, a colina estava coberta de vinhas.
- Colinas dos Piastas — localizadas na parte sudoeste da cidade. O nome foi dado pelo prefeito de Zielona Góra, Heinrich Gayl, para homenagear o Príncipe de Głogów e Żagań, Henrique VIII — o único usando o título de “Duque de Zielona Góra”. É composta por quatro colinas, cujos nomes anteriores eram:
  - Augusthöhe — para homenagear o empresário da cidade August Foster
  - Blucherberg — 201 m acima do nível do mar
  - Piastenhöhe
  - Koscheberg — 195 m acima do nível do mar, inclinando-se abruptamente para o sul. A colina estava coberta de vinhas, cujos registros mais antigos datam de 1797.
- Colina Jagodowe — é a colina mais alta dentro de Zielona Góra (210 m acima do nível do mar).

### Clima

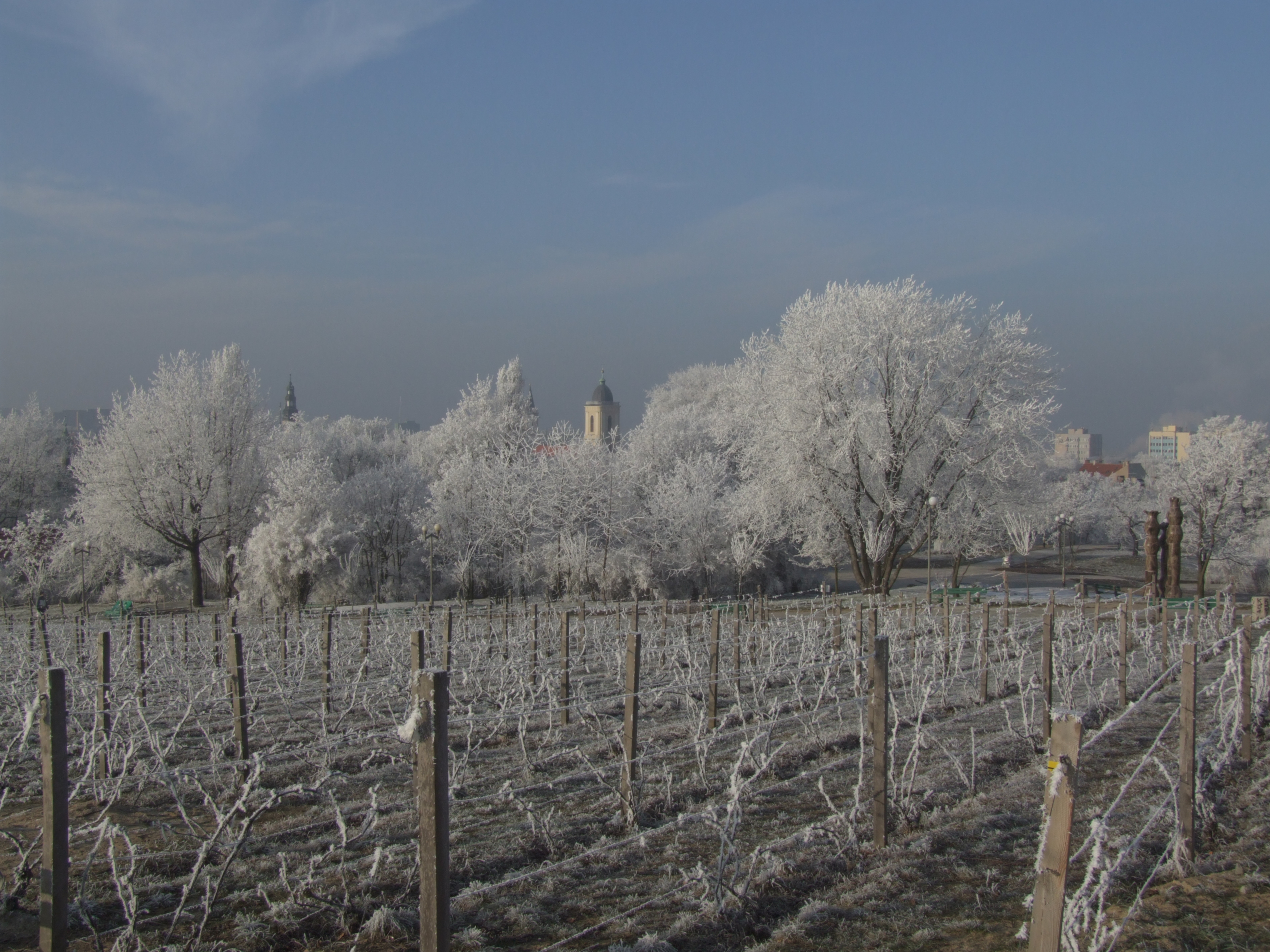
Colina do Vinho no inverno

Esta área é caracterizada por climas equânimes com poucos extremos de temperatura e ampla precipitação em todos os meses. Ele está localizado em direção aos polos da região de clima mediterrânico nos lados ocidentais dos continentes, entre 35° e 60° de latitude N e S. Ao contrário de seus vizinhos equatoriais, os climas marinhos da costa oeste estão localizados além da extensão mais distante do anticiclone subtropical, e experimentam os ventos de latitude média oeste e ciclones frontais durante todo o ano. Os totais de precipitação variam um pouco ao longo do ano em resposta à mudança de localização e intensidade desses sistemas de tempestades, mas as acumulações anuais variam geralmente de 500 a 2500 mm, com totais locais superiores a 5000 mm onde os ventos terrestres encontram cadeias de montanhas. A precipitação não é apenas abundante, mas também confiável e frequente. Muitas áreas têm precipitação superior a 150 dias por ano, embora a precipitação seja frequentemente de baixa intensidade. O nevoeiro é comum no outono e no inverno, mas as tempestades são raras. Fortes vendavais com ventos fortes podem ser encontrados no inverno. As temperaturas no inverno tendem a ser amenas, enquanto as temperaturas no verão são moderadas.
O subtipo de Classificação climática de Köppen para este clima é “Cfb”. (Clima marinho da costa oeste).
A temperatura média do ano em Zielona Gora é de 10,0° C. O mês mais quente, em média, é julho, com uma temperatura média de 20,1° C). O mês mais frio em média é janeiro, com uma temperatura média de −0,1° C.
A temperatura mais alta registrada em Zielona Gora é de 34,4° C, registrada em julho. A temperatura mais baixa registrada em Zielona Gora é de -21,7° C, registrada em janeiro.
A quantidade média de precipitação para o ano em Zielona Gora é de 664 mm. O mês com mais precipitação em média é julho com 85 mm de precipitação. O mês com a menor precipitação é abril com uma média de 40 mm.
| Dados climatológicos para Zielona Góra | Dados climatológicos para Zielona Góra | Dados climatológicos para Zielona Góra | Dados climatológicos para Zielona Góra | Dados climatológicos para Zielona Góra | Dados climatológicos para Zielona Góra | Dados climatológicos para Zielona Góra | Dados climatológicos para Zielona Góra | Dados climatológicos para Zielona Góra | Dados climatológicos para Zielona Góra | Dados climatológicos para Zielona Góra | Dados climatológicos para Zielona Góra | Dados climatológicos para Zielona Góra | Dados climatológicos para Zielona Góra |
| Mês | Jan                                    | Fev                                    | Mar                                    | Abr                                    | Mai                                    | Jun                                    | Jul                                    | Ago                                    | Set                                    | Out                                    | Nov                                    | Dez                                    | Ano                                    |
| --- | -------------------------------------- | -------------------------------------- | -------------------------------------- | -------------------------------------- | -------------------------------------- | -------------------------------------- | -------------------------------------- | -------------------------------------- | -------------------------------------- | -------------------------------------- | -------------------------------------- | -------------------------------------- | -------------------------------------- |
| Temperatura máxima média (°C) | 2,2                                    | 3,8                                    | 8,1                                    | 14,5                                   | 19,3                                   | 22,6                                   | 24,2                                   | 24,1                                   | 19,4                                   | 13,7                                   | 7,9                                    | 3,8                                    | 13,6                                   |
| Temperatura média (°C) | −0,1                                   | 0,8                                    | 4,2                                    | 9,8                                    | 14,8                                   | 18,2                                   | 20,1                                   | 19,8                                   | 15,3                                   | 10,2                                   | 5,4                                    | 1,8                                    | 10,0                                   |
| Temperatura mínima média (°C) | −2,6                                   | −2,1                                   | 0,5                                    | 4,7                                    | 9,6                                    | 13,2                                   | 15,3                                   | 15,0                                   | 11,1                                   | 7,0                                    | 2,9                                    | −0,3                                   | 6,2                                    |
| Precipitação (mm) | 53                                     | 41                                     | 53                                     | 40                                     | 60                                     | 65                                     | 85                                     | 67                                     | 54                                     | 47                                     | 48                                     | 51                                     | 664                                    |
| Dias com chuva | 9                                      | 7                                      | 9                                      | 7                                      | 8                                      | 8                                      | 9                                      | 8                                      | 7                                      | 7                                      | 7                                      | 9                                      | 95                                     |
| Umidade relativa (%) | 82                                     | 81                                     | 76                                     | 66                                     | 62                                     | 61                                     | 64                                     | 64                                     | 70                                     | 78                                     | 84                                     | 82                                     | 72,5                                   |
| Insolação (h) | 2,9                                    | 3,8                                    | 5,5                                    | 8,8                                    | 10,4                                   | 11,2                                   | 11,1                                   | 10,3                                   | 7,6                                    | 5,1                                    | 3,5                                    | 2,8                                    | 78,0                                   |
| Fonte: Climate-Data.org Dados: 1991−2021: temperatura mínima (°C), temperatura máxima (°C), precipitação (mm), umidade, dias chuvosos. Dados: 1999−2019: horas de sol |                                        |                                        |                                        |                                        |                                        |                                        |                                        |                                        |                                        |                                        |                                        |                                        |                                        |

### Fauna e flora

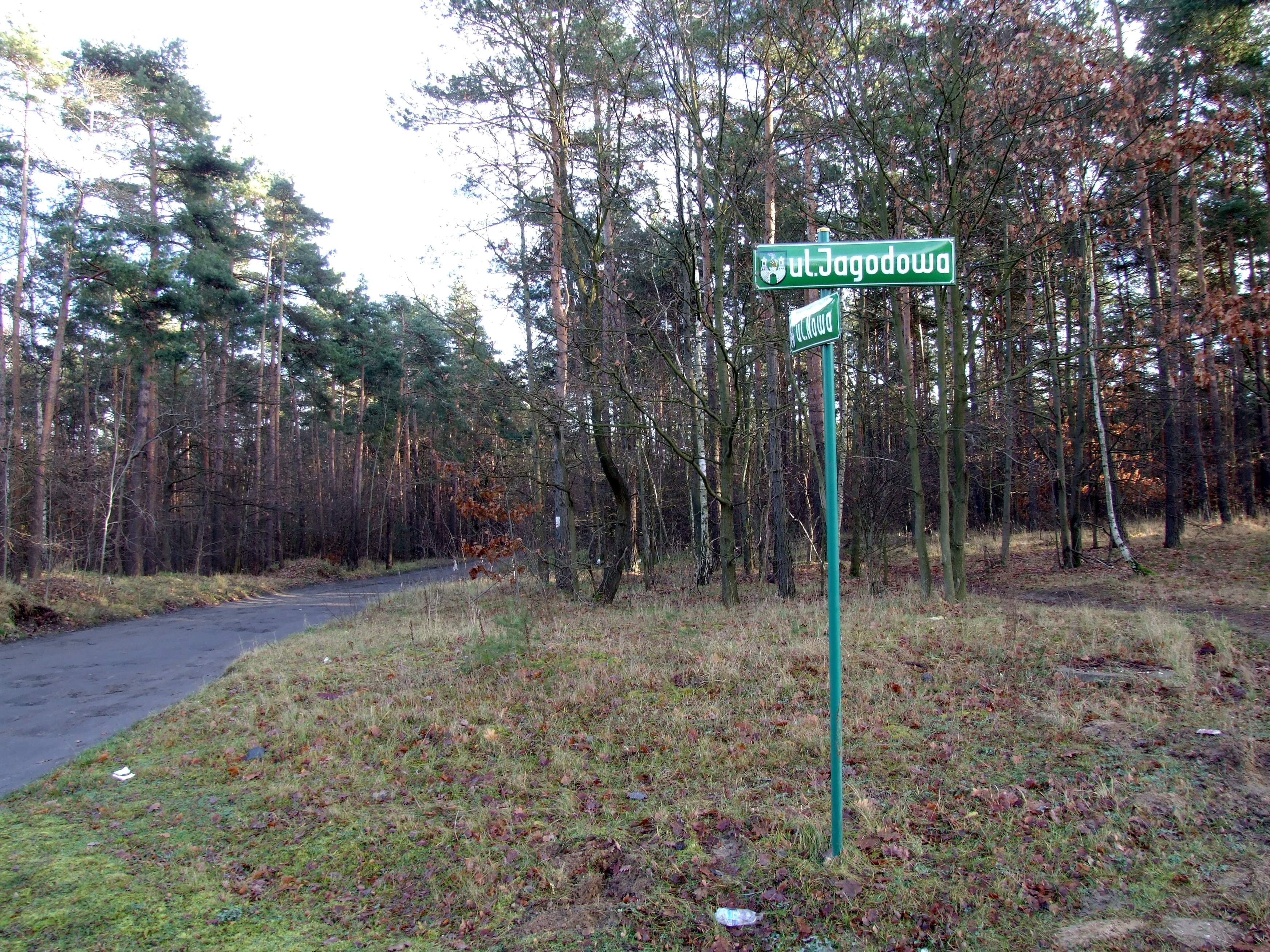
As florestas constituem metade da área de Zielona Góra

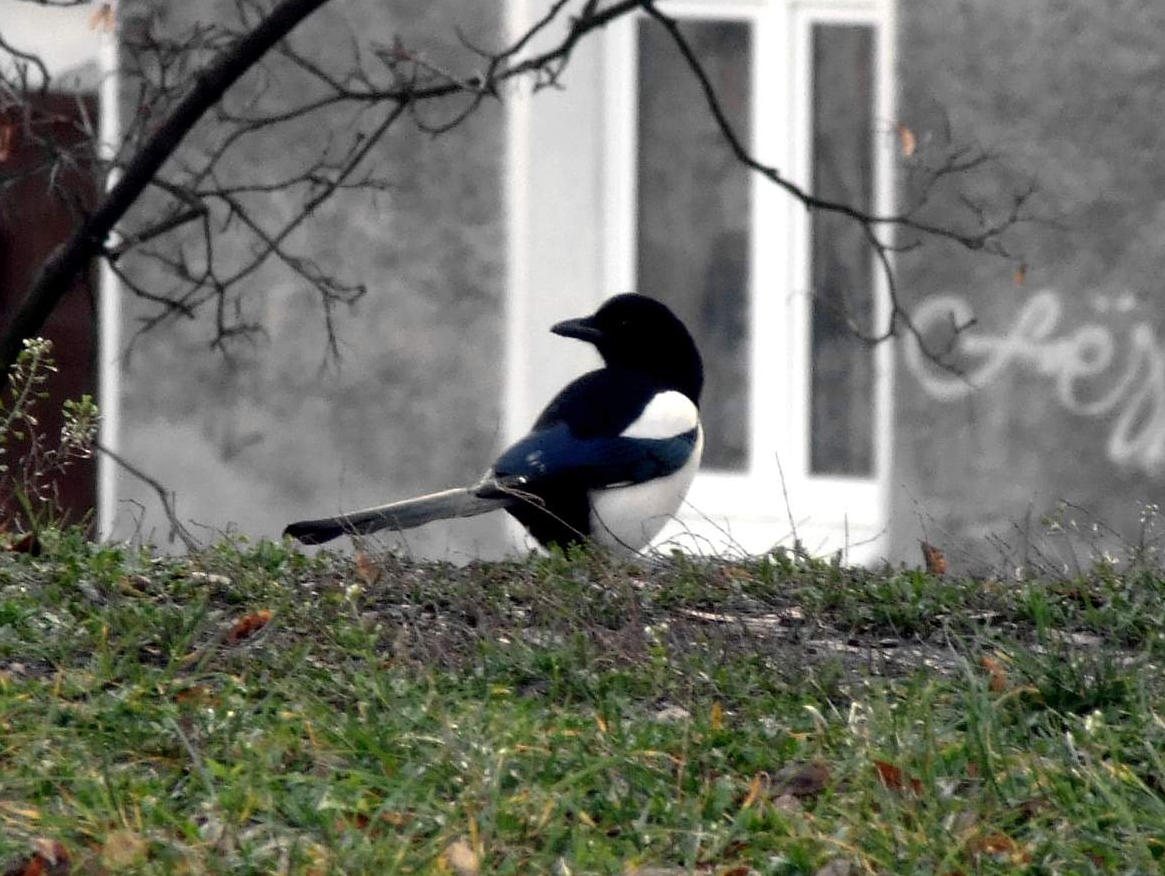
O número de pegas em Zielona Góra é um dos mais altos da Polônia e um dos mais altos da Europa

Fiel ao seu nome, Zielona Góra (Monte Verde) é uma cidade famosa por suas áreas verdes, cercada por um denso anel de florestas, que fazem parte do complexo florestal chamado Bory Zielonogórskie. Sua área na cidade é de quase 50% (47%, ou seja, 2.667 hectares, em comparação com cerca de 4% das chamadas áreas verdes urbanas — dados de 2010). Após expandir os limites da cidade em 2015, as áreas verdes ocupam 55% de sua superfície. Destas, as áreas verdes mais importantes são as florestas que cercam a cidade. Essas florestas são pobres em cursos de água, sendo basicamente ramos do rio Zimnego Potoku (norte) ou do Ochla da Silésia (sul). Conforme os dados da Inspetoria Florestal de Zielona Góra, o pinheiro constitui cerca de 90% da população de árvores. Existem também fragmentos de carvalhais (zonas ocidentais) e matas ripícolas de freixos e amieiros nas depressões.
As florestas de Zielona Góra são mencionadas já em 1429, quando foi concluída a transação de venda para a cidade da Oderwald, a floresta Odrzański perto da vila de Krępa. Há inúmeras castanheiras na cidade, também entre seus monumentos naturais. Outras espécies mais populares de monumentos naturais na cidade incluem: o teixo, o álamo canadense, o carvalho-roble e o cipreste-dos-pântanos.
A presença de grandes áreas florestais na cidade e seu entorno cria condições favoráveis para muitas espécies de animais. No início do século XXI, foi constatada a presença de 11 espécies de anfíbios, a mais encontrada, o sapo-comum, que cresce nas zonas úmidas da periferia da cidade. Entre os répteis, o licranço e o lagarto-ágil são os mais comuns. A única espécie de serpente é a cobra-de-água-de-colar, aparecendo com mais frequência nas florestas próximas ao chamado Ochla Selvagem, um reservatório artificial de água.
Zielona Góra tem uma população de aves rica e diversificada. O número de espécies é estimado em mais de 150. Além de espécies sinantrópicas populares (associadas a assentamentos humanos), como o pardal-doméstico, a gralha-de-nuca-cinzenta, a andorinha e o pombo-doméstico, existem também espécies mais raras, como o açor-nortenho, a alvéola-do-pântano, a alvéola-branca, o chasco-cinzento ou o pintarroxo-comum.
Uma das espécies de aves mais populares em Zielona Góra é a pega-rabuda. Sua densidade na cidade é a maior do país e é uma das maiores densidades conhecidas na Eurásia — mais de 30 ninhos/km² (2011). Um aumento significativo de espécimes foi observado desde a década de 1980.
A população de mamíferos é pouco diversificada. A espécie mais frequentemente vista é a corça. É numerosa mesmo nas imediações de propriedades urbanas, especialmente nas proximidades das ruas Szosa Kisielińska e Batory. Ouriços, raposas (Vulpes vulpes), javalis, texugos e fuinhas são muito numerosos. Espécies menos comuns são, por exemplo, o furão ou o cervo-vermelho (Cervus elaphus). Os representantes óbvios dos mamíferos são os roedores — ambas as pragas, como as ratazanas e o camundongo, quanto o esquilo-vermelho, que pode ser encontrado em vários parques de Zielona Góra.

### Atrações naturais

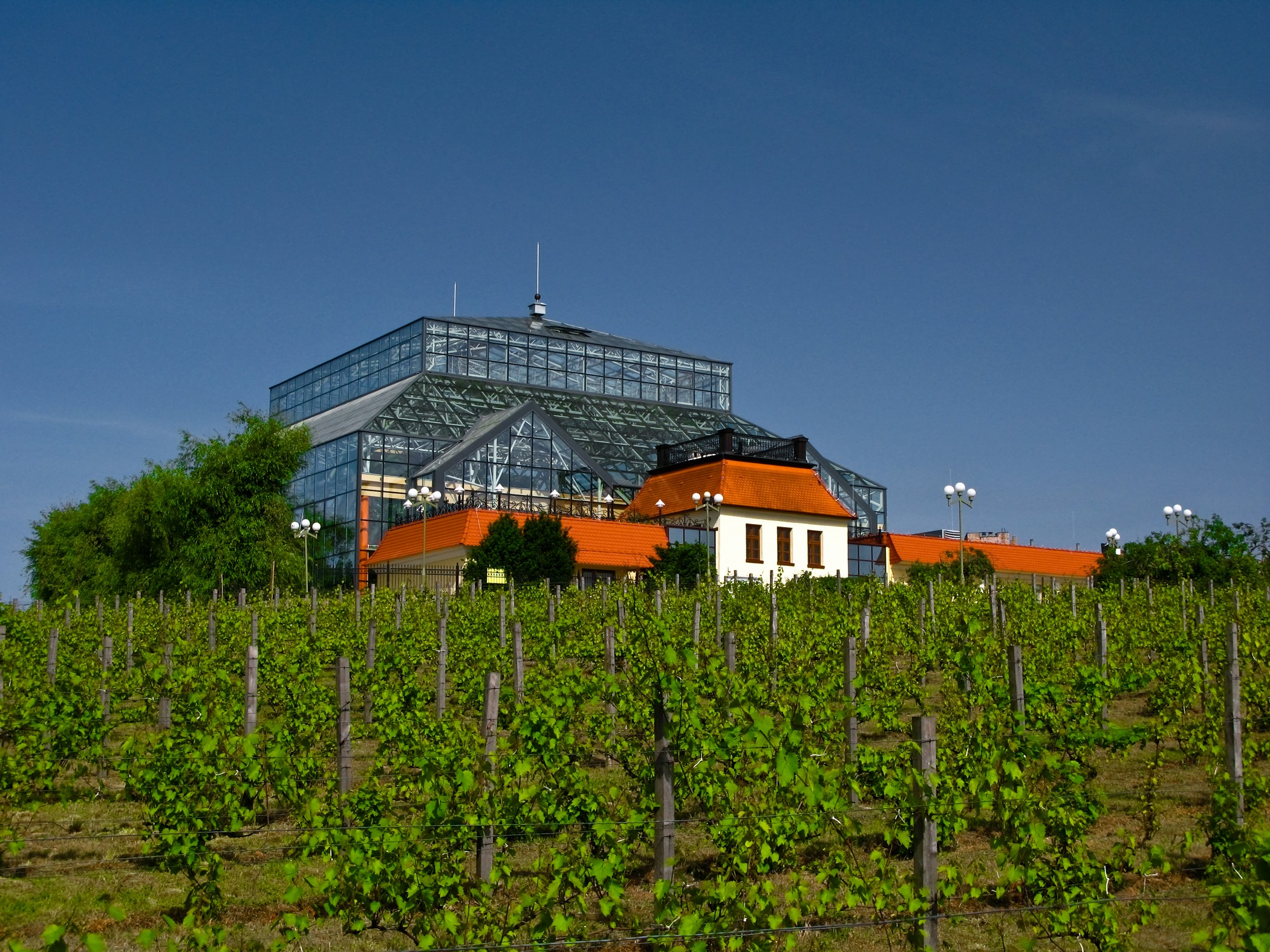
Lado noroeste

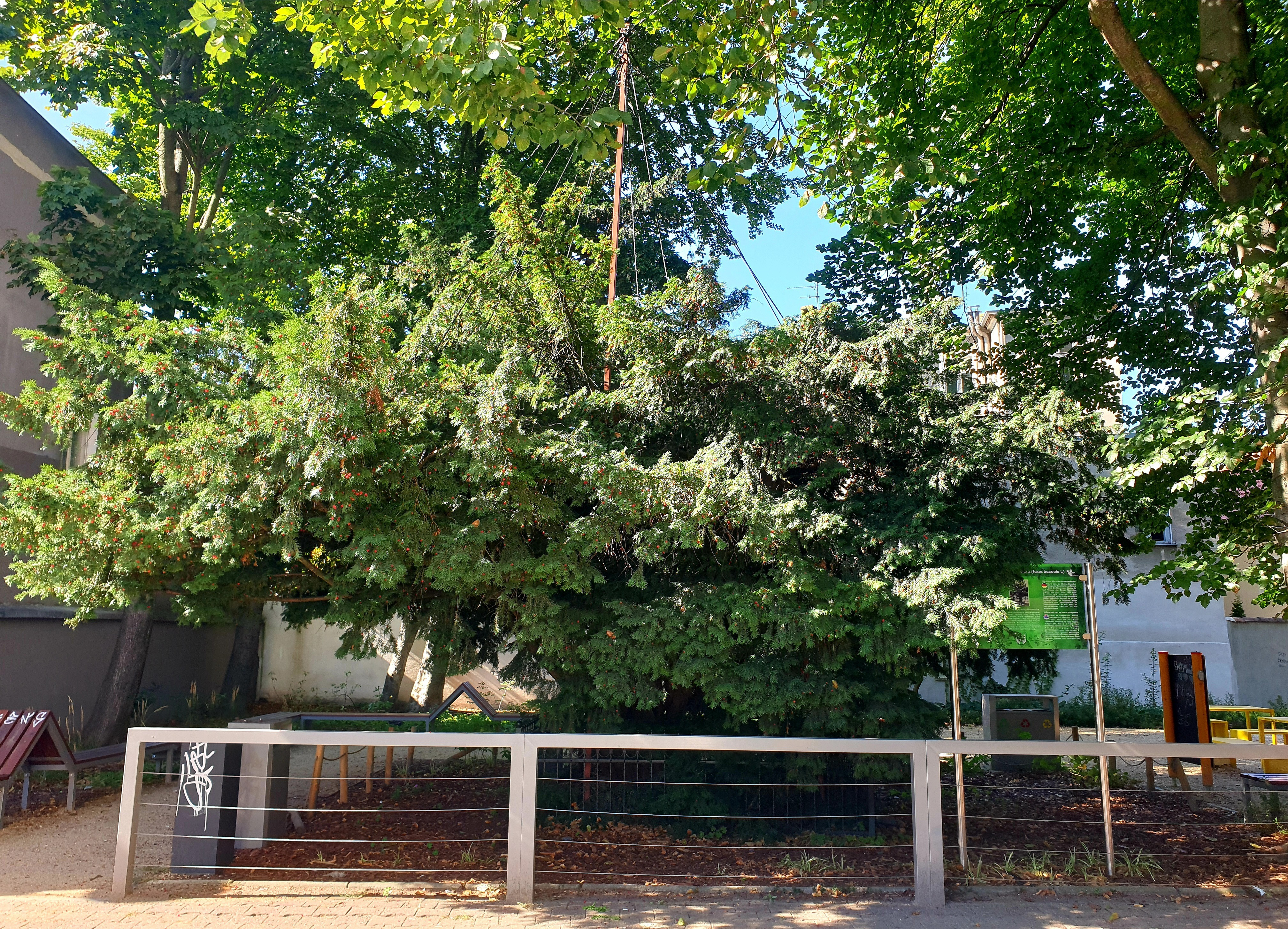
Teixo com mais de 800 anos na rua Kopernika

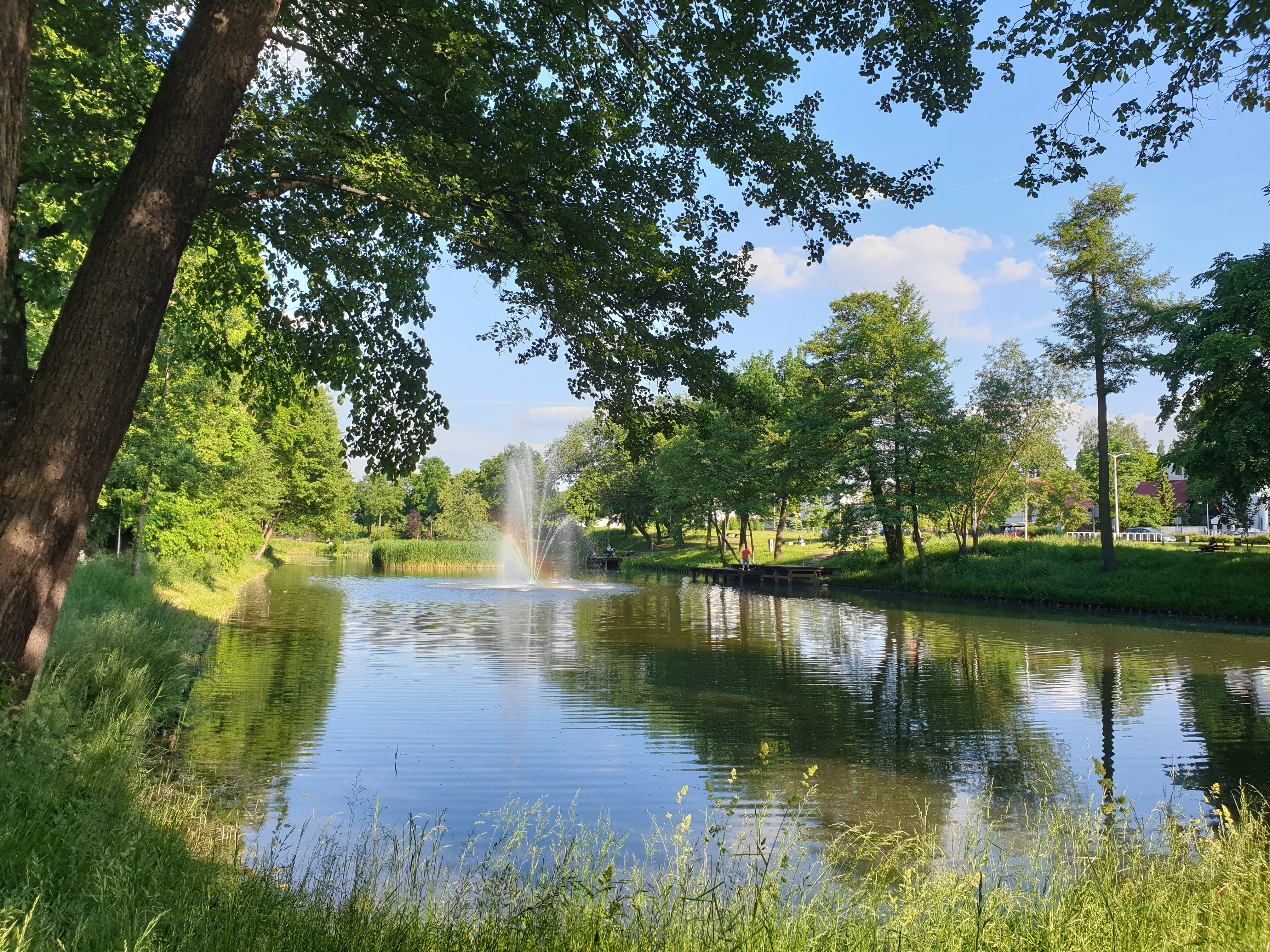
Wagmostaw — o antigo Vale Luisa

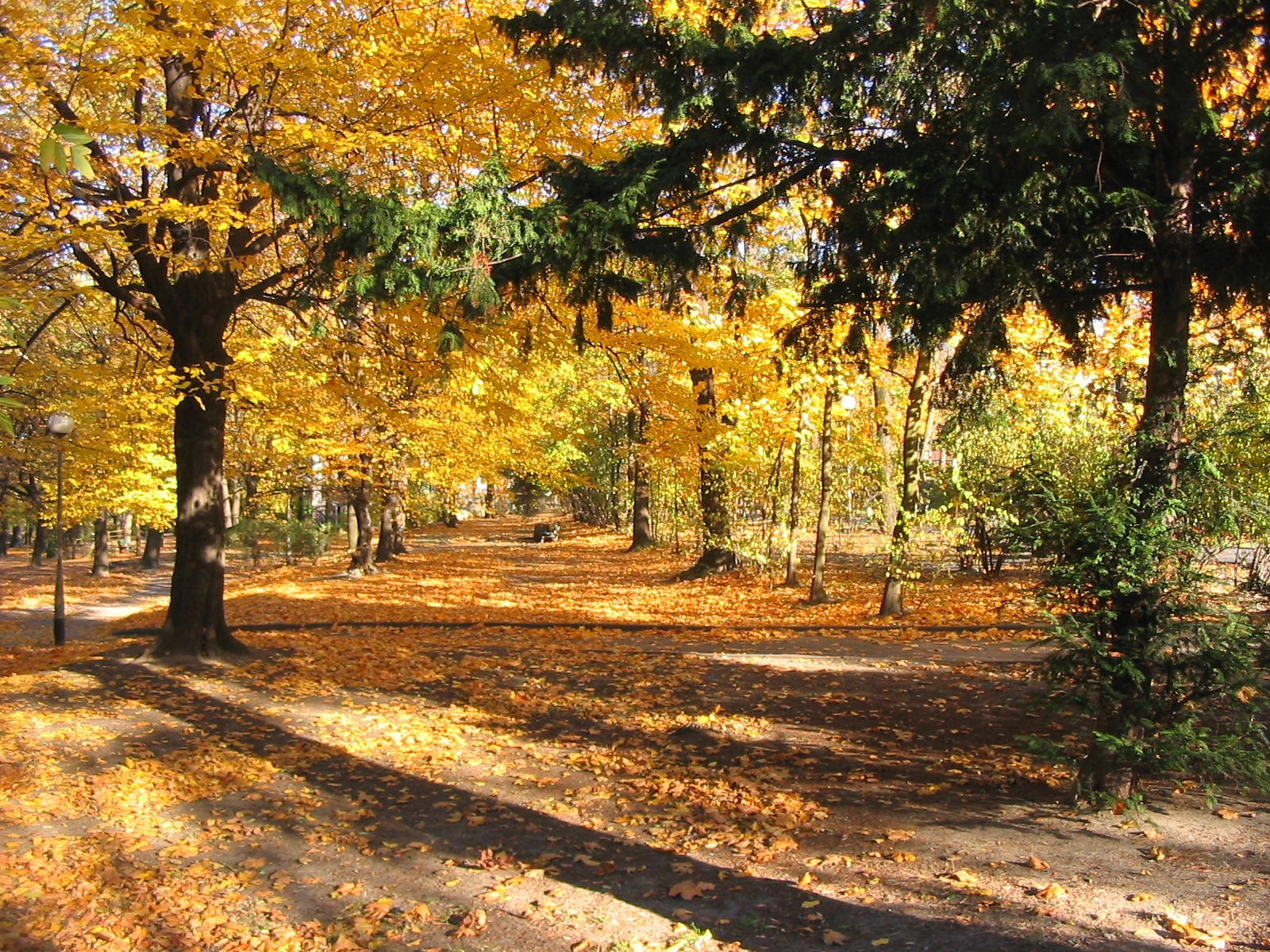
Parque do Milênio

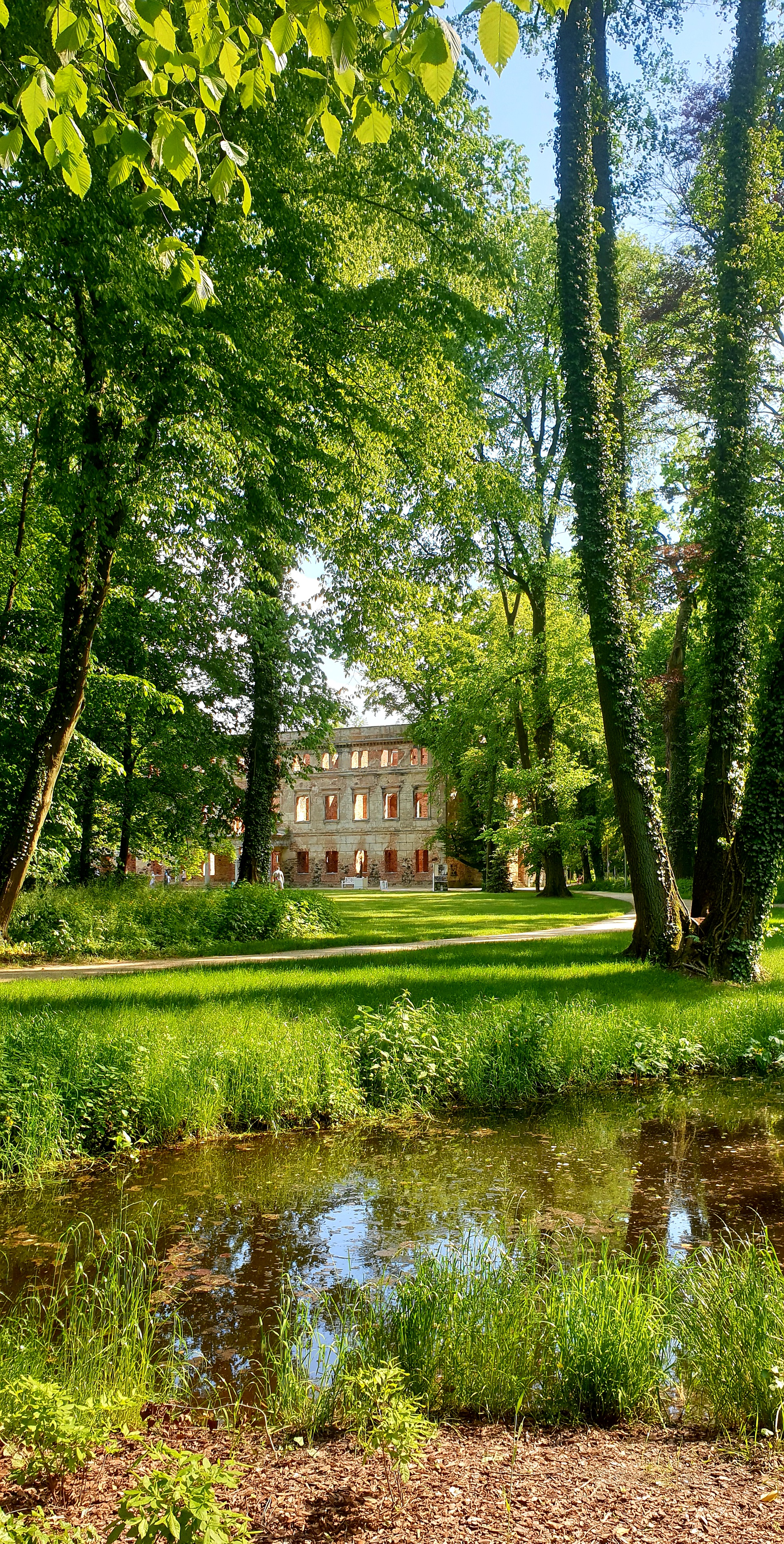
Parque Ducal Zatonie

Na cidade encontra-se o Jardim Botânico da Universidade de Zielona Góra, reconstruído em 2007 após quase 60 anos, e a Estufa com uma pequena coleção de plantas exóticas (aprox. 200 táxons). Em 12 de abril de 2014, foi inaugurado um Mini Zoológico na cidade.
Existem também 4 sítios pertencentes às áreas Natura 2000 na cidade. São eles: Vale do Médio Óder, Vale do Krosno-Óder, Zimna Woda (inteiramente na cidade) e Curvas Kargowskie do Óder. Na parte norte da cidade, encontra-se a floresta Nadodrzański, outrora propriedade da cidade e uma área de lazer, hoje uma atraente floresta natural, protegida como Rede Natura 2000.
Na parte sul da cidade, perto da Zielona Góra Kiełpin, encontra-se a Reserva Natural Zimna Woda.
Perto da cidade, há um arboreto em Nietkowo, que abriga uma coleção muito devastada de árvores raras e exóticas.
Vegetação municipal
Zielona Góra é, depois de Sopot, a segunda cidade mais verde da Polônia. Ela tem os seguintes parques e áreas verdes:
- Parque dos Piastas — um dos maiores parques de Zielona Góra; existem inúmeros monumentos naturais, e o contato próximo com a floresta faz com que seja habitado por esquilos.
- Parque da Santíssima Trindade — a área do antigo cemitério alemão; está localizado no centro da cidade, entre muitos modernos blocos de apartamentos;
- Parque do Milênio — a área do antigo cemitério da Cruz Verde com uma capela em forma de templo grego (antigo crematório) e poucos monumentos; um playground separado e parque de skate.
- Parque Winny — localizado no centro de Zielona Góra em uma colina anteriormente conhecida como Górą Ceglaną, e agora — Colina Winny. A sua principal atração é uma vinha situada nas encostas com uma área de cerca de 1 hectare; há muitos monumentos e a Estufa — um dos símbolos da cidade. Nos anos de 2017–2018 passou por uma revitalização.[108]
- Parque Sowińskiego — localizado na parte central de Zielona Góra; existem inúmeros monumentos naturais, um reservatório de água com fonte e uma capela de Nossa Senhora de Fátima. Em 2017–2018, o parque passou por uma revitalização.[109]
- Parque Dunikowskiego — um parque florestal na extensão da rua Dunikowskiego, é uma ligação entre os conjuntos habitacionais Przyjaźni e Malarzy e Cegielnia. A topografia variada e a riqueza das árvores criam uma base de caminhada única com caminhos para pedestres e bicicletas. Antes de 1945 era rodeado de vinhas.
- Parque Braci Gierymskich — uma área florestal cercada por edifícios, localizada em uma colina. Ele conecta a propriedade Przyjaźni com a vizinha Osiedle Malarzy. Provavelmente fazia parte de um parque inglês de mansões localizadas ao lado da atual casa de repouso.
- Parque do Poeta — uma área de parque pré-guerra que cresceu sobre a antiga mina de argila no final da rua Wazów. Existem três lagoas aqui: Dziady, Glinianki (ambas em rua Szafrana) e Szmaragdowy (na rua Akademicka) perto da ravina. A avenida do Poeta é uma remanescente de uma antiga trilha para caminhada.
- Parque Zacisze — uma área florestal cercada pelo conjunto habitacional Zacisze e o campus B da Universidade de Zielona Góra, localizado entre a rua Prosta, Leśna e a avenida Wojska Polskiego.
- Wagmostaw —antigo Vale Luisa — uma zona verde de lazer com dois lagos e caminhos à volta, parque infantil, mini-ginásio e piquete para cães, revitalizado em 2013.
- Dzika Ochla — uma área verde e recreativa com um reservatório de água e caminhos ao redor, arborismo, um playground, um aluguel de pedalinhos e uma pequena sauna finlandesa.[110]
- Complexo Natural e Paisagístico “Parque Braniborski” — uma área florestal que se estende desde a rua Braniborska e Władysława IV até a rua Władysław Jagiełło para a rua Gajowa.[111] O parque é o lar de aves protegidas, como: pisco-de-peito-ruivo, rabirruivo-de-testa-branca, poupa-eurasiática, paríodos ou rouxinóis. Um total de cerca de 100 espécies de pássaros, incluindo o pica-pau-preto e o raríssimo pica-pau-de-dorso-verde, que recebeu proteção especial na União Europeia.[112]
- Jardim Botânico da Universidade de Zielona Góra — um jardim botânico pré-guerra reconstruído em 2007. O jardim cobre mais de 2 hectares e é um dos jardins botânicos mais jovens da Polônia.
- Complexo Natural e Paisagístico “Liliowy Las” — uma área florestal localizada na parte sudoeste da cidade de Zielona Góra, na área entre as ruas: Botaniczna, Nowojędrzychowska, Liliowa e a área florestal nos limites administrativos da cidade.[113] Há uma trilha de caminhada com um complexo de equipamentos de ginástica em suas instalações.[114]
- Parque Kolei Szprotawskiej — uma pequena borda sudoeste do Parque dos Piastas, no início do século XX, adjacente aos terrenos baldios na fronteira dos antigos edifícios do centro (os chamados Prados selvagens). Nos anos 1910–1911, foi limitado do lado da cidade pela nova estação ferroviária de Szprotawa, e na década de 1960 foi separado do resto do Parque dos Piastas por uma faixa de blocos de apartamentos recém-construídos. Em 2013, a Prefeitura, a pedido do Clube de Entusiastas da Ferrovia Szprotawska, nomeou a praça isolada e independente de Parque Ferroviário Szprotawska, para homenagear seus criadores e história, bem como as pessoas que trabalham nas usinas atendidas pela Zielona Góra-Ferrovia Szprotawa. No parque, o Museu Local da Ferrovia Szprotawska e o museu ferroviário ao ar livre são organizados na estação histórica. Parte do Parque é uma área inscrita no registro de monumentos da voivodia da Lubúsquia devido aos seus significativos valores paisagísticos (paisagem industrial urbana). O museu ao ar livre foi criado em 2014, sendo implementado a partir do orçamento cívico da cidade de Zielona Góra e dos recursos sociais dos habitantes da cidade.
- Parque da rua Partyzantów — parque recreativo nas proximidades da Sede da Polícia Municipal, revitalizado em 2017–2018, uma das atrações do parque é um reservatório de água com fonte, espreguiçadeiras, ginásio e parque infantil.[115]
- Vale Gęśnik — uma área verde, parcialmente florestada no vale do córrego Gęśnik que se estende entre as ruas Sulechowska e Batory. Revitalizado em 2018–2020. Nas suas instalações existem: uma parte recreativa com uma praia, redes e gazebos, um parque de arborismo “Gęsie Tarasy”, um parque infantil junto ao córrego Orlik, um piquete para cães.[116]
- Parque Zielony Przystanek — um parque entre as ruas Nowa, Lechitów e Orkana, inaugurado em 2017. A principal atração do parque é a torre com vista para as copas das árvores. Há também pranchas de natureza, gazebos, uma academia ao ar livre e um lago.[117]
- Parque Książęcy Zatonie — criado como um parque de 50 hectares ao lado do palácio Zatonie pelo jardineiro da corte de Berlim, Peter Joseph Lenné, em 1842 por iniciativa da Duquesa Doroteia de Talleyrand-Périgord. Em 2018, começaram as obras de revitalização, concluídas em outubro de 2020. O Parque Książęcy Zatonie é chamado Wilanów em Zielona Góra.[118]
- Parque Pałacowy Stary Kisielin — um parque histórico da segunda metade do século XIX no distrito de Stary Kisielin.[119] Faz parte de um palácio, parque e complexo agrícola com uma área de 2,2 hectares. Existem aproximadamente árvores de 200 a 250 anos no parque, incluindo 3 carvalhos-ingleses, 5 faias-comuns e 1 tília-de-folhas-pequenas. Estas árvores têm as características dos monumentos naturais.[120]
- Parque Pałacowy Ochla — um parque histórico ao lado do palácio em Ochla, Zielona Góra, criado na primeira metade do século XIX, mas parte do estande pertence à composição mais antiga, cuja idade pode ser estimada em 250–300 anos.[121] Em 2017–2018, o parque passou por uma revitalização.
- Parque Solar Kiełpin — parque solar em Kiełpin, Zielona Góra, está localizado ao sul do centro de Zielona Góra, ao norte a orla da aldeia com uma área de pouco mais de 1 hectare. De acordo com fontes históricas, o criador do parque é provavelmente Peter Joseph Lenné, um conhecido jardineiro e paisagista prussiano, que trabalhou na Europa no século XIX.[122] Em 2017–2018, o parque passou por uma revitalização.[123]
- Parque Przylep — localizado na rua Parque Przylep-Kolejowa no distrito de Przylep, a noroeste do centro de Zielona Góra. O parque inclui, entre outros, palco de verão, pista de bicicleta, academia, escorregador de corda tirolesa. Modernizado em 2020.[124]

## Demografia
Conforme os dados do Escritório Central de Estatística da Polônia (GUS) de 31 de dezembro de 2022, Zielona Góra é uma cidade de porte médio com uma população de 139 278 habitantes (1.º lugar na voivodia da Lubúsquia e 24.º na Polônia), tem uma área de 278,27 km² (1.º lugar na voivodia da Lubúsquia e 6.º lugar na Polônia) e uma densidade populacional de 500,51 hab./km² (31.º lugar na voivodia da Lubúsquia e 595.º lugar na Polônia). Nos anos 2002–2021, o número de habitantes aumentou 18,6%.
Os habitantes de Zielona Góra constituem cerca de 14,21% da população da voivodia da Lubúsquia.
| Descrição                         | Total      | Total      | Mulheres   | Mulheres   | Homens     | Homens     |
| --------------------------------- | ---------- | ---------- | ---------- | ---------- | ---------- | ---------- |
| unidade                           | habitantes | %          | habitantes | %          | habitantes | %          |
| população                         | 139 278    | 100        | 73 469     | 52,7       | 65 809     | 47,3       |
| superfície                        | 278,27 km² | 278,27 km² | 278,27 km² | 278,27 km² | 278,27 km² | 278,27 km² |
| densidade populacional (hab./km²) | 500,51     | 500,51     | 263,77     | 263,77     | 236,74     | 236,74     |

- Gráfico da população de Zielona Góra nos últimos 7 séculos:

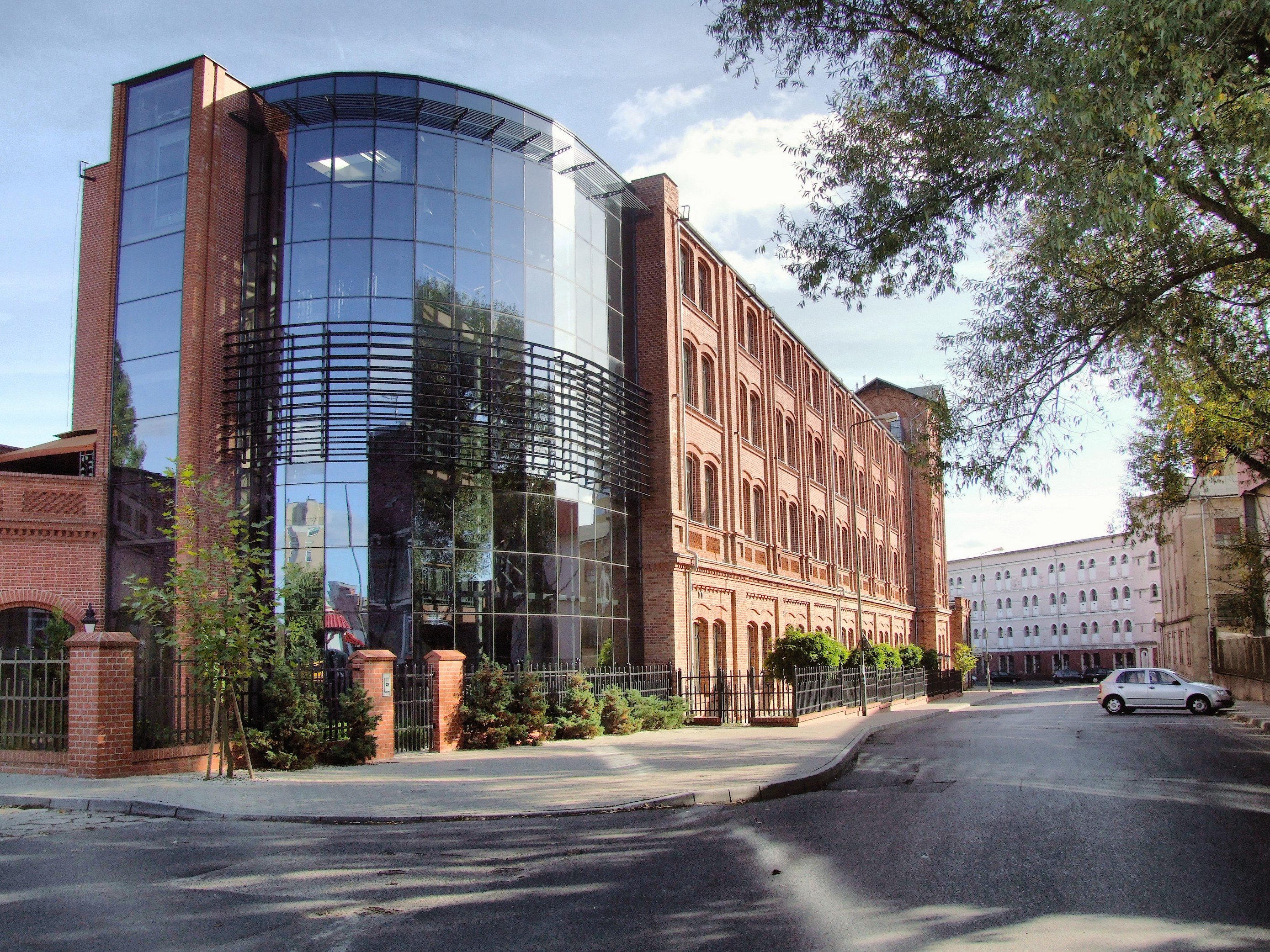
Lofts em Zielona Góra — desenvolvimento de áreas pós-industriais (antiga tecelagem na rua Fabryczna)

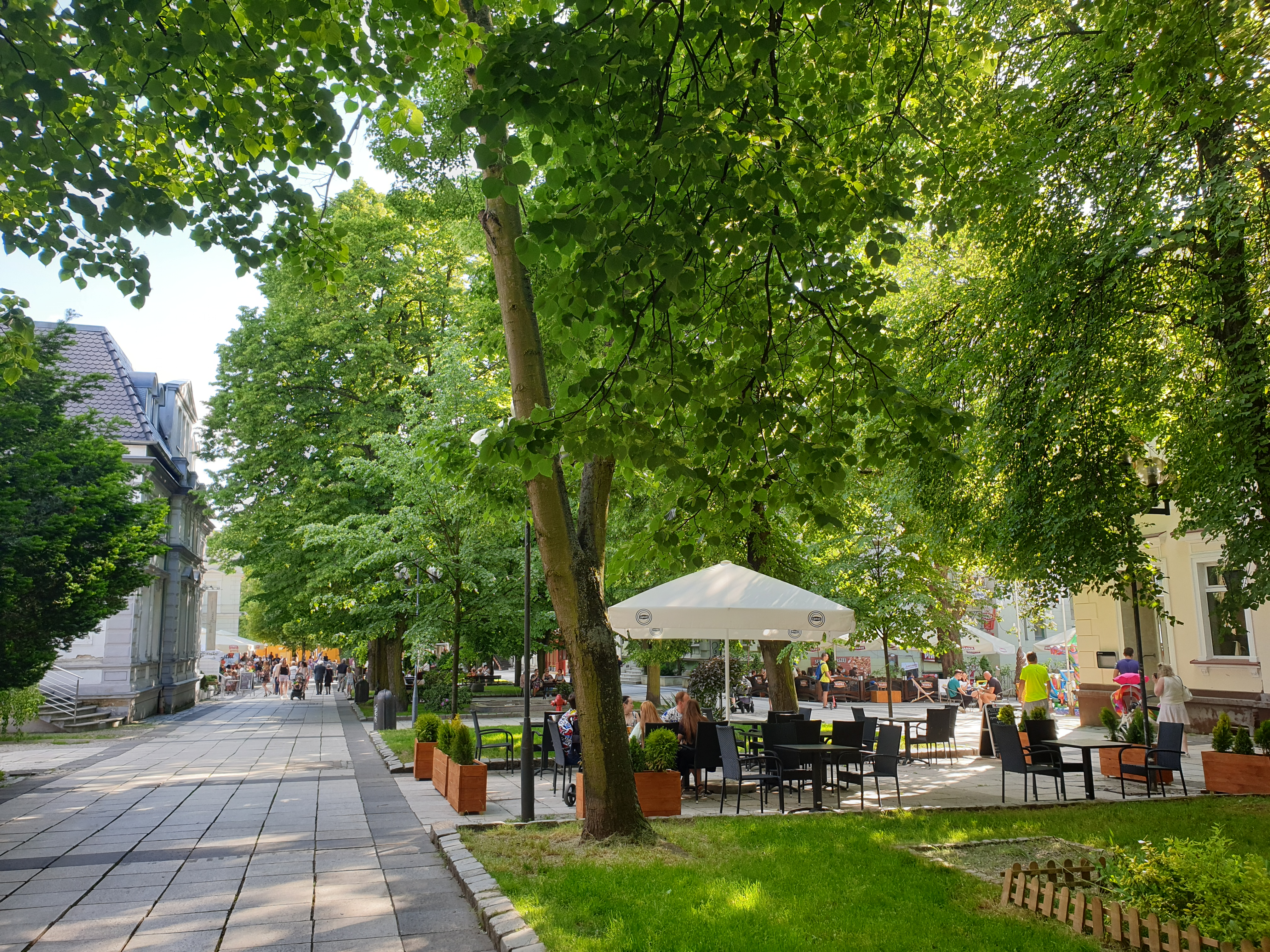
Centro da cidade — calçadão

A maior população em Zielona Góra foi registrada em 2019 — segundo dados do GUS, 141 222 habitantes.
|          | 2010    | 2011    | 2012    | 2013    | 2014    | 2015    | 2016    | 2017    | 2018    | 2019    | 2020    |
| -------- | ------- | ------- | ------- | ------- | ------- | ------- | ------- | ------- | ------- | ------- | ------- |
| Total    | 117 699 | 119 197 | 119 023 | 118 405 | 118 920 | 138 711 | 139 330 | 139 818 | 140 297 | 141 222 | 140 892 |
| Mulheres | 62 622  | 63 137  | 63 004  | 62 655  | 62 878  | 72 846  | 73 197  | 73 507  | 73 723  | 74 279  | 74 087  |
| Homens   | 55 077  | 56 060  | 56 019  | 55 750  | 56 042  | 65 865  | 66 133  | 66 312  | 66 574  | 66 943  | 66 805  |

## Economia

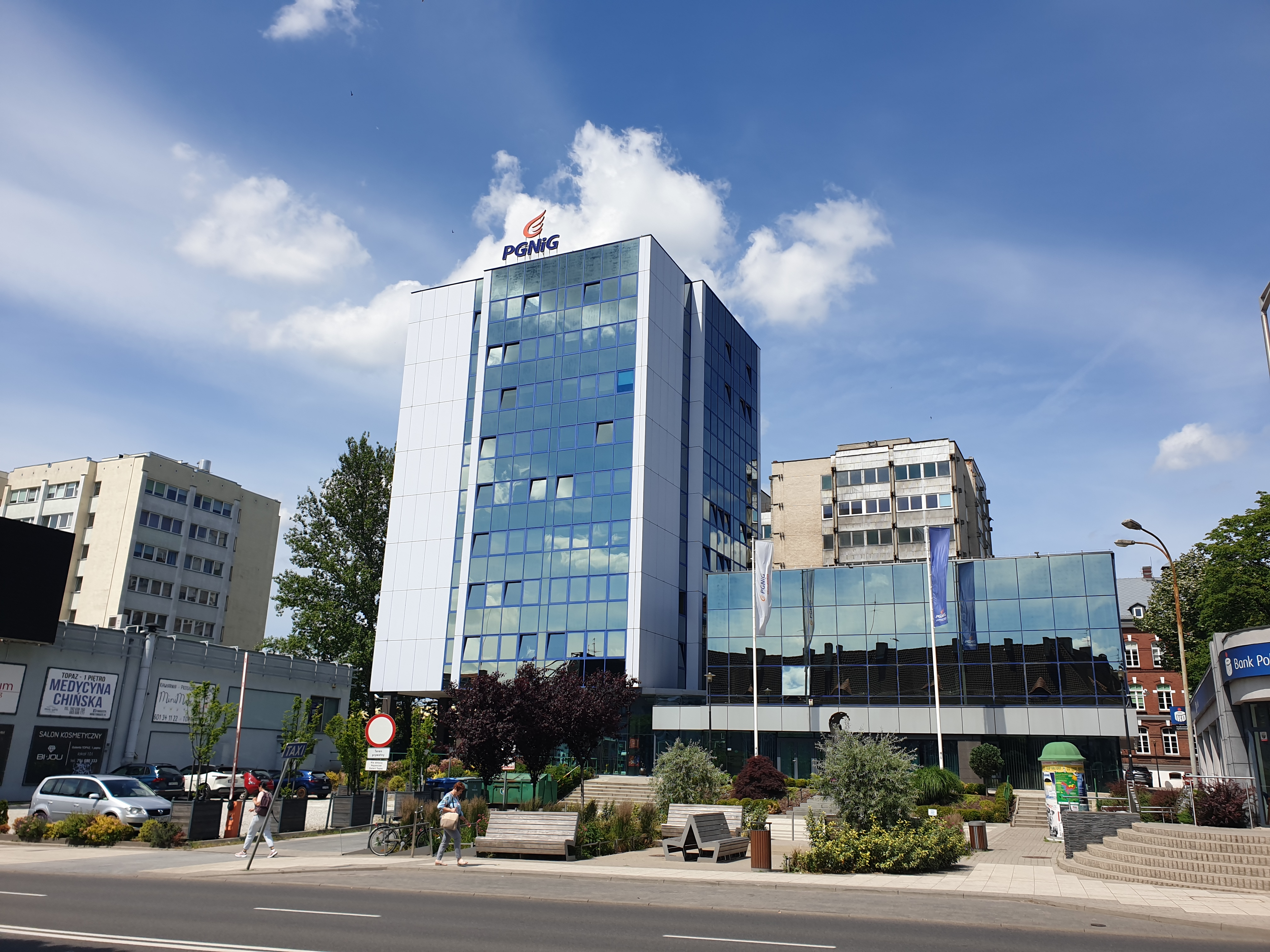
Prédio de escritórios do PGNiG. Escritório e distrito administrativo

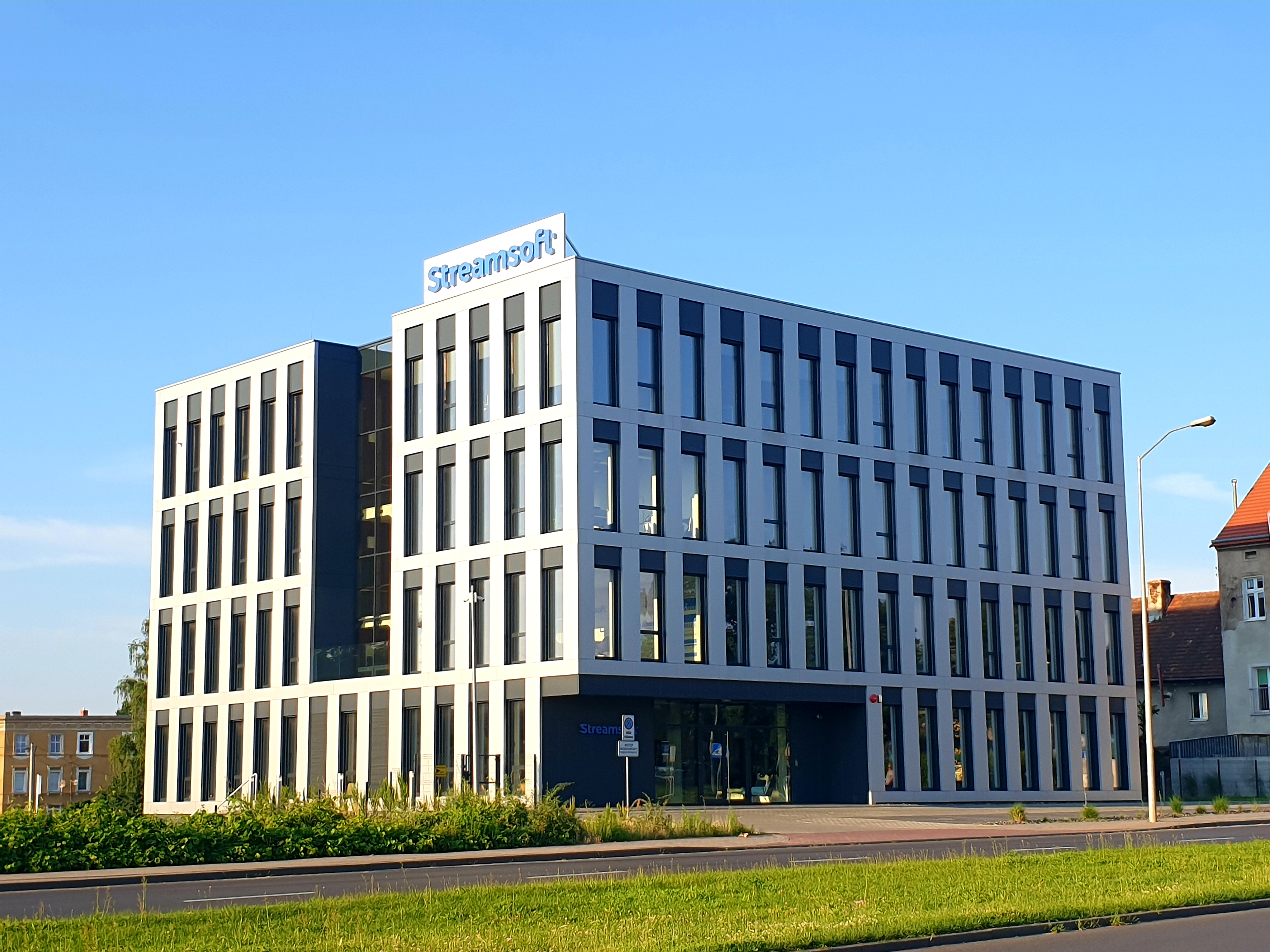
Prédio de escritórios da Streamsoft

No final de dezembro de 2022, o número de desempregados registrados em Zielona Góra era de 1 759 habitantes, representando uma taxa de desemprego de 2,5% da população economicamente ativa.
A economia de Zielona Góra está principalmente no setor de TI (fabricante de decodificadores para TV via satélite — ADB Polska Sp. z o.o., fabricante de software e hardware inovadores para líderes mundiais que operam na área da Indústria 4.0 — Digital Technology Poland, produtora de software para empresas Astec IT Services, produtora de sistema GPS Hertz Systems, produtor de software — Streamsoft, indústria elétrica (fabricante de equipamentos elétricos — Lumel S.A., fabricante de eletrônicos de iluminação — LUG S.A.), indústria metalúrgica (fabricante de estruturas de aço — Zastal S.A., empresa de construção e processamento de metal — Falubaz Polska S.A.), indústria têxtil (fabricante de tecidos — Novita S.A.), indústria de madeira (Stelmet S.A.), indústria química (fabricante de produtos químicos para construção — FAST, fabricante de embalagens PET, Masterchem Logoplaste Sp.z o.o.), indústria do mobiliário (fabricante de poltronas de jogos e ergonômicas e armários metálicos, Domator24 Sp.z o.o) e indústria alimentícia (produtora de sorvete e alimentos congelados — Nordis sp. z o.o.). Um importante ramo da indústria alimentícia é também a produção de álcoois — antigamente produzia-se aqui abundantemente vinho, hoje produz-se, entre outros, vodca (Wyborowa Pernod Ricard S.A.). A PGNiG S.A. tem sua própria filial de mineração em Zielona Góra.
Além disso, a cidade abriga, entre outras, a Cinkciarz.pl, Ekantor.pl, Eobuwie.pl, Denley.pl e Rublon.
Desde 2005, existe a Zona de Atividade Econômica “Spalony Las” fundada pelas autoridades da cidade, e desde 2010, o Parque Industrial e Tecnológico Lubúsquia no distrito de Nowy Kisielin, parte do qual é uma subzona da Zona Econômica Especial Kostrzyn-Słubice. Aqui funciona, entre outros, a Ekoenergetyka-Polska S.A., empresa sediada em Zielona Góra, líder europeia na concepção e produção de estações de carregamento rápido para ônibus e bondes. Em fevereiro de 2020, a Ekoen foi inaugurada na sede da empresa — a primeira estação de carregamento multifuncional para baterias de automóveis na Europa. O Centro Europeu de Eletromobilidade também está sendo estabelecido em Zielona Góra. Em 2025, foi inaugurada a incubadora de tecnologia “E-Mobility Innovation HUB”.
Na classificação mensal de negócios da Forbes — Forbes Diamonds 2020 — 25 empresas de Zielona Góra estão entre as empresas de desenvolvimento mais dinâmico na Polônia.
Nas imediações da cidade, em Cigacice, encontra-se o porto fluvial de Cigacice e duas empresas produtoras de produtos de lã mineral.

## Ciência

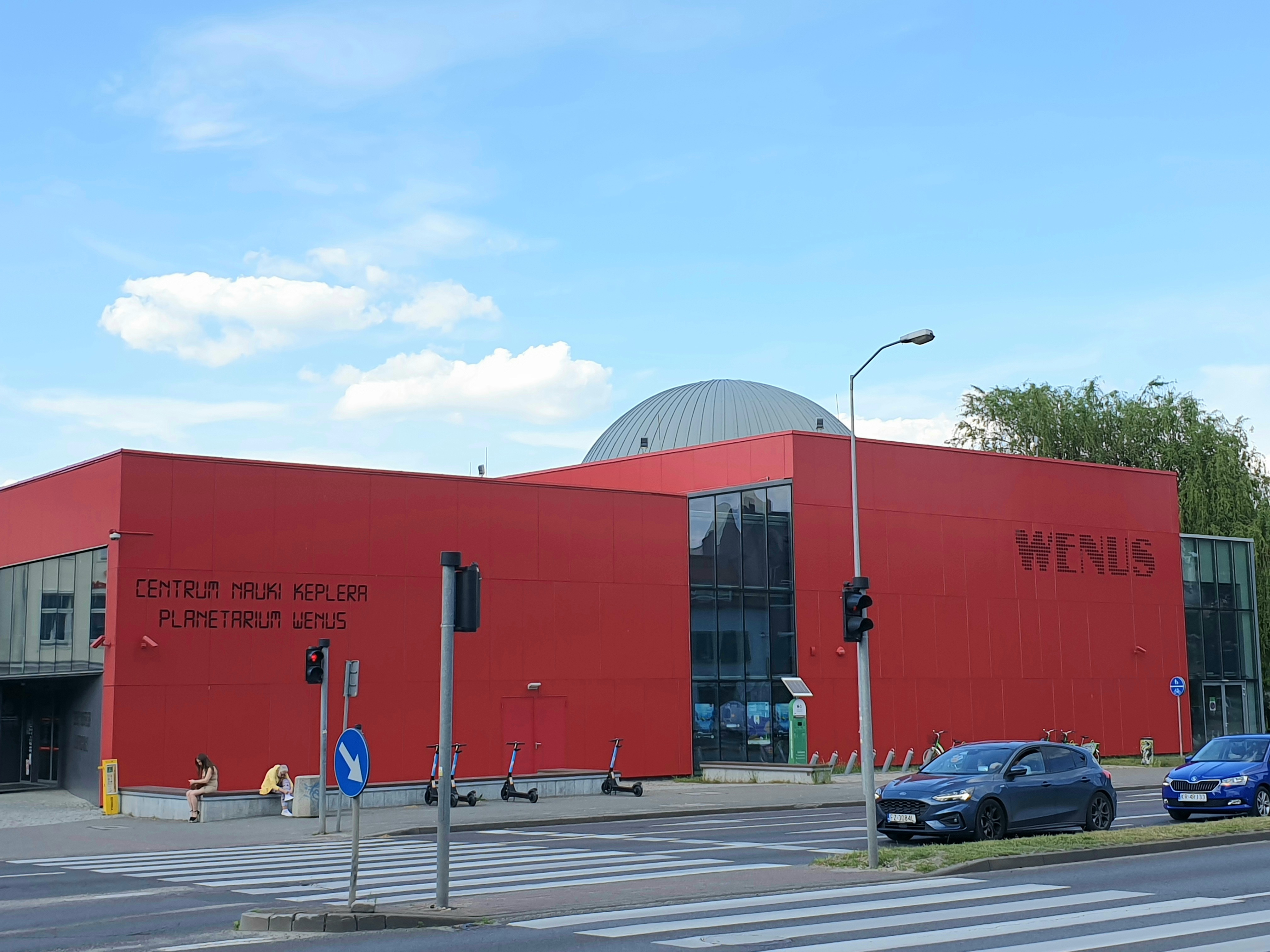
Centro de Ciências Kepler. Planetário de Vênus

Em 2014, foi inaugurado o Parque Científico e Tecnológico da Universidade de Zielona Góra. Existem muitos institutos científicos e de pesquisa nas faculdades da Universidade, por exemplo, o Instituto de Astronomia da Universidade de Zielona Góra tem um Observatório Astronômico localizado na Torre Braniborska.
Em 2015, foi fundado o Centro de Ciência Kepler, do qual fazem parte o Centro da Natureza (rua Gen. J. Dąbrowskiego) e o Planetário de Vênus (rua Gen. W. Sikorskiego).
Em 2019, uma filial do Centro de Pesquisa Espacial da Academia de Ciências da Polônia foi fundado em Zielona Góra, visando educar o pessoal científico sobre o qual as atividades dos laboratórios de pesquisa do Parque Tecnológico Espacial, que está sendo construído na cidade, será baseado. Como parte dele, foram criados sete laboratórios inaugurados em 2021.

## Administração

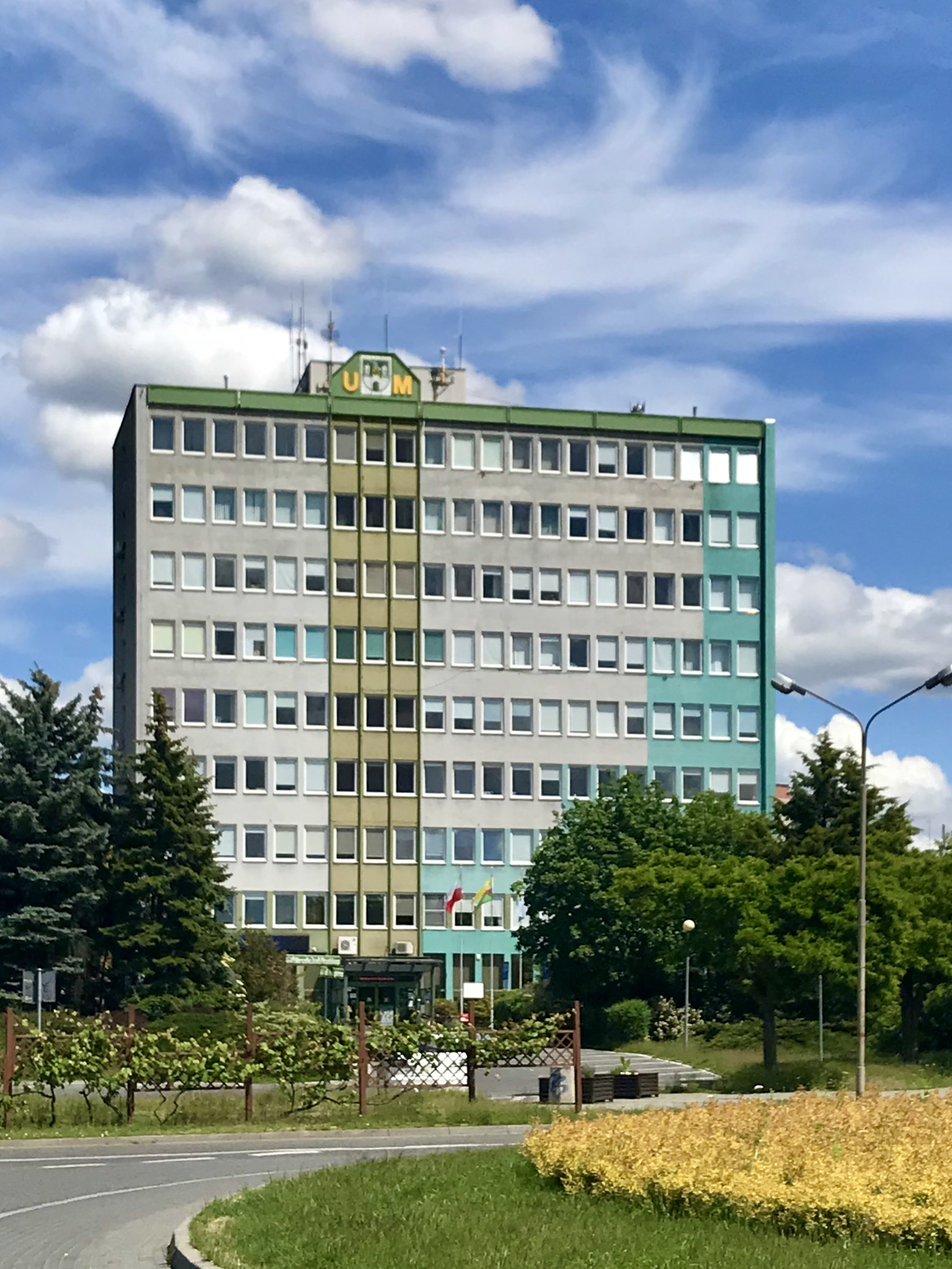
Prefeitura de Zielona Góra

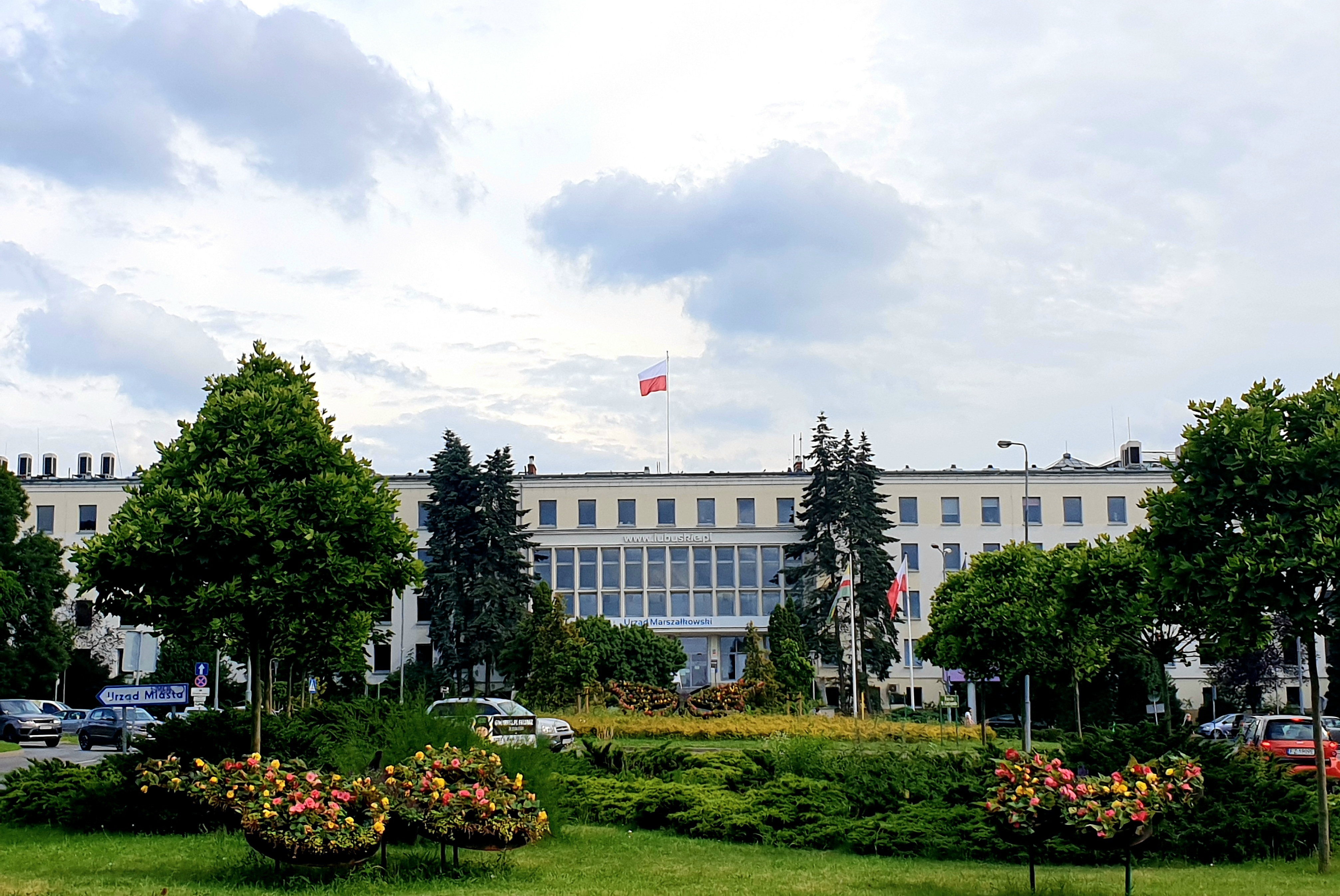
Gabinete do Marechal em Zielona Góra

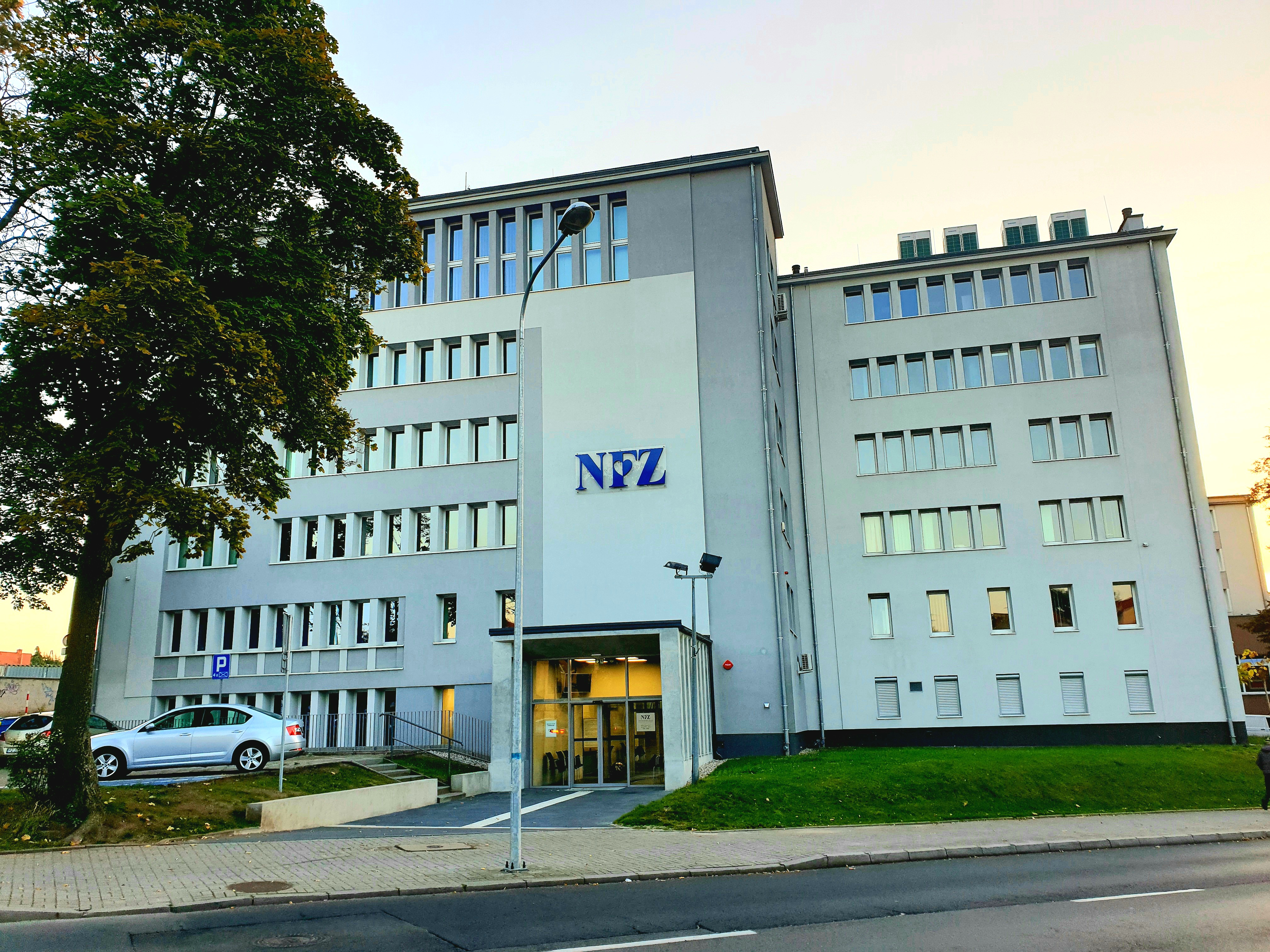
Filial Provincial da Lubúsquia do Fundo Nacional de Saúde em Zielona Góra

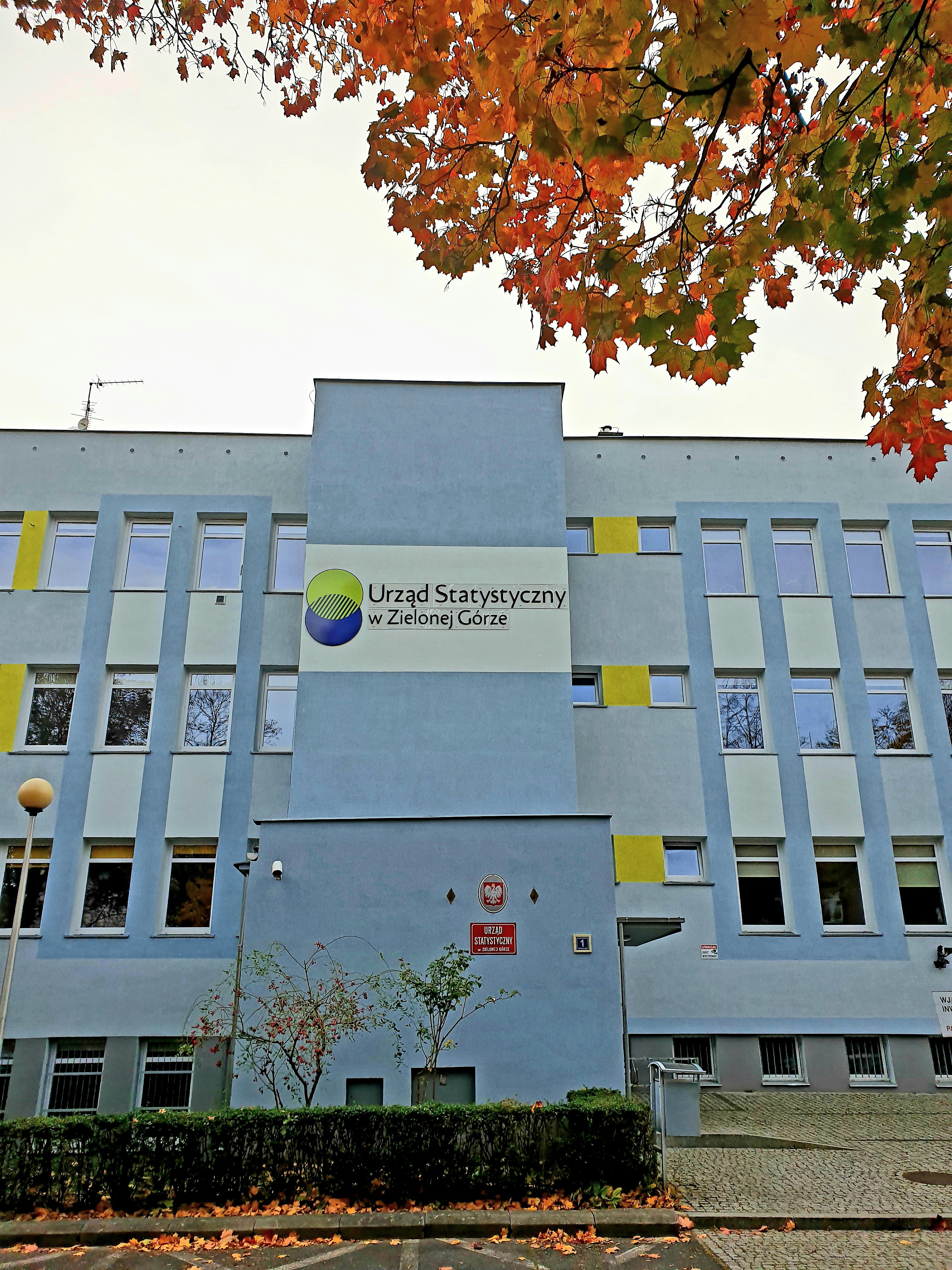
Escritório de Estatística em Zielona Góra

Zielona Góra é uma cidade com direitos de condado. Os moradores elegem 25 vereadores para o conselho de cidade. São eleitos em 5 círculos eleitorais. O presidente da cidade é o órgão executivo das autoridades. O cargo de presidente desde 7 de maio de 2024 é ocupado por Marcin Pabierowski. A sede das autoridades da cidade é a Câmara Municipal na rua Podgórna 22. As sessões da Câmara Municipal de Zielona Góra são realizadas na Prefeitura, na Praça do Mercado Velho.
Desde 1999, a cidade é a sede do governo autônomo da voivodia, do marechal da voivodia, do conselho da voivodia da Lubúsquia e da assembleia da voivodia da Lubúsquia e suas unidades subordinadas, bem como do starosta do condado de Zielona Góra. Na cidade há uma delegação do Gabinete da voivodia da Lubúsquia em Gorzów Wielkopolski e a administração combinada com o voivoda:
- Inspeção Veterinária Provincial
- Inspeção Regional da Proteção Ambiental
- Inspeção Provincial da Qualidade Comercial dos Produtos Agrícolas e Alimentares
- Gabinete Provincial de Proteção dos Monumentos

A cidade também é sede de:
- Ramo do Fundo Nacional da Saúde da voivodia da Lubúsquia
- Delegação do Superior Tribunal de Contas
- Delegacia Provincial do Trabalho
- Ramo Provincial do Corpo de Bombeiros Voluntários na Polônia.
- Estado-maior Provincial
- Filial regional da Agência de Propriedade Militar
- Comandante Militar de Adições
- Sucursal da Direção-geral das Estradas e Autoestradas Nacionais
- Autoridade Provincial de Estradas
- Filial da Agência para a Reestruturação e Modernização da Agricultura
- Filial regional do Fundo de Seguro Social Agrícola
- Sucursal da Instituição de Seguro Social
- Câmara Regional de Auditoria
- Direção Regional de Florestas do Estado
- Delegacia de Impostos da Lubúsquia
- Câmara de Administração Tributária
- Escritório de Estatística
- Inspeção Distrital do Trabalho da Inspeção Nacional do Trabalho
- Delegações do Escritório de Comunicações Eletrônicas
- Tribunal de Apelações do Governo Local
- Ministério Público distrital
- Tribunal Distrital
- Centro Provincial de Trânsito Rodoviário
- Centro Provincial de Medicina do Trabalho
- Gabinete Provincial de Geodésia e Áreas Agrícolas
- Arquivos do Estado
- Posto da Guarda de Fronteira do Estado
- Delegações da Agência de Segurança Interna
- Delegações do Escritório Nacional Eleitoral
- Sucursal regional do Banco Nacional da Polônia
- Sede do VLC da voivodia da Lubúsquia
- Departamento da PolRegio na Lubúsquia
- Delegação do Conselho de Educação da Lubúsquia
- Câmara Médica Distrital
- Câmara Distrital de Enfermeiras e Parteiras
- Câmara Nacional de Fisioterapeutas filial na Lubúsquia
- Câmara Distrital de Assessores Jurídicos
- Câmara Médica e Veterinária da Lubúsquia
- Câmara de Agricultura da Lubúsquia
- Câmara Regional de Farmacêuticos da Lubúsquia
- Departamento de Filial do Escritório Regional de Medidas em Szczecin

Os moradores da cidade elegem deputados ao Sejm pelo círculo eleitoral n.º 8, senador pelo círculo eleitoral n.º 20 e deputados ao Parlamento Europeu pelo círculo eleitoral n.º 13.

## Assistência médica
Hospitais públicos

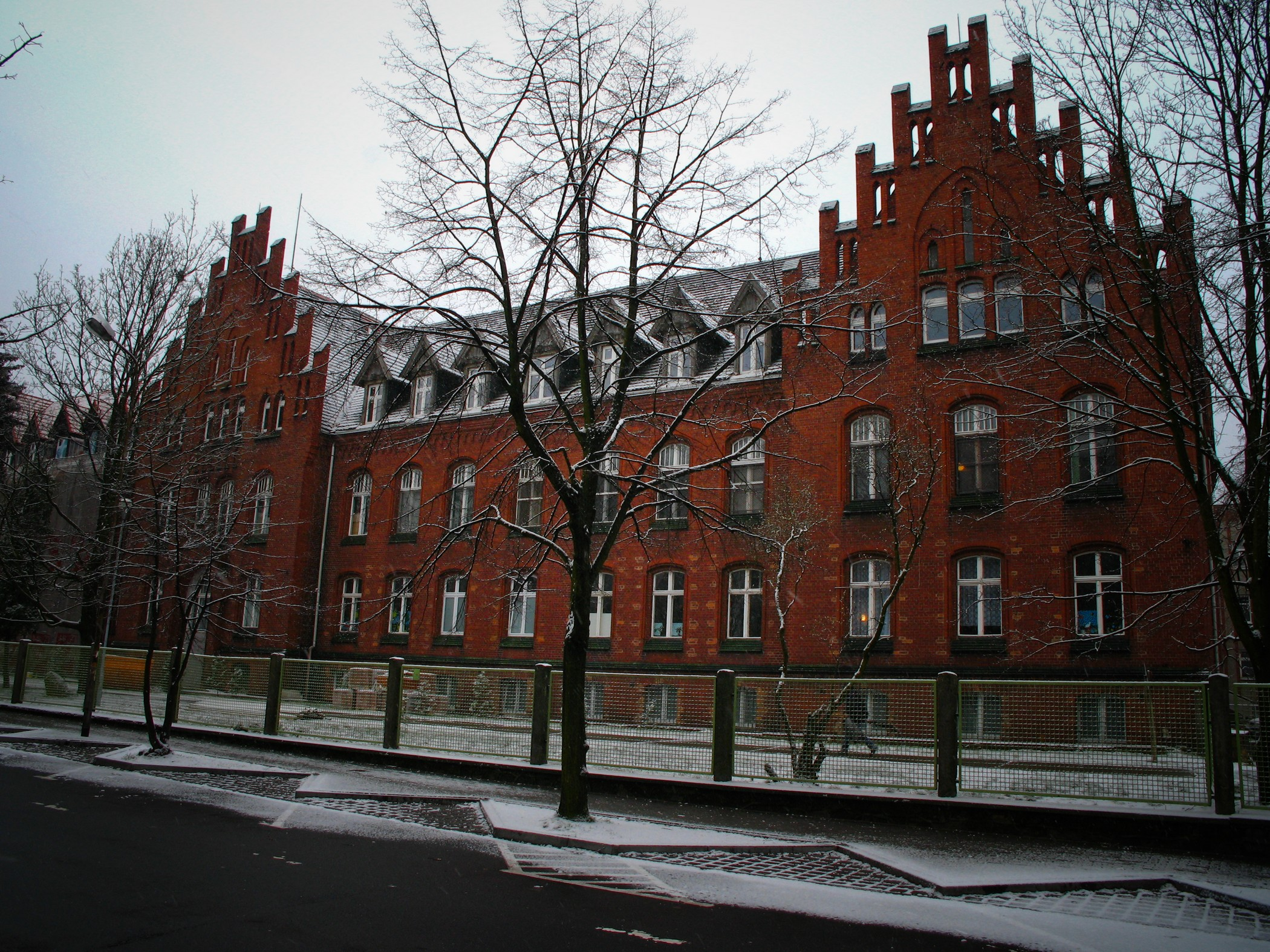
Hospital Universitário (parte histórica)

- Hospital Universitário Karol Marcinkowski em Zielona Góra[168]
- Policlínica. Hospital do Ministério do Interior e Administração em Zielona Góra[169]

Unidades públicas de cuidados paliativos
- Cuidados paliativos Lady Ryder de Varsóvia em Zielona Góra.[170]
- Cuidados paliativos perinatais em Zielona Góra.[171]

Além disso, a cidade de Zielona Góra administra o Complexo de Reabilitação para Crianças e Jovens com Deficiência “PROMYK” — Instalação independente de assistência médica pública.

## Bem-estar social
Em Zielona Góra, há o Centro Municipal de Bem-Estar Social (MOPS), no qual há, entre outros, o Escritório de Prevenção e Combate a Vícios e três Casas Comunitárias de Autoajuda. Além disso, a cidade de Zielona Góra administra cinco Centros de Cuidados e Educação, um Centro de Integração Social, um Centro de Serviços de Cuidados e um Centro de Serviços Sociais, um Lar de Bem-Estar Social, um Lar de Bem-Estar Social para Veteranos Combatentes, dois Lares Diurnos “Senior+” e um Lar Diurno “Senior-WIGOR”.

## Educação

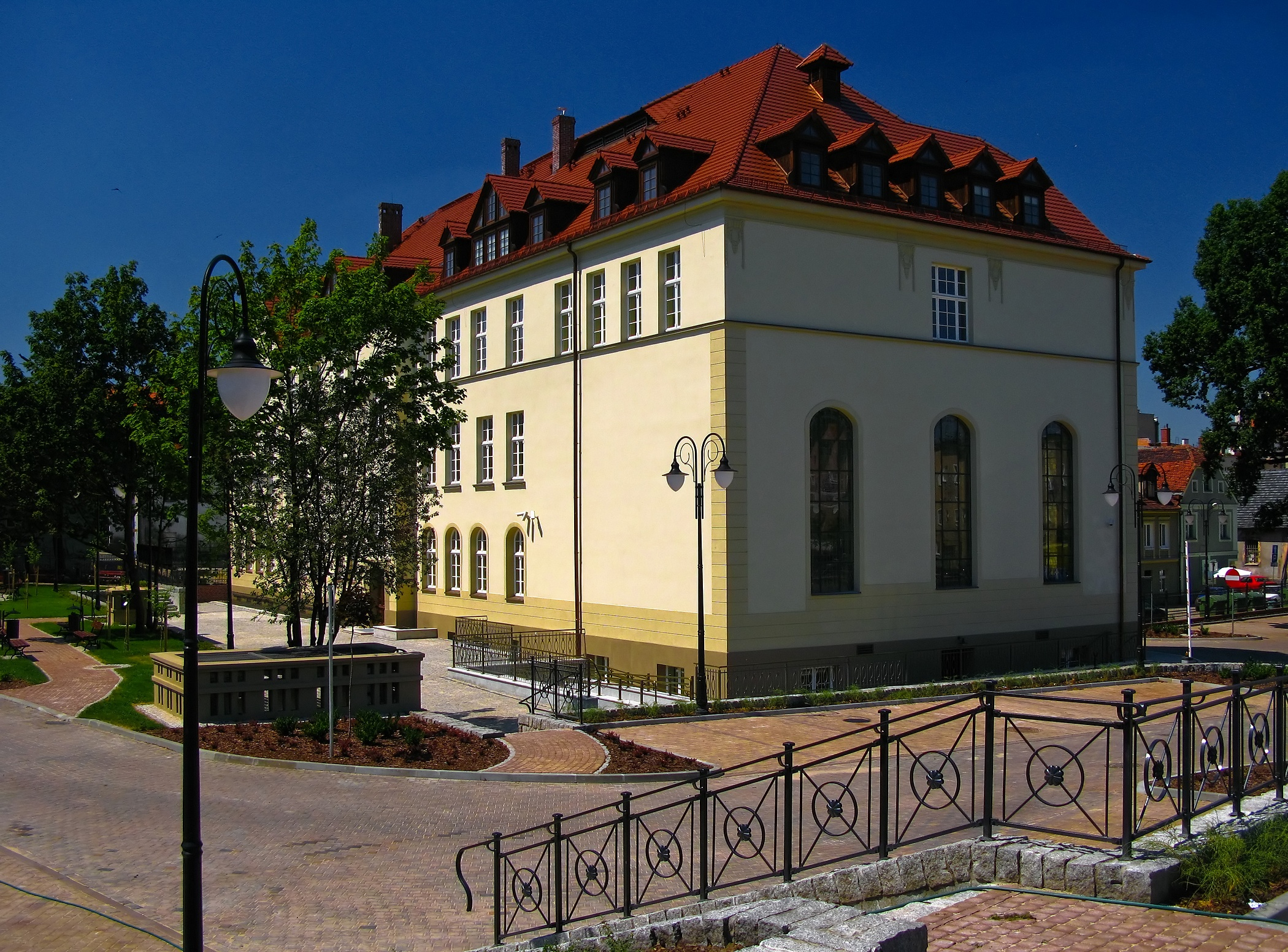
Edifício da reitoria da Universidade de Zielona Góra

Em Zielona Góra existem 31 jardins de infância públicos geridos pela cidade e 2 jardins de infância organizados em escolas públicas primárias geridas pela cidade, além disso, existem 25 escolas públicas primárias, incluindo: a Escola Primária de Esportes, Complexo de Escolas Especiais n.º 1, bem como 25 escolas secundárias públicas, incluindo: 9 escolas secundárias gerais, 5 escolas secundárias técnicas, 4 escolas industriais de 1.º grau, 2 escolas industriais de 2.º grau e 7 escolas pós-secundárias administradas pela cidade de Zielona Góra. Além disso, em Zielona Góra existem: a Escola secundária estatal de Belas Artes, a Escola Geral de Música de 1.º grau, a Escola Estadual de Música de 1.º e 2.º graus, cujo órgão dirigente é o Ministério da Cultura e do Patrimônio Nacional, e a Escola Profissional e Centro de Educação Continuada “Medyk”, cujo corpo principal é o Autogoverno da voivodia da Lubúsquia.
Em Zielona Góra existe a Sede do Conselho de Educação em Gorzów Wielkopolski e o Centro de Formação de Professores.
A maior universidade que opera na cidade e, ao mesmo tempo, na voivodia da Lubúsquia é a Universidade de Zielona Góra, criada em 2001 como resultado da fusão da Universidade Tecnológica e da Universidade Pedagógica Tadeusz Kotarbiński.
- Universidade de Zielona Góra
- Pontifícia Faculdade de Teologia de Breslávia - Instituto de Filosofia e Teologia Edith Stein em Zielona Góra[190]
- Universidade da Terceira Idade em Zielona Góra.[191]

## Transportes
Zielona Góra está localizada na rota da via expressa n.º 3, que faz parte da rota internacional E65, e na rota da linha ferroviária CE 59 (Ferrovia Principal do Óder), que faz parte dos corredores transeuropeus de transporte TEN, abrangidos pelo acordo AGTC. Perto da cidade fica o aeroporto Zielona Góra–Babimost.

### Transporte rodoviário
As estradas nacionais S3, DK27, DK32 e voivodia DW279, DW280, DW281, DW282 e DW283 passam pela cidade, que também possui uma rede de anéis viários. A seção norte do desvio é chamada Rota do Norte.

### Transporte ferroviário

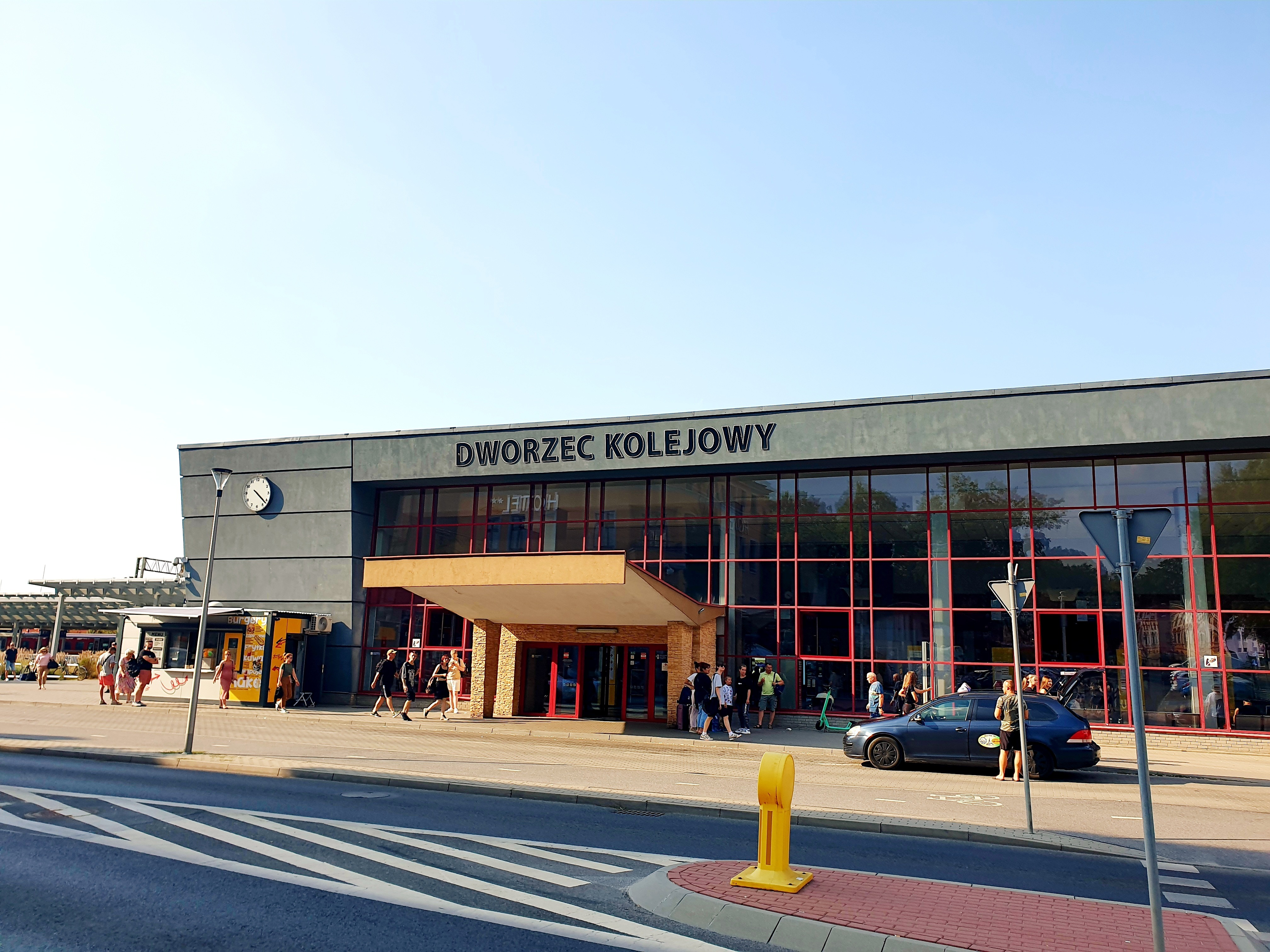
Estação ferroviária central de Zielona Góra

A linha ferroviária n.º 273, que liga Szczecin a Breslávia, passa por Zielona Góra. É comumente conhecida como Odrzanka. Gera muito tráfego de trens de carga, mas também muito tráfego de passageiros. Em 2022, 2,17 milhões de passageiros usaram a estação Zielona Góra Gówna, tornando-a o entroncamento ferroviário mais movimentado da voivodia da Lubúsquia. Zielona Góra também suporta conexões em muitas outras direções, como: Varsóvia, Gdynia, Olsztyn, Lublin e Berlim. Também começando em Zielona Góra está a linha ferroviária n.º 370 para Żary, que transporta passageiros para, entre outros, Görlitz, na Alemanha.
Existem duas estações ferroviárias na cidade, bem como duas paragens ferroviárias:
- Zielona Góra Główna —  a estação principal
- Zielona Góra Stary Kisielin —  estação no distrito de Stary Kisielin
- Zielona Góra Przylep —  paragem de trens
- Zielona Góra Nowy Kisielin —  parada ferroviária —  incluída no tráfego de passageiros a partir de 8 de dezembro de 2018

Além disso, existem estações ferroviárias não utilizadas e paradas na cidade, localizadas na rota da linha ferroviária extinta Zielona Góra–Szprotawa:
- Jarogniewice
- Ochla
- Zielona Góra A Estação Ferroviária Szprotawski
- Zielona Góra Cidade Alta
- Zielona Góra Jędrzychów

### Transporte público

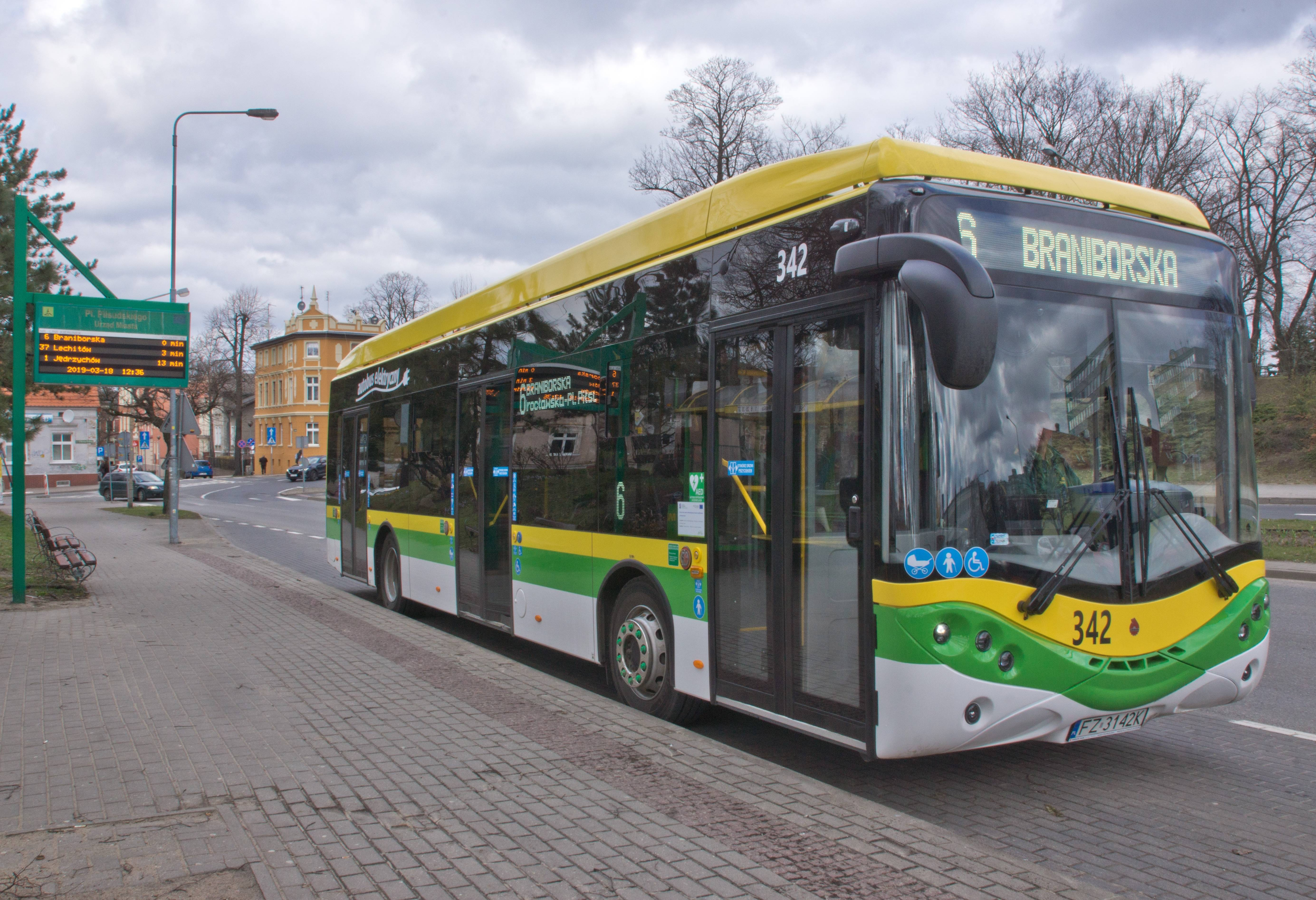
Ônibus elétrico na paragem junto à Prefeitura

A cidade tem uma rede de transporte público bem desenvolvida: 25 linhas de ônibus diurnas e 3 linhas noturnas. Há 85 ônibus da Empresa Municipal de Transportes nas ruas de Zielona Góra todos os dias, 55 dos quais são elétricos. Em dezembro de 2023, 80 mil passageiros usaram o transporte público diariamente. Há máquinas de venda automática de passagens em cada ônibus, que, combinadas com as máquinas de passagens nos pontos de ônibus, são a única forma de distribuição de passagens na cidade. Os ônibus de transporte público em Zielona Góra usam as cores da cidade: branco, verde e amarelo. Nos pontos de ônibus, há um sistema digitalizado de informações sobre o tempo de espera nas linhas, baseado na rede GPS. Além disso, Zielona Góra foi a primeira cidade polonesa a introduzir um Sistema Dinâmico de Informações aos Passageiros no final de 2005. Em 2019, foi inaugurado um moderno Centro de Transferência próximo à estação ferroviária, a partir do qual os ônibus da MZK podem ser usados para chegar a qualquer área da cidade.
A empresa de transportes PKS Zielona Góra opera na cidade. Há também a Zielona Góra Transporte Distrital, que funciona entre Zielona Góra e os municípios vizinhos: Świdnica, Czerwieńsk, Nowogród Bobrzański e Zabór.

### Transporte fluvial

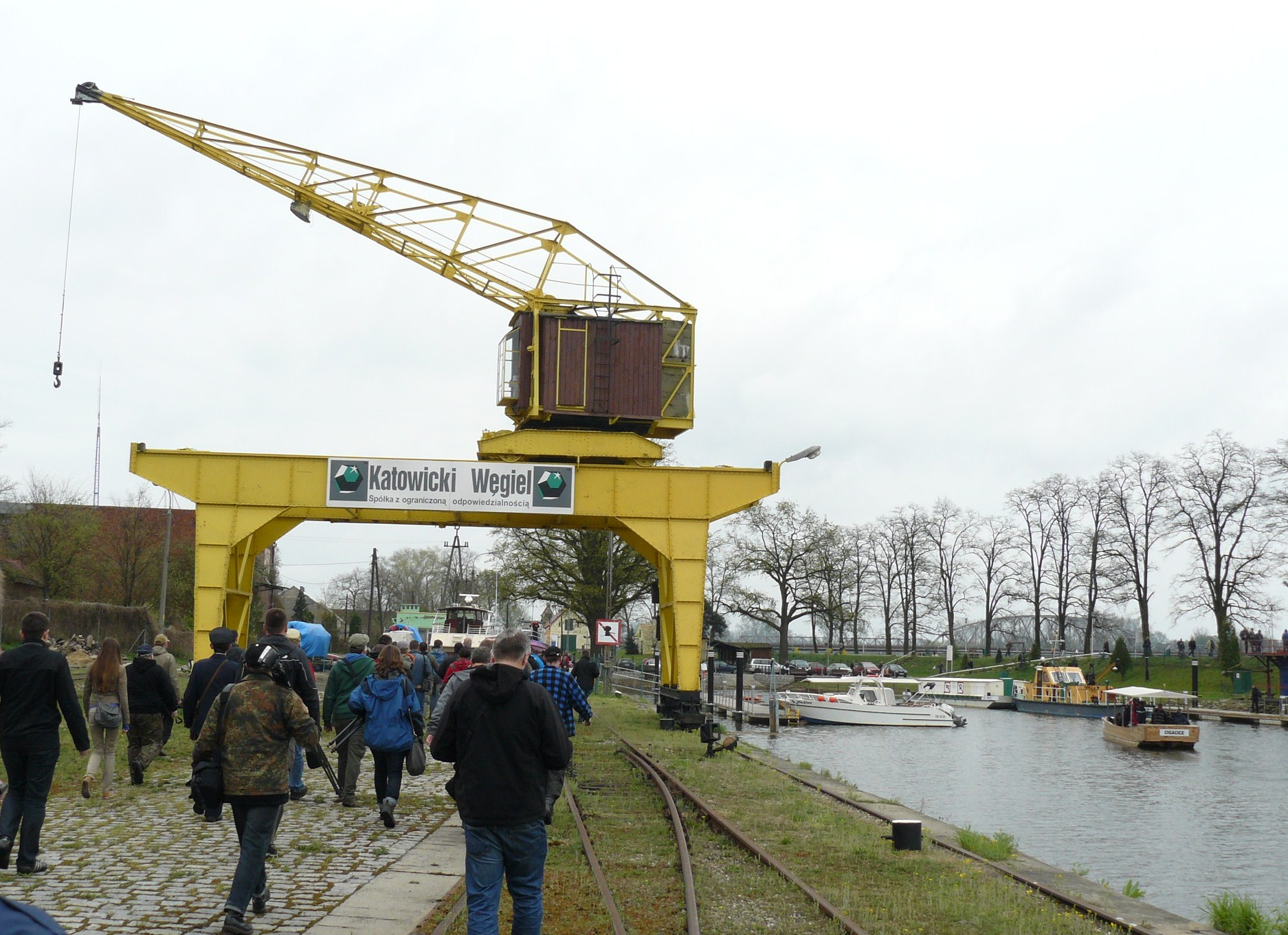
Porto interior em Cigacice

A cerca de 10 km do centro da cidade há um grande porto interior no rio Óder em Cigacice. Ele desempenha funções de recarga — é o portão pl para o sistema de canais interiores na Alemanha, com o qual está conectado pelo canal Óder-Havel.

### Transporte aéreo
Zielona Góra está localizada perto do aeroporto de cargas e de passageiros de Babimost (33 km). O aeroporto de Babimost serve de conexões para Varsóvia, Rijeka e Turquia. Por outro lado, no distrito de Przylep, há um aeroporto esportivo e recreativo do Aeroclube da região da Lubúsquia (a 7 km do centro da cidade). Outros aeroportos estão em Poznań (109 km), Breslávia (140 km) e Berlim (164 km).
A cerca de 20 km a oeste da cidade fica o campo de pouso de Grabowiec. Em 2012, a plataforma de desembarque sanitário foi inaugurada oficialmente na rua Zy 26.

## Turismo

### Trilhas turísticas
Trilhas para caminhadas
- Circuito da Pequena Zielona Góra — trilha verde, começando na rua Wyspiański. Esta trilha corre ao longo da fronteira da cidade, circulando-a a partir do sul. Ela atravessa Stary Kisielin, Drzonków e Ochla. A extensão total da trilha é de 28 km.
- Circuito da Grande Zielona Góra (a Trilha das “Reservas Naturais”) — trilha azul, atravessa três reservas naturais localizadas ao redor da cidade: a reserva natural de Zimna Woda, a reserva natural de Bukowa Góra e a reserva natural de Bażantarnia. A extensão total da trilha é de cerca de 72 km.
- Trilha Provincial — trilha vermelha, atravessa a parte sul da cidade. Indo para o oeste, chega-se a Świdnica, e para o leste, a rota leva a Zabór e Milsko.
- Trilha de caminhada — trilha amarela, de 4 km de extensão, começando em Góra Wilkanowska. Ela atravessa as colinas dos Piastas.
- Do Bóbr ao Óder — trilha preta, começa na vila de Podgórzyce, localizada no rio Bóbr. Passa pela parte ocidental de Zielona Góra e continua atravessando o rio Óder em direção ao lago Niesłysz.
- Trilha da antiga ferrovia para Szprotawa — trilha amarela, percorre a rota da antiga ferrovia de Szprotawa.

Ciclovias
- Trilha do Aterro de Zielona Góra — começa na rua Francuska. O percurso percorre as colinas dos Piastas e o museu etnográfico ao ar livre de Ochla, terminando no balneário do Centro de esporte e lazer (MOSIR).
- Trilha do Sul — vai da praça Konstytucji 3 Maja, no centro da cidade, até Drzonków.

### Bachusiki

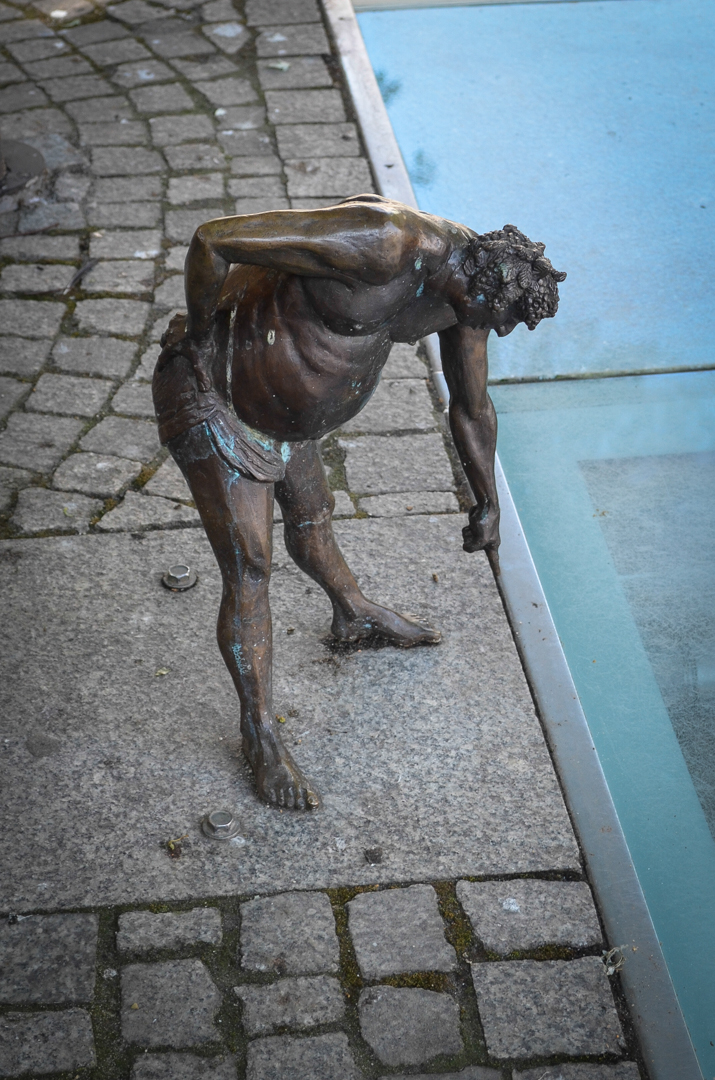
Bachusik Ciekawek

A inauguração da estátua de Baco em 2010 marcou o início de uma série de pequenas estátuas de Baco instaladas em várias partes da cidade. Desde então, elas se tornaram um dos principais produtos turísticos de Zielona Góra. Elas têm o objetivo de promover suas tradições vinícolas. O Visit Zielona Góra — Centro de Informações Turísticas fornece um mapa dos bachusiki, que o levará a todas as estatuetas. Um passeio pela Trilha dos bachusiki também é uma boa maneira de explorar a cidade.
O número de estátuas de Baco, financiadas por instituições, locais de trabalho e também por pessoas físicas, está aumentando constantemente. A primeira inauguração do bachusik ocorreu em 2 de setembro de 2010. Oficialmente, até junho de 2025, 77 estatuetas haviam sido inauguradas, incluindo cinco estatuetas de bacantes.
Os bachusiki também têm um site não oficial, onde é possível encontrar suas descrições, fotos, mapas e uma legenda.

### Informação turística
- Visit Zielona Góra — Centro de Informações Turísticas[209]
- Sociedade polonesa de Turismo (PTTK) — Filial em Zielona Góra
- Sociedade polonesa de Turismo (PTKraj.)
- Quiosque interativo na praça Powstańców Wielkopolskich (inacessível)[210]

## Entretenimento

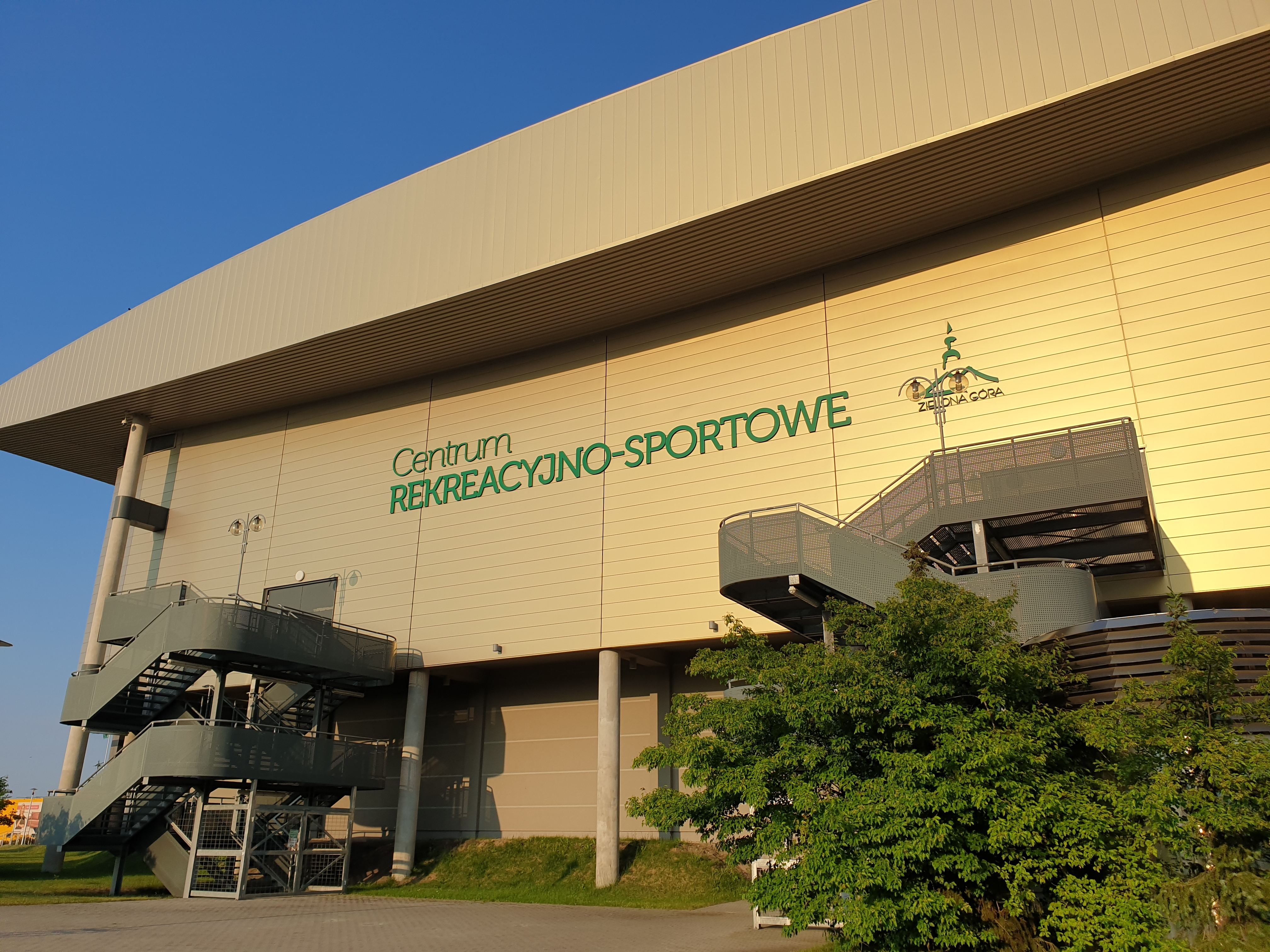
Centro Recreativo e Esportivo

Em Zielona Góra existem, entre outros:
- Dois cinemas (Cinema City e Newa)
- Grot Arena, organização de eventos corporativos, reuniões de integração, festas de aniversário, despedidas de solteiro[211]
- Salão de realidade virtual (VR Station)
- Duas pistas de boliche (Grape Town Bowling, Bowling Club Zielona Góra[212])
- Complexo Park 79 (pista de boliche, SPA & Wellness, quadra de squash, academia, salas de ginástica, sauna, gruta de sal)
- Dois clubes de sinuca inglesa
- Discoteca X-Demon e muitos clubes menores e íntimos com pista de dança (OneLove, Prywatka, Kawon, U Ojca − clube de jazz, WySPa – clube de estudantes, Hot Shots Music Club & Bilard, Baloo)
- Teatro musical Droshkoov Theatre
- Dois parques de arborismo (Gęsie Tarasy e H2Ochla)
- Jardim botânico
- Centro Recreativo e Esportivo
- H2Ochla — piscina municipal e parque aquático, incluindo um complexo de toboáguas, campos de: paddle, handebol de praia e vôlei de praia, minigolfe, parque de arborismo e restaurante.[213]
- Dois parques de trampolins (Skoko Park, Zajawka)
- Mini Zoo Fazenda de Contos de Fada no Jardim Botânico
- Papugarnia Rio
- 4 Trilhas simples — 3 nas colinas dos piastas (trilha verde — 7,5 km, trilha azul — 11,5 km, trilha vermelha — mais de 20 km)[214] e 1 “4 Elementos” na rua Chmielna (1,2 km).[215]

## Comunidades religiosas
Budismo

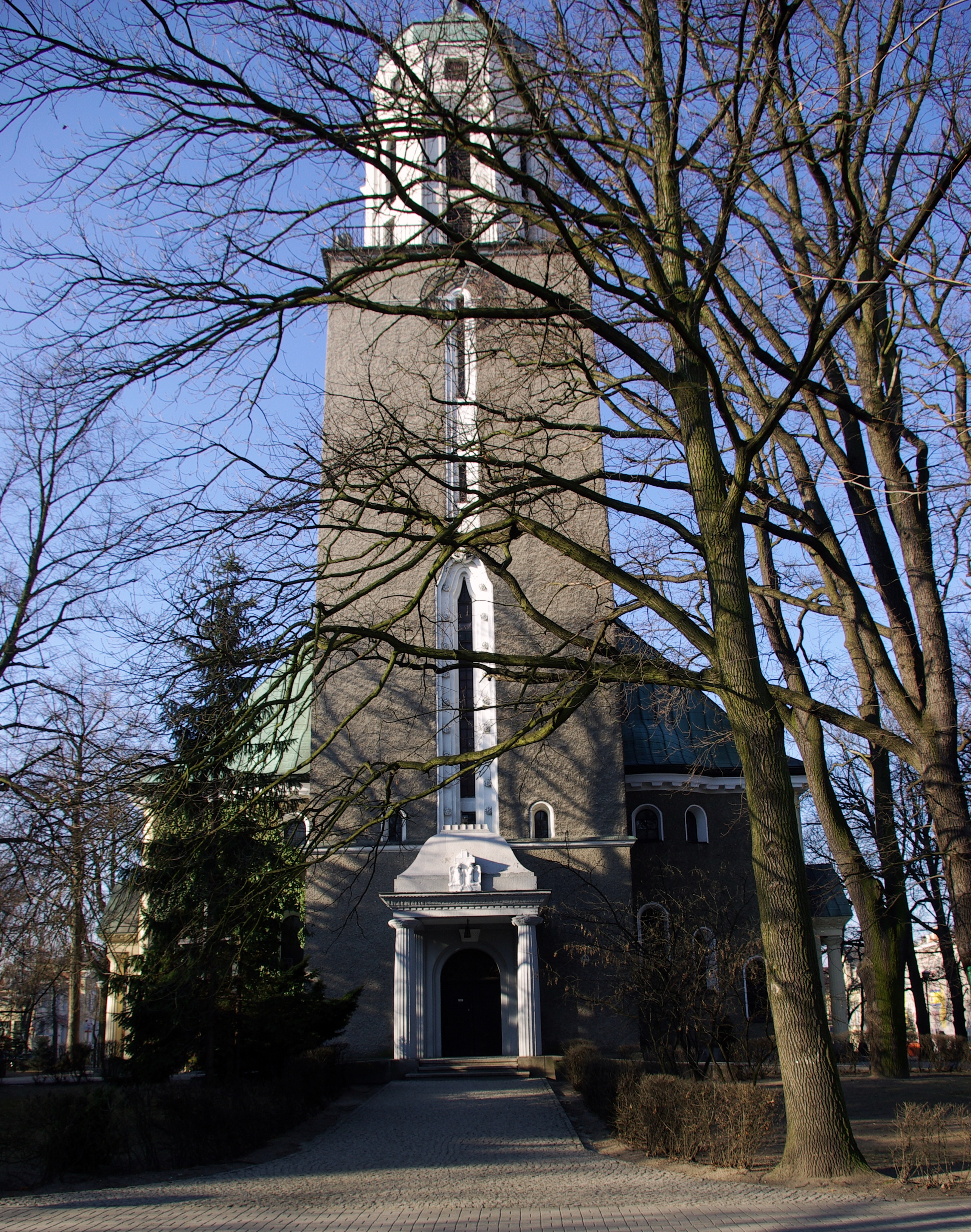
Igreja do Santo Salvador

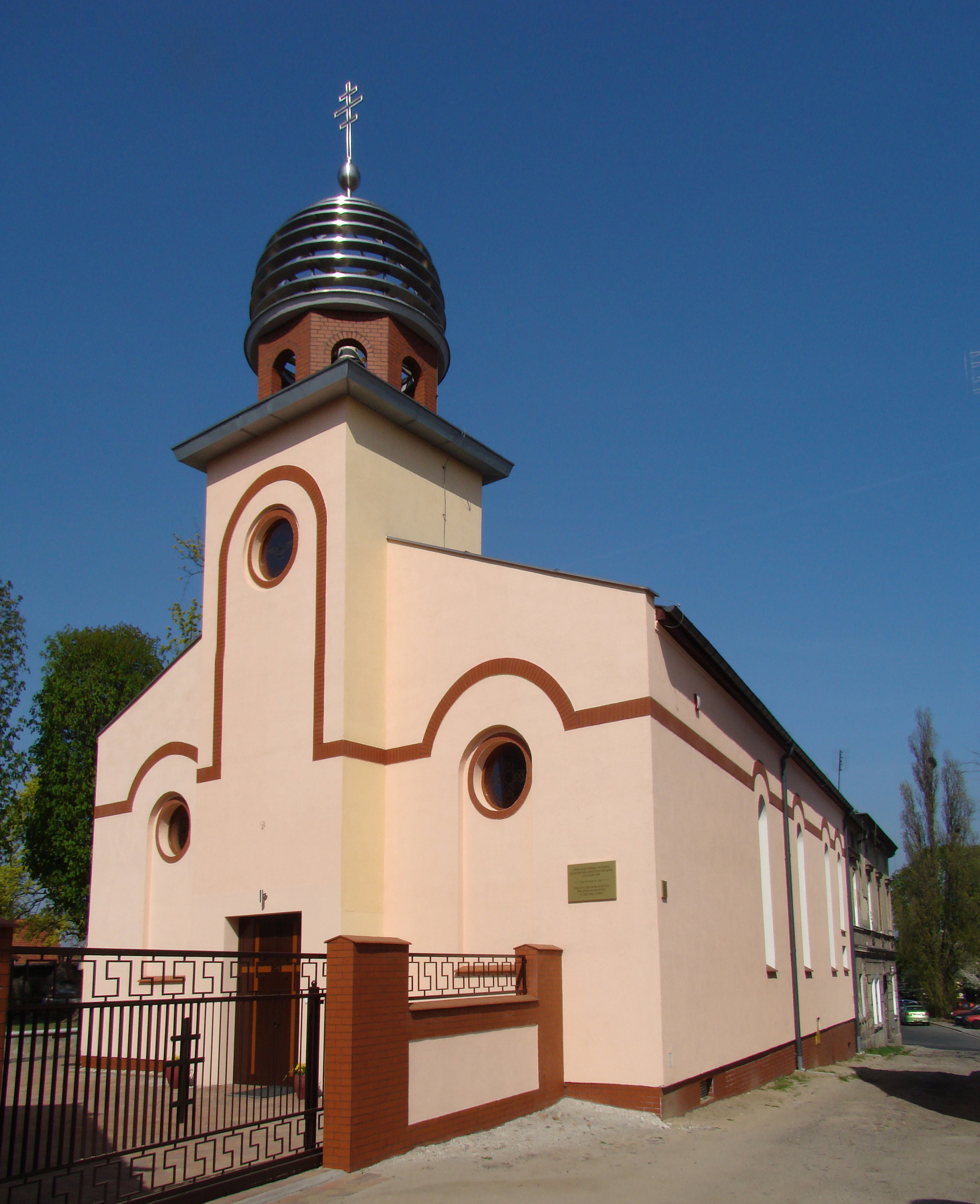
Igreja ortodoxa da Proteção da Mãe de Deus

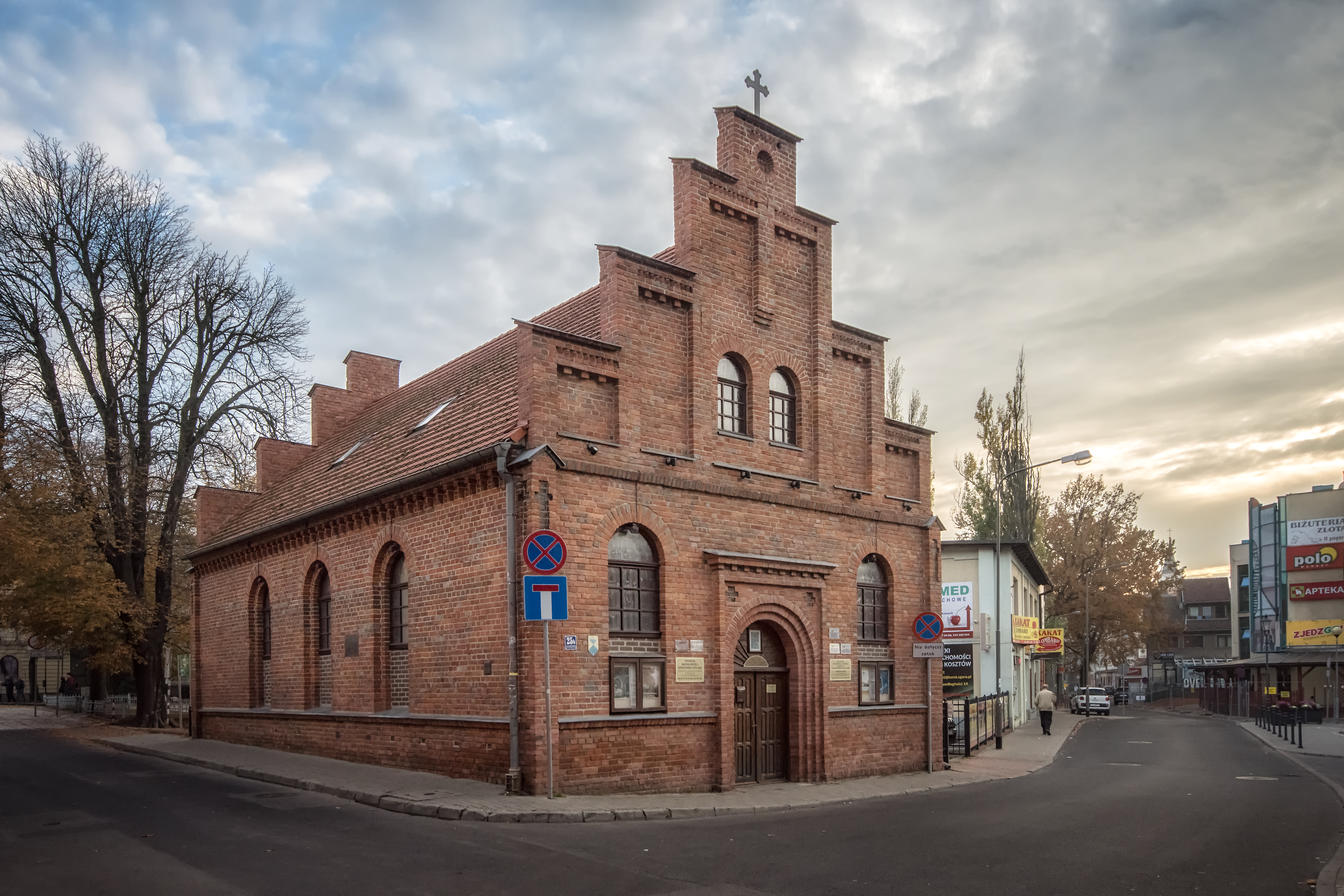
Igreja da Beata Maria, Rainha da Polônia

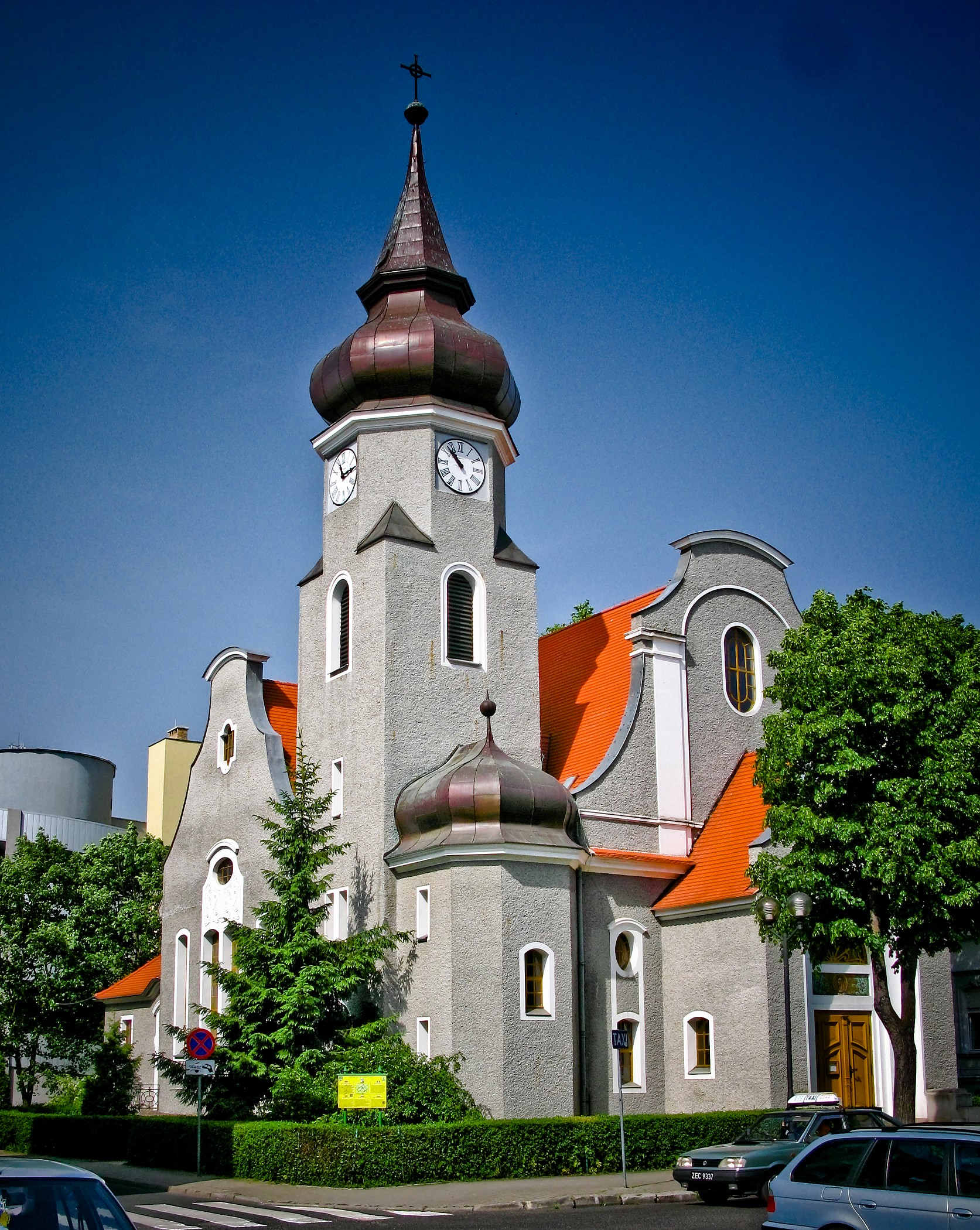
Igreja Evangélica-Augsburgo

- Associação Budista do Caminho do Diamante da Linhagem Karma Kagyu:
  - Centro em Zielona Góra.[216]

Catolicismo
- Igreja Católica na Polônia — Zielona Góra está localizada na metrópole Szczecin-Kamień, capital da diocese de Zielona Góra-Gorzów e sede do bispo. Existem três foranias na cidade: Zielona Góra — Espírito Santo, Exaltação da Santa Cruz e de Santa Edviges da Silésia, 19 igrejas paroquiais, entre elas:
  - Cocatedral de Santa Edviges da Silésia
  - Igreja de Nossa Senhora de Częstochowa
  - Igreja do Santo Salvador
  - Igreja do padroeiro Santo Urbano I
  - Igreja de Santo Alberto Chmielowski
- Igreja greco-católica na Polônia:
  - Paróquia greco-católica da Proteção da Mãe de Deus[217]
- Igreja católica polonesa na República da Polônia:
  - Paróquia de Nossa Senhora, Rainha da Polônia (igreja da Beata Maria, Rainha da Polônia)[218]
- Igreja Católica Reformada na Polônia:
  - Comunidade São João Apóstolo[219]
- Fraternidade Sacerdotal de São Pio X:
  - Missão em Zielona Góra[220]

Ortodoxia
- Igreja Ortodoxa Polonesa:
  - Paróquia São Nicolau de Mira (igreja ortodoxa de São Nicolau)

Protestantismo
- Igreja Adventista do Sétimo Dia:
  - Congregação da igreja adventista do Sétimo Dia[221]
- Igreja de Deus em Cristo:
  - Comunidade Cristã “Sem Muros”[222]
  - Comunidade “Videira”[222]
- Igreja de Deus na Polônia:
  - Igreja de Deus “Nova Vida”[223]
- Igreja Batista na Polônia:
  - Congregação da Igreja Batista[224]
- Igreja dos cristãos de fé evangélica na República da Polônia:
  - Comunidade “Convênio”[225]
- Igreja Evangélica-Augsburgo na República da Polônia:
  - Paróquia Evangélica-Augsburgo[226]
- Igreja Pentecostal na Polônia:
  - Igreja Pentecostal “Emaus”[227]
- Assembleias Messiânicas de Deus:
  - Ponto de missão[228]
- Batistas reformados:
  - Igreja em Zielona Góra[229]

Restauracionismo
- Testemunhas de Jeová:
  - Igreja Zielona Góra-Chynów,
  - Igreja Zielona Góra-Jędrzychów,
  - Igreja Zielona Góra-Kisielin,
  - Igreja Zielona Góra-Migowy (congregação de língua de sinais),
  - Igreja Zielona Góra-Słoneczne,
  - Igreja Zielona Góra-Śródmieście,
  - Igreja Zielona Góra-Zacisze — Complexo de Salões do Reino, rua Jelenia 1B
  - Igreja Zielona Góra-Rosyjski,
- Movimento Missionário Secular “Epifania”:
  - Igreja.

## Meios de comunicação
Os títulos de imprensa mais lidos incluem: Gazeta Lubuska (anteriormente: Zielonogórska), publicado desde a década de 1950, e a edição local da Gazeta Wyborcza. A revista Nadodrze foi amplamente lida (inexistente hoje).
- Jornais diários:
  - Gazeta Lubuska (anteriormente: Gazeta Zielonogórska)[231]
  - Gazeta Wyborcza (edição local)[233]
- Semanais:
  - Nasze Miasto Zielona Góra — jornal gratuito que aparece às segundas e quintas-feiras
  - Czas Zielona Góra — boletim informativo do governo local publicado às quartas-feiras
- Revistas mensais:
  - Puls — mensal sócio-cultural gratuito (atualmente suspenso)
  - Życie nad Odrą (revista mensal gratuita distribuída na cidade de Zielona Góra e no condado de Zielona Góra)
  - Jornal do autogoverno estudantil da Universidade de Zielona Góra UZetka
- Trimestrais e anuários:
  - Studia Zielonogórskie (anuário histórico)
  - Lubuskie Nadodrze (trimestral sociocultural inexistente)
  - Pro-Libris (literária local trimestral)

- Televisão:

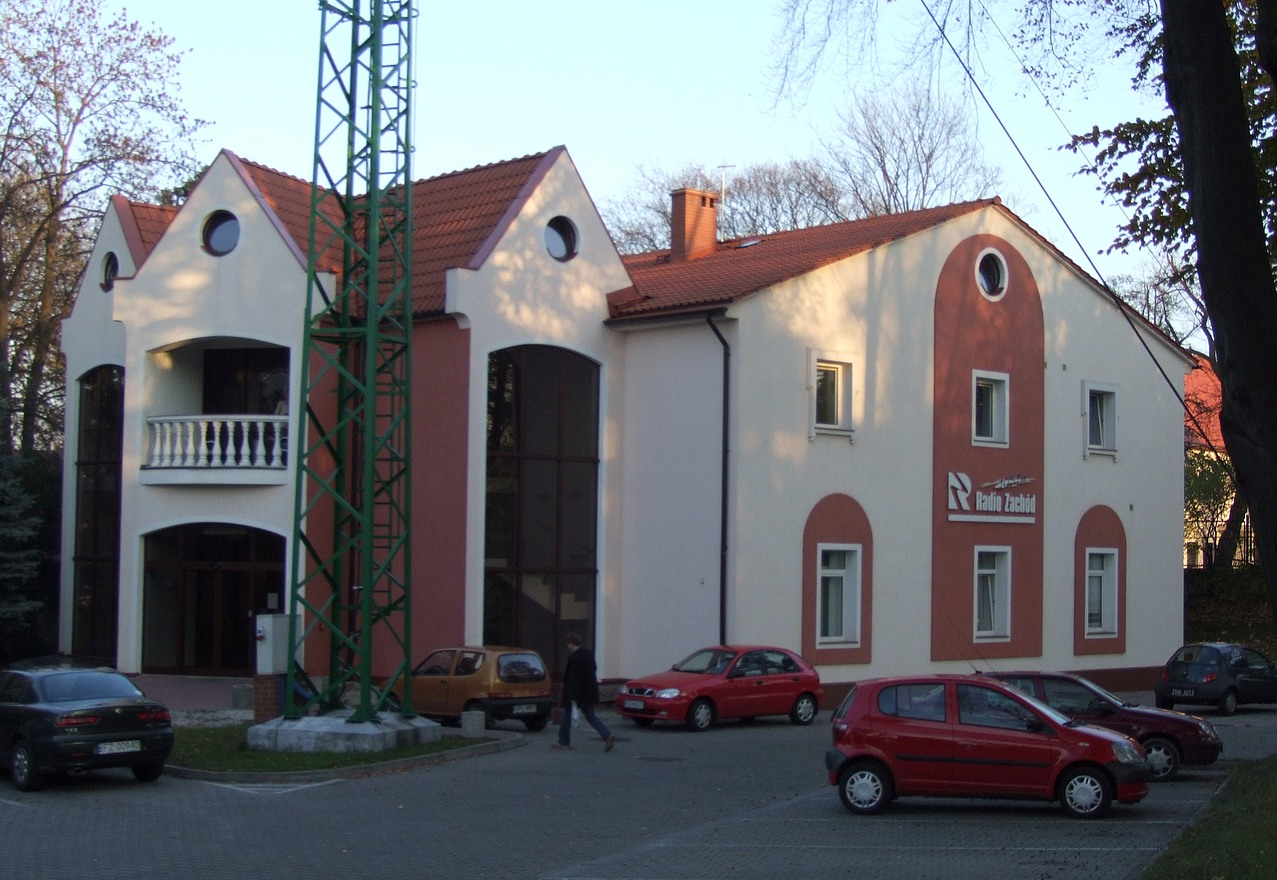
Rádio Zachód

  - TVP3 Gorzów Wielkopolski — redação e estúdio de TVP em Zielona Góra
- Estações de rádio:
  - Radio Zachód
  - Radio Zielona Góra
  - Akademickie Radio Index
  - Radio Plus
  - Radio Eska
  - Radio Złote Przeboje
  - Radio RMF Maxxx
  - RMF Classic
- Internet:
  - zielona-gora.pl — site da cidade[234]
  - visitzielonagora.pl[235]
  - zielonanews.pl[236]
  - wiadomoscizg.pl[237]
  - zielonagora.naszemiasto.pl[238]
  - wzielonej.pl — portal universitário[239]
  - zgsport.pl — portal sobre esportes em Zielona Góra[240]
  - newslubuski.pl — portal de informações que cobre toda a voivodia da Lubúsquia[241]
  - wlubuskie.pl[242]
  - lubuskie24.pl[243]

## Esportes

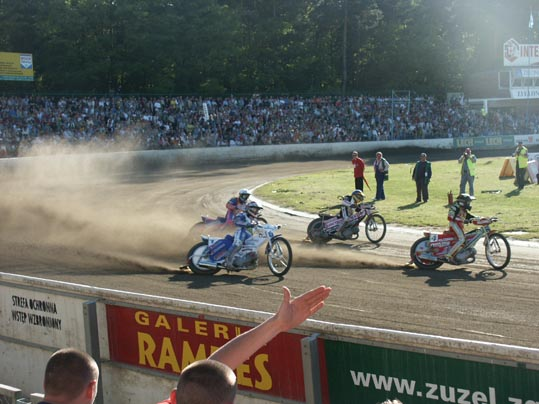
Estádio do autódromo

Há um centro de esportes de inverno em Góra Tatrzańska, que, apesar de seu pequeno tamanho (a inclinação tem uma diferença de altura de cerca de 30 metros e 175 m de comprimento) e infraestrutura muito antiga (um teleférico T-bar da década de 1970), é um lugar para esportes de inverno em caso de forte nevasca. Durante anos, os moradores vêm tentando fazer com que as autoridades da cidade modernizem esta instalação pré-guerra, instalando um canhão de neve (neve artificial) ou mesmo tapetes de plástico.
Além disso, na parte leste da cidade, na área das “Montanhas Zielona Góra”, havia: uma pista de esqui e um tobogã, hoje usado apenas por mountainboards e ciclistas de montanha.
Esportes tradicionais
Os esportes em Zielona Góra incluem o clube de futebol da terceira divisão, Lechia Zielona Góra e o clube de basquetebol da Liga Polonesa de Basquetebol Zastal Zielona Góra, o clube de speedway da extraliga ZKŻ Falubaz Zielona Góra e o clube Wataha Zielona Góra que aparece na Liga de futebol americano. Além disso, natação, tiro, handebol, voleibol, tênis, hipismo, artes marciais (incluindo kickboxing, caratê, jiu-jítsu tradicional e brasileiro, aiquidô, capoeira, krav magá) são praticados aqui. Andar de bicicleta é popular. Há uma pista de esqui pré-guerra com um tobogã na cidade, mas essas instalações são muito negligenciadas e, devido à falta de neve artificial, as condições são geralmente difíceis.
Esportes radicais
Existem cinco skateparks na cidade: no Parque Tysiąclecia, na osiedle Pomorskie, Raculi e Kaczym Dole (osiedle Słoneczne e Zatonie). Na área do aeroclube pode-se praticar paraquedismo e há também um parque de quadriciclos próximo. No distrito de Chynów há uma ciclovia pump track. Em Książ Śląski, perto de Zielona Góra, existe uma pista de motocross, outra instalação desse tipo fica em Krężoły.
Clubes esportivos
- Stelmet Falubaz Zielona Góra — extraliga Speedway (1.º nível da liga)
- Orlen Zastal Zielona Góra — clube de basquete da extraliga
- Aldemed SKM Zastal Zielona Góra — clube de basquete masculino da segunda divisão
- Lechia Zielona Góra — clube de futebol da 4.ª Divisão
- Lechia II Zielona Góra — clube de futebol da IV liga polonesa de futebol
- Drzonkowianka Racula — clube de futebol jogando na Classe distrital
- LKS Zorza Ochla — clube de futebol jogando na Classe distrital
- TKKF Chynowianka —  Franacepol Zielona Góra — clube de futebol jogando na Classe A
- Sparta Łężyca — clube de futebol jogando na Classe A
- Ikar Zawada — clube de futebol jogando na Classe A
- TS Masterchem Przylep — clube de futebol jogando na Classe A
- ZKS Zielona Góra — clube de motos de velocidade extra liga
- Wataha Rugby Club Zielona Góra — clube de rúgbi da segunda liga
- Wataha Zielona Góra — clube de futebol americano (LFA1)
- AZS UZ Zielona Góra (voleibol, handebol, futsal, ponte desportiva, tênis de mesa)
- ZKS Drzonków-Zielona Góra — clube de pentatlo moderno
- ZKS Palm House em Zielona Góra — clube de tênis de mesa da super liga
- ZKS Drzonków-Zielona Góra — clube de hipismo
- Clube Hípico Zielona Góra Przylep-Aeroporto
- ZLKL Zielona Góra — clube de atletismo
- Zielona Góra Tênis Clube
- Royal — clube de tênis
- Giganci Zielona Góra — clube de beisebol[250]
- GKT Nafta Zielona Góra — clube de tênis
- Gwardia — Zielona Góra Sports Club - tiro, kickboxing
- Sociedade de Natação Zielona Góra (natação)
- Clube de Caratê Zielona Góra Kyokushin[251]
- Irmandade dos Corredores em Zielona Góra
- Aeroclube da Região da Lubúsquia Zielona Góra-Przylep

Instalações esportivas

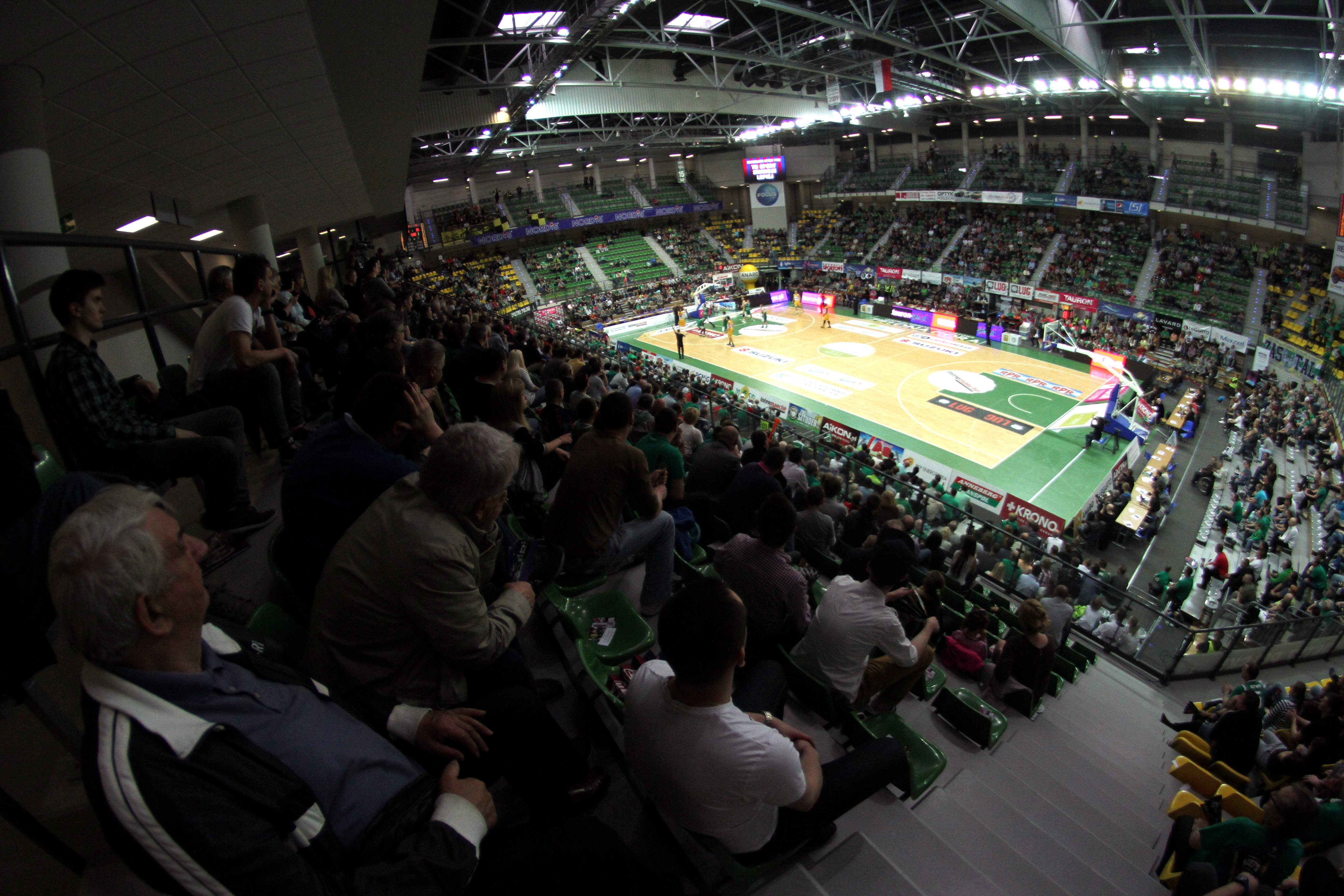
Salão MOSiR durante a partida da Tauron Basket League

- MOSiR Hall — localizado na rua Sulechowska, construído em 2010, como parte de um moderno Centro de Esportes e Recreação. É um salão de esportes e entretenimento com uma quadra de basquete em tamanho real com 5 080 lugares. O clube de basquete extra-liga Zastal Zielona Góra joga seus jogos lá. O CRS também inclui, entre outros, piscina coberta de 25 metros e parque aquático. O Centro Municipal de Esportes e Recreação também administra vários campos menores, um salão de acrobacias e quadras de tênis.
- Estádio MOSiR na rua Sulechowska — foi fundado na década de 1950 com base em um campo pré-guerra. Renovado muitas vezes, mais recentemente em 1999 — quando adquiriu dimensão e aparência europeias. Tem um campo de futebol em tamanho real, onde jogam as partidas do clube de futebol da terceira liga Lechia Zielona Góra. É também um estádio de atletismo para 7 mil espectadores. O estádio faz parte de um complexo de instalações esportivas administrado pelo MOSiR na rua Sulechowska, Urszula e Amelia, ao lado dos quais existem 3 campos de futebol em tamanho real (incluindo 1 com gramado artificial), 10 quadras de tênis, uma sala de acrobacias e esportes, uma sala de atletismo e uma sala de basquete.[252]
- Estádio ZKŻ Falubaz Zielona Góra, localizado na rua Wrocławska, o 29.º maior estádio da Polônia. Sua capacidade é de 15 mil pessoas, incluindo 14 mil posições de assento. O estádio foi construído em 1926 e reconstruído e renovado várias vezes. Em 2007, um novo prédio do clube foi colocado em uso e a iluminação do estádio foi instalada. No inverno, uma pista de gelo em tamanho real é instalada no estádio. O primeiro arco do estádio será reconstruído, as arquibancadas serão ampliadas para 20 mil lugares. O custo da reconstrução é de aproximadamente 50 milhões de PLN.[253] Em 2010, foi encomendado um novo estande com um telhado que poderia acomodar 6 mil pessoas, graças ao qual o número de assentos de 12 mil aumentou para 14 mil.
- Estádio Municipal na rua Wyspiańskiego — um estádio renovado do pré-guerra com um campo de futebol em tamanho real. O estádio tem uma pista de autódromo e 470 lugares. Nos anos de 2005–2020, ele pertenceu à Universidade de Zielona Góra. A partir de 2021, é um estádio municipal gerido pela MOSiR[254]
- Centro Provincial de Esportes e Recreação (WOSiR) no distrito de Drzonków, foi fundado nos anos 1975–1976. O pentatlo moderno é praticado aqui, assim como o triatlo, hipismo e tênis de mesa. O resort tem uma piscina olímpica. Todos os anos são realizadas competições nacionais e internacionais, incluindo o Campeonato Polonês de Pentatlo Moderno ou o Campeonato Internacional de Pentatlo Júnior.[255]
- Estádio de futebol americano na rua Botaniczna — o primeiro estádio polonês dedicado ao futebol americano.[256] Tem uma superfície de grama sintética, iluminação artificial e arquibancadas para cerca de mil pessoas.
- Estádio de rúgbi na rua Xawery Dunikowskiego 69 — Estádio Wataha Rugby Club Zielona Góra construído em 2022[257][258]
- Salão da Universidade de Zielona Góra na rua prof. Z. Szafran (dependendo do evento de 1 mil a 1 200 lugares).
- Pista de corrida de bicicletas na rua Stefana Wyszyńskiego 101 — a pista do Clube de ciclismo de Zielona Góra.
- Pista pump track de corrida de bicicletas na rua Poznańska no distrito de Chynów.
- Pista de karting Centro de Corridas WallraV em Stary Kisielin.
- Quadra de hóquei em patins no distrito de Przylep.
- Teleférico em Góra Tatrzańska (sazonal).

## Distritos e conjuntos habitacionais

Conjuntos habitacionais de Zielona Góra

Os distritos e conjuntos habitacionais não constituem a divisão administrativa oficial e legal da cidade. Conforme o artigo 5 da Lei de Autogoverno da Comuna de 8 de março de 1990, não são unidades auxiliares da comuna (exceto o distrito de Nowe Miasto, criado em 2 de janeiro de 2015). Os nomes dos conjuntos e distritos funcionam como nomes coloquiais para áreas específicas da cidade.
- Chynów
  - Osiedle Kolorowe
- Jędrzychów
  - Osiedle Kwiatowe
  - Osiedle Bajkowe
  - Osiedle Uczonych
  - Osiedle Kamieni Szlachetnych
  - Osiedle Milenijne
- Raculka
- Osiedle Aquarium
- Osiedle Batorego
- Osiedle Braniborski
- Osiedle Cegielnia
- Osiedle Dolina Zielona
- Osiedle Kaszubskie
- Osiedle Jana Kilińskiego
- Osiedle Kościuszki
- Osiedle Leśne
- Osiedle Leśny Dwór
- Osiedle Łużyckie
- Osiedle Malarzy
- Osiedle Mazurskie
- Osiedle Morelowe
- Osiedle na Olimpie
- Osiedle Piastowskie
- Osiedle Pomorskie
- Osiedle Przyjaźn
- Osiedle Robotnicze
- Osiedle Słoneczne
- Osiedle Słowackiego
- Osiedle Śląskie
- Osiedle Tysiąclecia
- Osiedle Warmińskie
- Osiedle Wazów
- Osiedle Winnica
- Osiedle Wygoda
- Osiedle Zacisze
- Osiedle Zastalowskie
- Osiedle Zdrojowe
- Osiedle Źródlane
- Osiedle Złote Piaski

Em 1 de janeiro de 2015, a cidade foi ampliada pela área da comuna de Zielona Góra. Como resultado da fusão, foi criado o distrito de Nowe Miasto na área da antiga comuna, que a partir de 2 de janeiro de 2015 funciona como parte administrativa de Zielona Góra. Inclui as antigas cidades da comuna de Zielona Góra.
| Partes de um distrito com estatuto de sołectwo: - Barcikowice - Drzonków - Jany - Jarogniewice - Jeleniów - Kiełpin - Krępa - Łężyca - Osiedle Czarkowo - Ługowo - Nowy Kisielin - Ochla - Osiedle Dworskie - Osiedle Ostoja - Przylep - Osiedle Zachodnie - Racula - Osiedle Eden - Stary Kisielin - Sucha - Osiedle Złote Piaski - Zatonie - Zawada | Partes de um distrito sem estatuto de sołectwo: - Barcikowiczki - Krępa Mała - Marzęcin - Przydroże - Stożne |  |